# Egyiptom művészete
Egyiptom művészete alatt az ország területén elterjedt kultúrák tárgyi emlékeit, építészetét, képző- és iparművészetét tárgyaljuk az őskortól napjainkig. Lásd még: Írásbeliség az ókori Egyiptomban, arab irodalom, arab zene.

## Egyiptom művészetének korszakai

### Neolitikum (Kr. e. 5. évezredtől)
Egyiptom területének művészete az újkőkorszakba nyúlik vissza. A lakosság ekkor iszapból formált ovális vagy kerek alaprajzú kunyhókban lakott, halottaikat a kunyhók melletti ovális sírokba helyezték. A művészet emlékei használati tárgyak voltak, amit díszítéssel láttak el (agyagból mintázott nyakláncok, alig díszített kerámia, csonteszközök). Megmunkálásuk általában durva, de egy-egy edényen, lándzsahegyen gondos munka figyelhető meg. A korszak legfontosabb lelőhelyei Merimde, El Omar, Tasa.

### Predinasztikus kor (Kr. e. 4. évezred)
Egyiptomban ez a kőrézkor (khalkolitikum) időszaka. A települések házait gazdagabban rendezték be, a sírokat olykor kővel rakták ki. Szövetmaradványok mutatják a szövés virágzását, feltűntek az első fajansztárgyak (kék és zöld színekben). A faművességet koporsó- és botmaradványok mutatják. Erőteljesen fejlődött a kő megmunkálásának technikája. Kialakult a bőrművesség. A társadalom tagozódását csontból, elefántcsontból, kőből készült luxustárgyak megjelenése alapján lehet sejteni. Ezek közül a gránitból és palából csiszolt, testfestésre használt paletták játsszák a kutatásban a legfontosabb szerepet. Formájuk buzogányfejet vagy állatformát (szarvas, madár, hal, víziló) utánoz.
A legátfogóbb képet a kerámiák tanulmányozása alapján lehet kapni. A változatos formájú, vörös, csiszolt csészék és tálak peremét gyakran feketével díszítették (főleg jellemző ez a Badári-kultúrára); máskor az edényfalon gazdag geometrikus ornamentika látható (Nagada I-II kultúrák). A minták között megjelent a figurális díszítés is (jelvény, hajó, ember, állatok).
A kor középső szakaszában átmeneti elszegényedés figyelhető meg. A predinasztikus kor végén azonban a művészet szinte újjászületett. Ez már töretlenül készíti elő az Óbirodalom korszakának művészetét. A technika tökéletesedésével fellendült a kisplasztika (női és gyermekszobrocskák, játékfigurák, állatalakok). Új művészeti ágként létrejött a sírrelief. A relieftechnika tökéletesedése előbb csonttárgyakon (Dzsebel el Arak-i kés nyele), majd a paletták ábrázolásain követhető. A paletták háborús eseményeket mutatnak be. A vázákról elmaradozott a figurális festés. Három színt (fehér, fekete, vörös) használtak. Ezt a három színt használja a korszak egyetlen nagyfestészeti emléke, egy hierakonpoliszi sír faltöredékén fennmaradt töredék. Kompozíciója rendezetlen, csakúgy, mint a figurális festésű vázáké. A töredékek embereket, vadászatot, harci jeleneteket ábrázolnak.

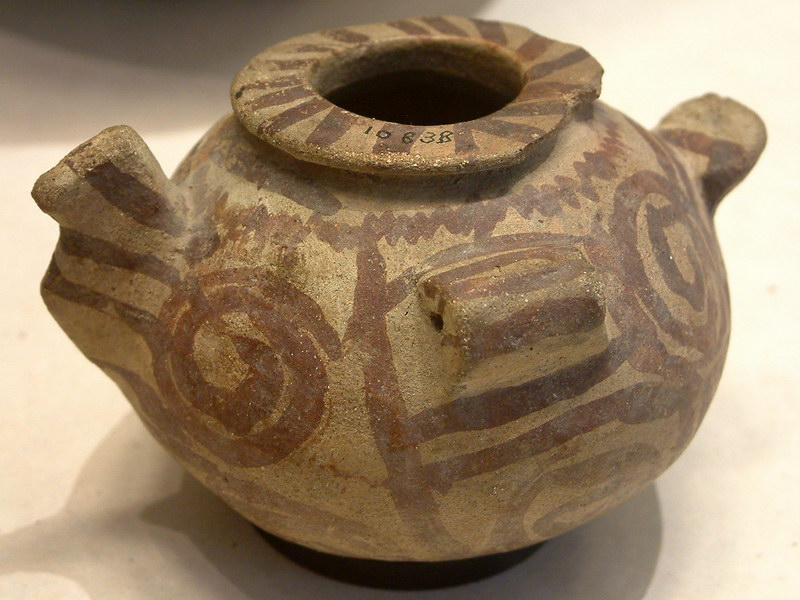
Nagada II edények a Louvre-ban
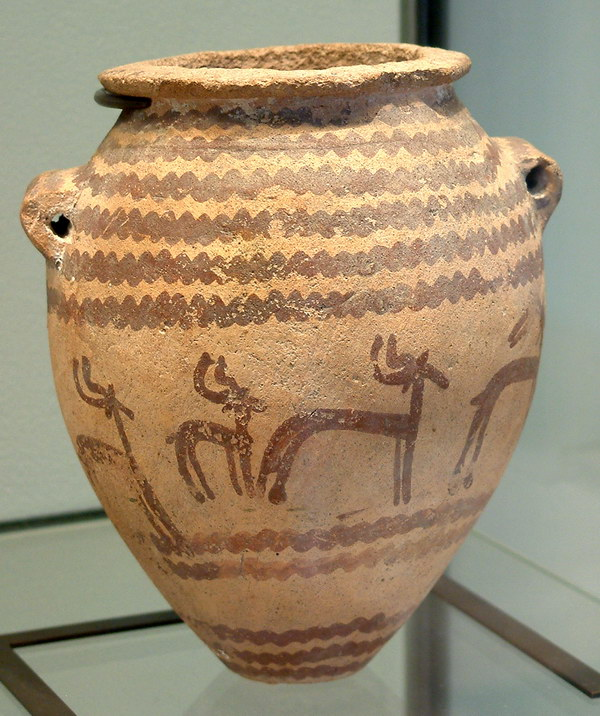

### Archaikus kor (Kr. e. 3000-2650)
A sírépületek a predinasztikus korból továbbfejlődtek, megnagyobbodtak. Bejáratuk Keletre nyílt, az ajtónál két sztélé állt. A kamrákat előbb kővel, majd téglával burkolták. Szakkarában és Abüdoszban a korszak uralkodóinak sírjai is fennmaradtak. Bennük csiszolt kőedények voltak bevésett királynevekkel. Ezeken és a tisztviselők sztéléin és elefántcsont táblácskáin az írás fejlődése jól nyomon követhető. Kiemelkedő emlék az ún. Kígyókirály sztéléje. A nagyplasztika körébe tartozó alkotások közül kevés maradt meg. Közéjük tartozik a két legrégibb királyszobor (mészkőből és palából). Inkább a kisplasztika virágzott: férfi és női szobrocskák, elefántcsont-berakások, ékszerek, gyöngyök nagy gyakorlatot mutatnak. A kor leggazdagabb leletegyüttese Hemaka vezér szakkarai sírjából került elő: fegyverek, használati tárgyak és nagy, lapos, kerek kövek, melyeken vadászjelenet, halászat, geometrikus domborművek láthatók. Ebből az időből való az Apisz-bika legrégibb ábrázolása, mészkőtáblára festve.

### Óbirodalom (Kr. e. 2650-2300)
Az építészet jelentős változáson ment keresztül. Dzsószer sírja építtetésekor a sás- és agyagelemeket kőbe vitte át. A sírépület tervezését Imhotepnek, a világtörténelem első név szerint ismert építészének tulajdonítják. A sírépület Szakkarában áll, előbb négyzet, majd téglalap alapra épült, hat lépcső alkotja. Tulajdonképp lépcsős masztabaként kell értelmezni az épületet, de lényegében ez volt az első piramis. Piramisépítéssel Dzsószer utódai sokáig próbálkoztak, míg végre megszületett a tökéletes piramis. Sznofru fáraó lépcsős masztabát építtetett Mejdúmban, majd piramist Dahsurban. A mejdúmi épület építés közben omlott össze, mert túl meredek volt; a dahsuri terveit szintén nagy meredeksége miatt félúton meg kellett változtatni (Tört piramis). Az első tökéletes piramis a Vörös piramis lett, mely nevét belső vörös mészkő borításáról kapta. A IV. dinasztia piramisai (Hufu, Hafré, Menkauré) négyzet alapúak, a gízai gránitplatón épültek. Bejáratukról jobbra bonyolult folyosórendszer, zsákutcák és aknák vezettek a halotti kamrához. A királyok halotti kultuszát szolgáló templomok övezték őket. Ezeknek az épületeknek a díszítését különféle lótusz- és papiruszfejezetes oszlopok alkották. Legépebben Hafré halotti temploma maradt fenn, melynek csarnokait egy tömbből kifaragott gránitpillérek tartják, padozatát alabástrom, falait gránit alkotja. A templomtól északra áll a Nagy Szfinx szobra, ami bár nem építészeti alkotás, szervesen hozzátartozik az együtteshez és a templomkerülethez. (Állítását az egyiptomi hagyomány a piramisoknál is régibb időkre tette.) A piramisok körül terül el a halottak városa, ami számos masztabát foglal magába, a sírok szabályos utcákat alkottak.
Az V. dinasztia idején megjelentek a naptemplomok. Rendeltetésük a dinasztia napkultuszával függött össze, Abuszir közelében állnak. Eredetileg egy nagy nyitott terasz közepén obeliszk állt, előtte áldozati oltárral.
A figurális ábrázolások a földi élet túlvilági megörökítését kívánták biztosítani. A masztabákban a festészet és domborműszobrászat gyönyörű emlékei maradtak fenn. A reliefek témája igen változatos: vadászat, halászat, tánc, adóbehajtás, lakoma, munkaábrázolás stb. A rajzolat finomsága és a kompozíció magas művészeti színvonalról tanúskodik. Az ábrázolásokon a legnagyobb felületek törvénye uralkodott.
A kerekszobrászat emlékei sírokból, templomokból származnak. Az uralkodó ábrázolását kivéve kisebbek az életnagyságnál. Az uralkodót egyedül, vagy felesége társaságában ábrázolták. A magánemberek szobrain élethűségre törekedtek. Ezeknek három típusát lehet elkülöníteni: egyedül álló szobrok (az alak áll, jobb lábbal kilép, vagy ül és kezeit combjára helyezi, vagy guggol, főleg írnokszobrok tartoznak ide); családi szoborcsoportok (a házaspár áll vagy ül, a feleség átöleli férje nyakát, gyakran gyermekeik is mellettük állnak); egy személy különböző életkorokban megörökített képmásai egy sorba rendezve. A művészek visszaadták a testi fogyatékosságot és az öregkor jellegzetességeit is. A szemeket mindig külön rakták be, a szemtestet festett kvarcból, a pupillát ébenfából, a keretet bronzból készítették. Ezzel különösen életteli hatást keltettek. A szobrokat általában többszínű festés borította, a férfiakat vörös, a nőket okkersárga bőrszínnel látták el. Minden szobron érvényesül a frontalitás törvénye.
Az iparművészeti ágak fejlettségét egy Hierakónpoliszban talált tollkoronás Hórusz-fej és a Hotepheresz sírjában talált ékszerek, amulettek, bútorok és toalett-tárgyak mutatják.

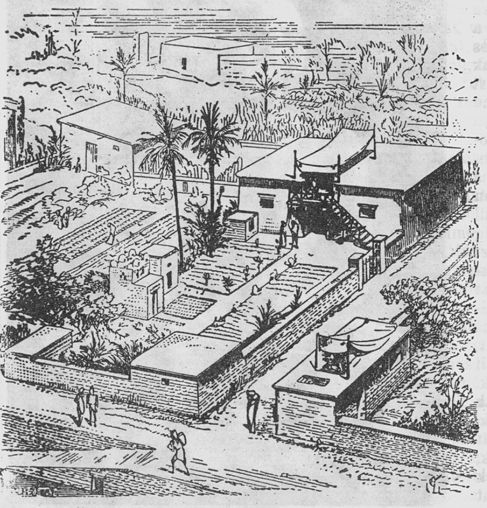
Villa a negyedik dinasztia korából
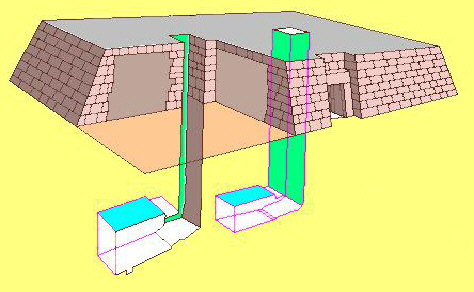
Masztaba sematikus rajza
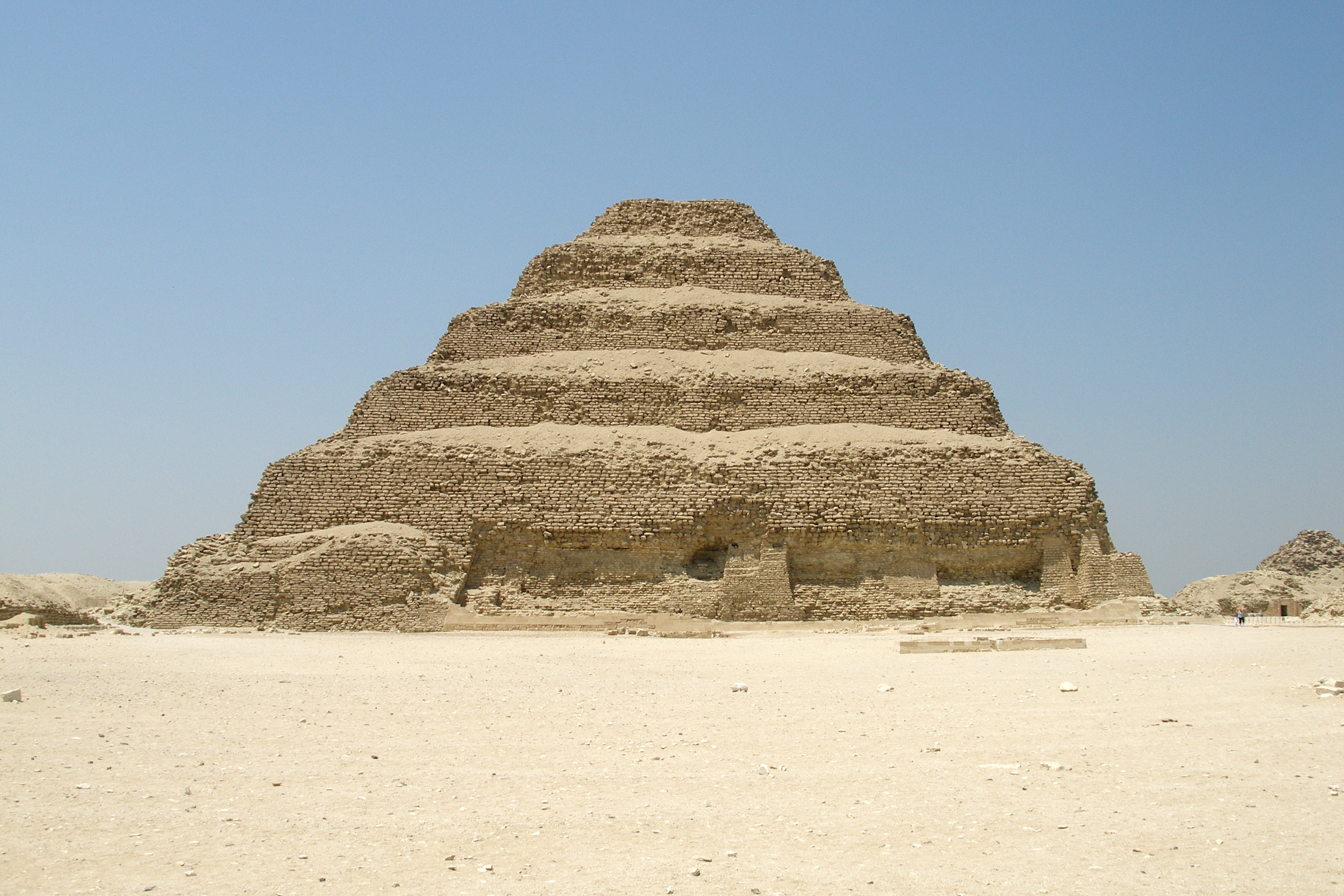
Dzsószer szakkarai piramisa
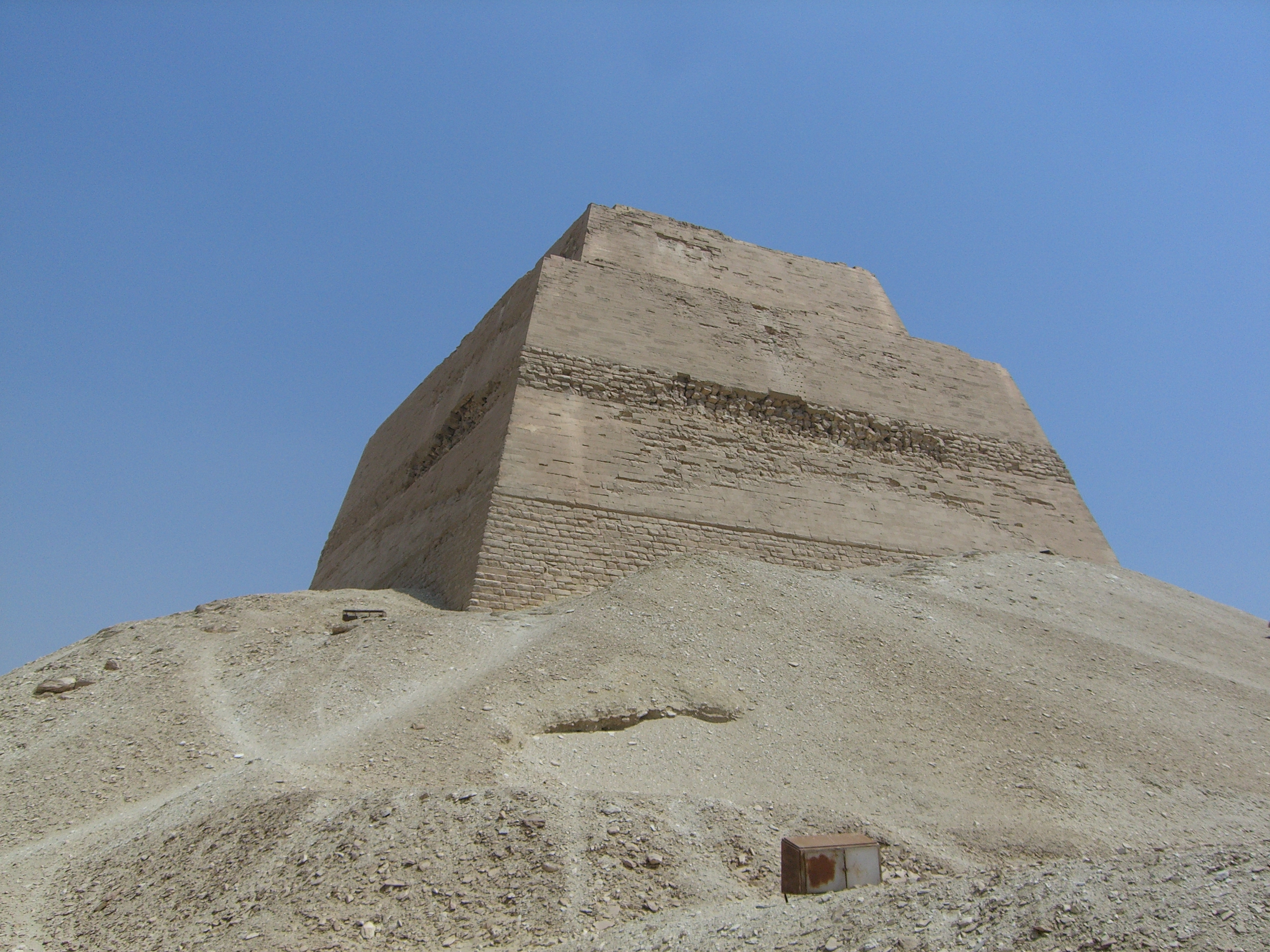
Mejdúmi piramis
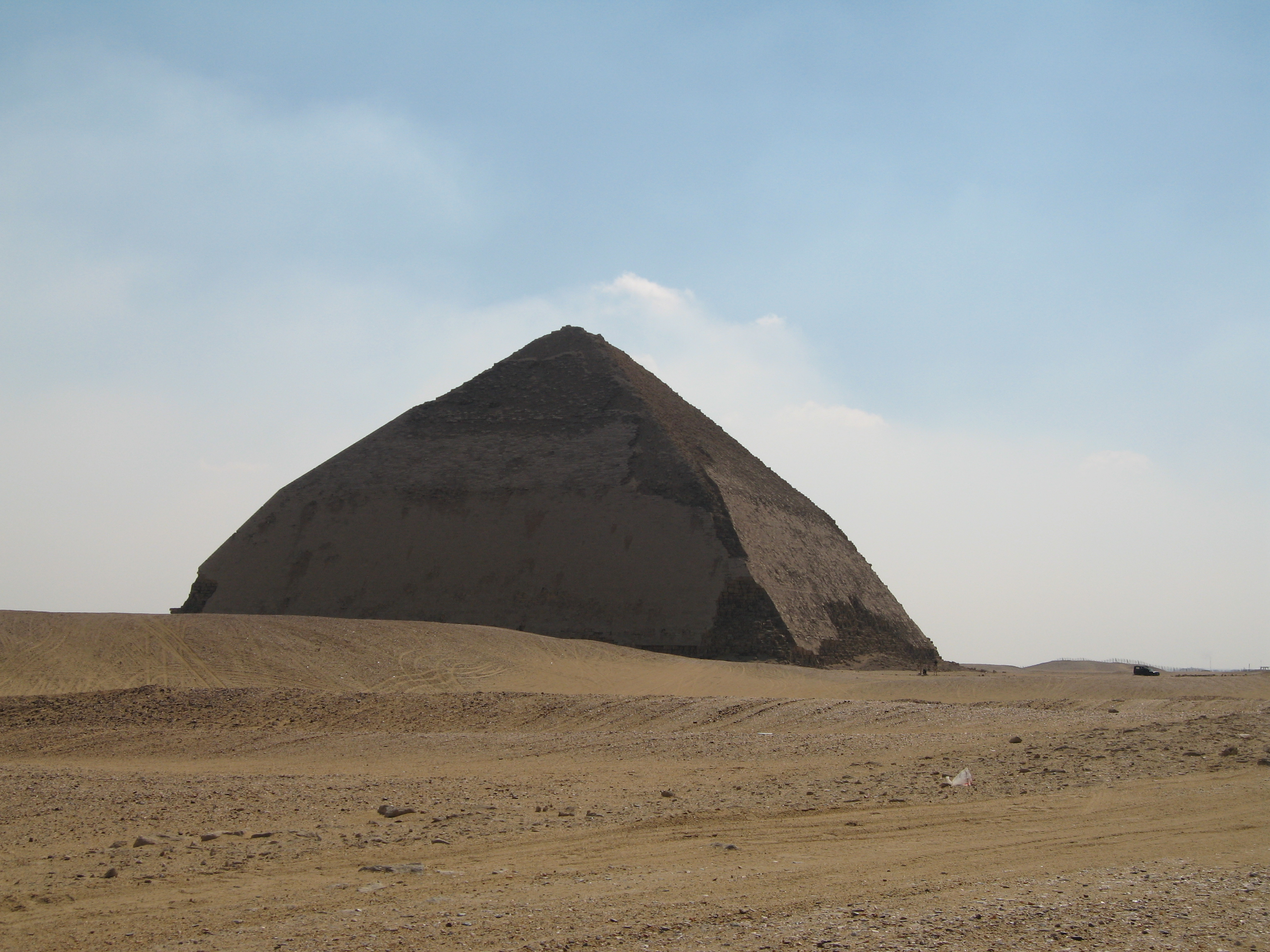
Tört piramis
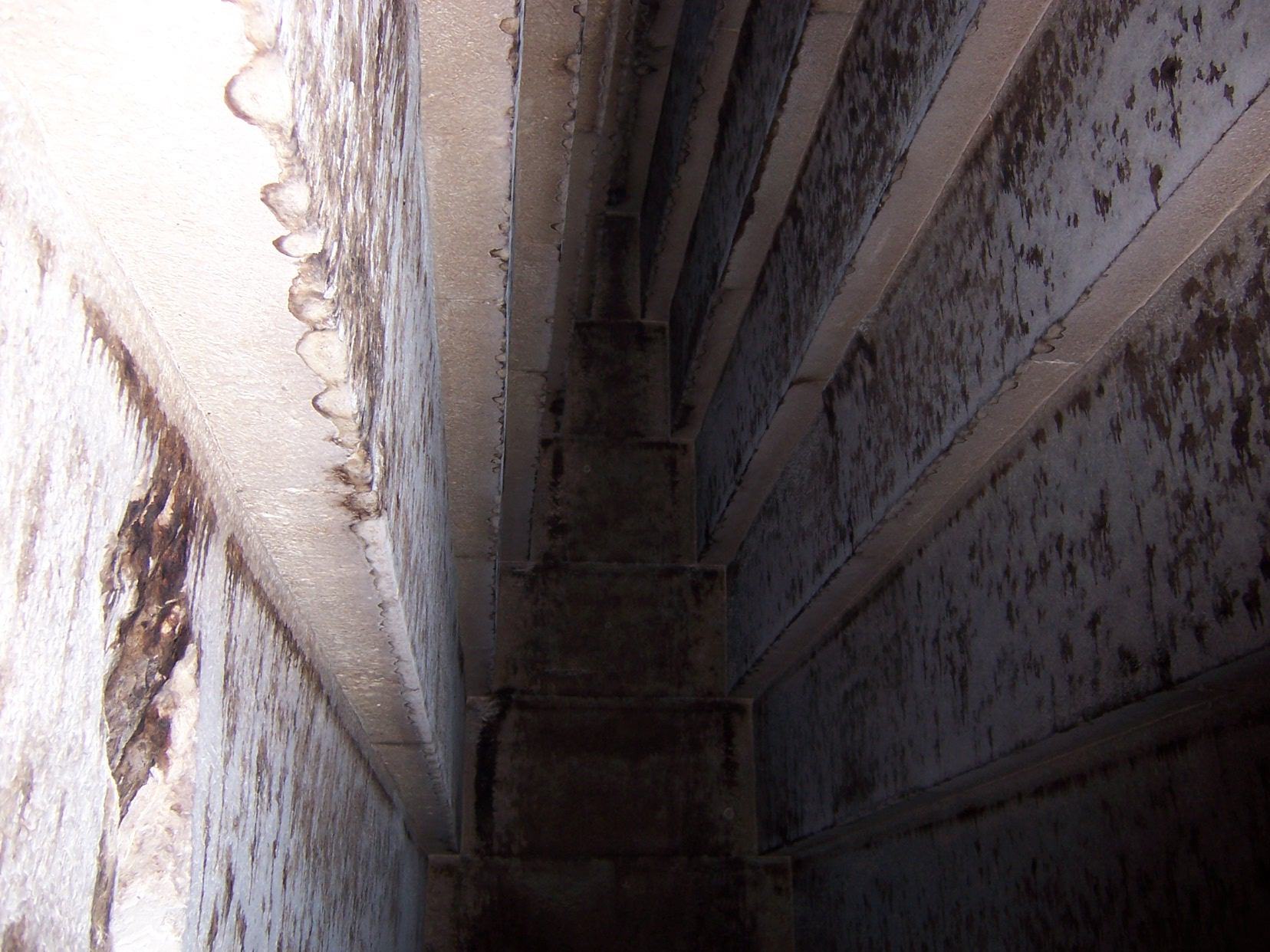
A Vörös piramis belseje
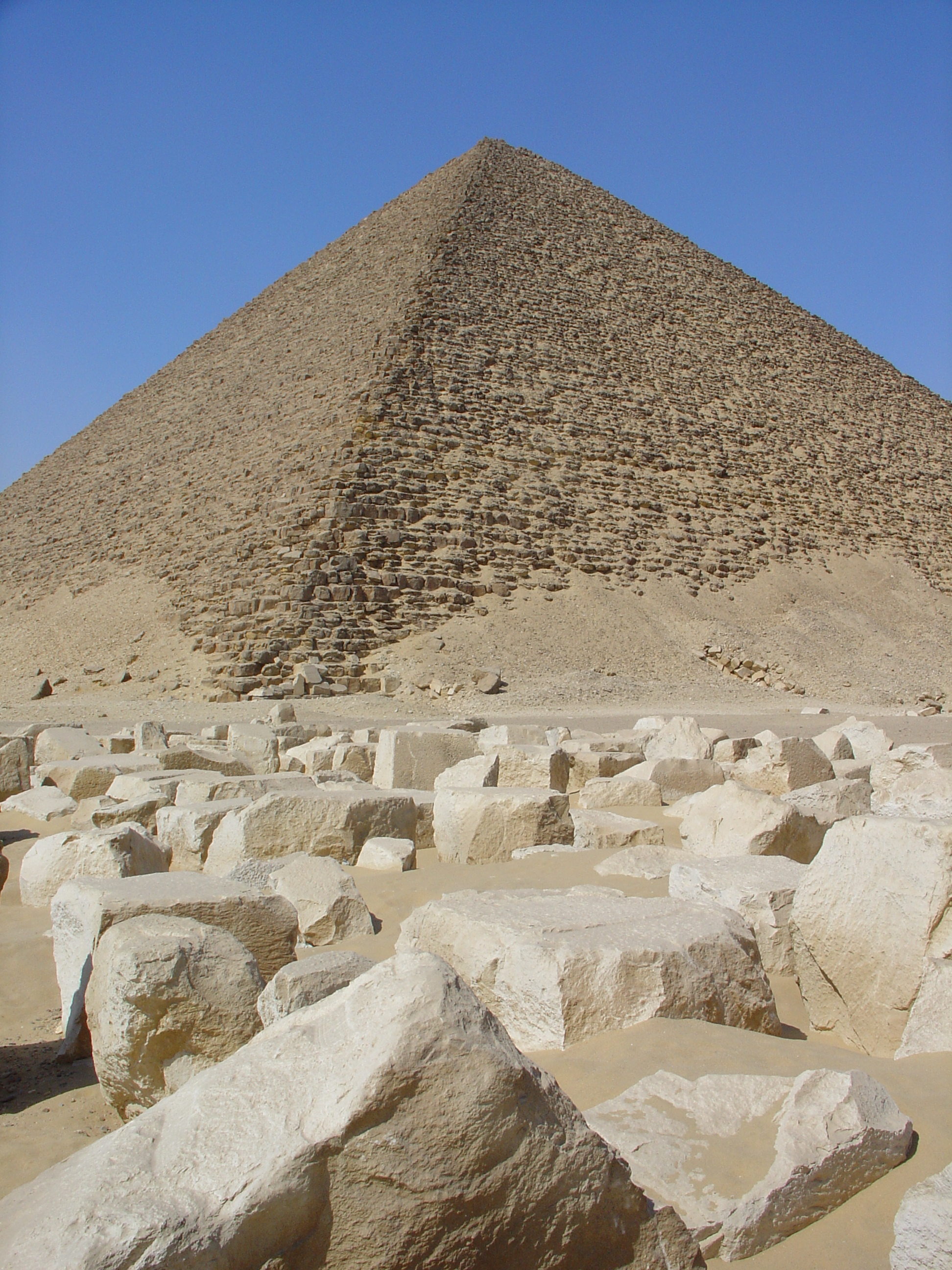
Dahsuri piramis
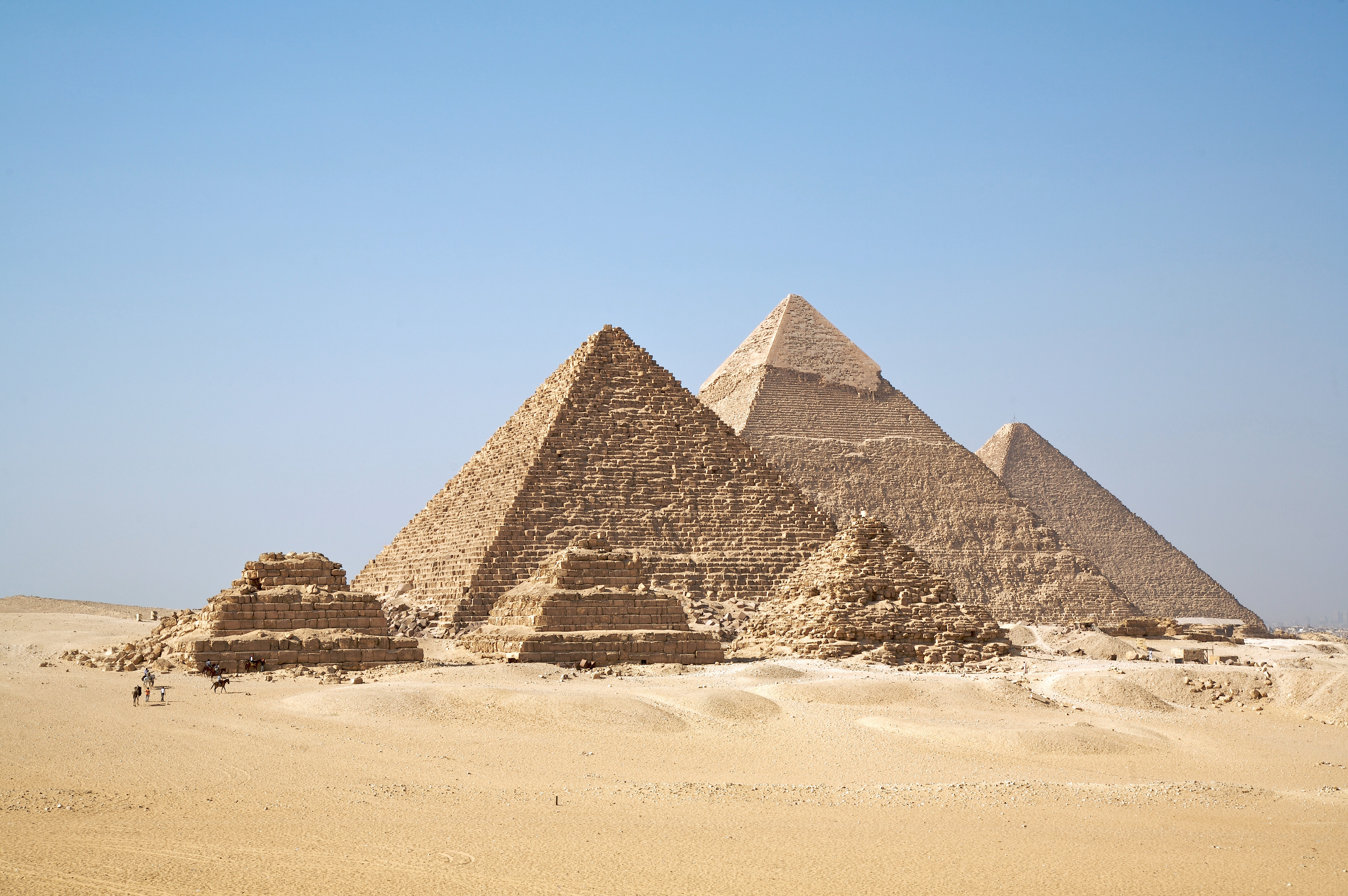
Gizehi piramisok
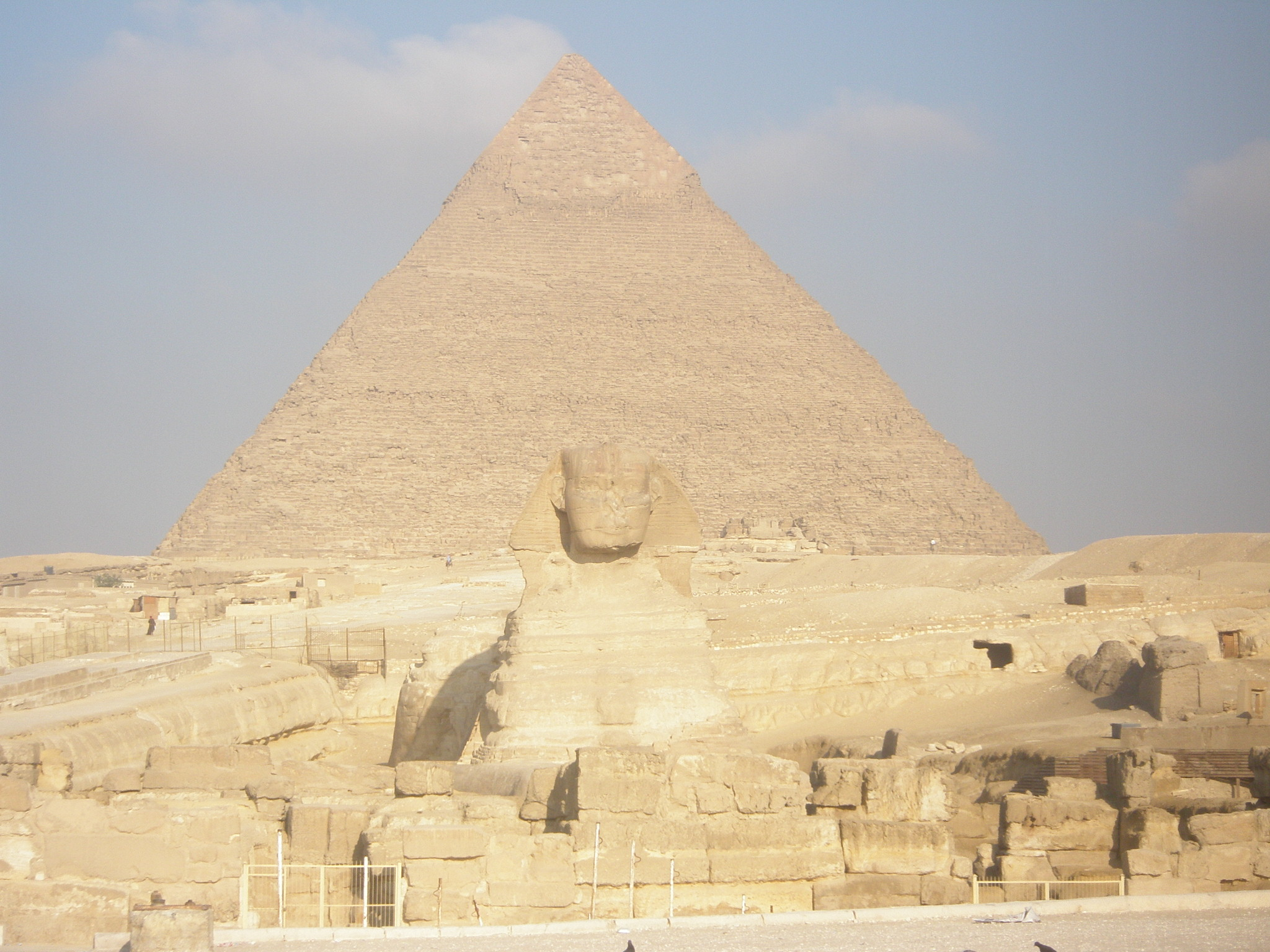
Nagy Szfinx
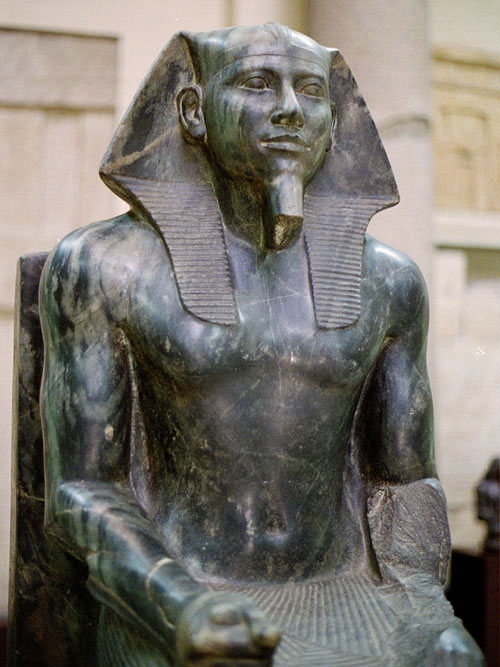
Hafré szobra
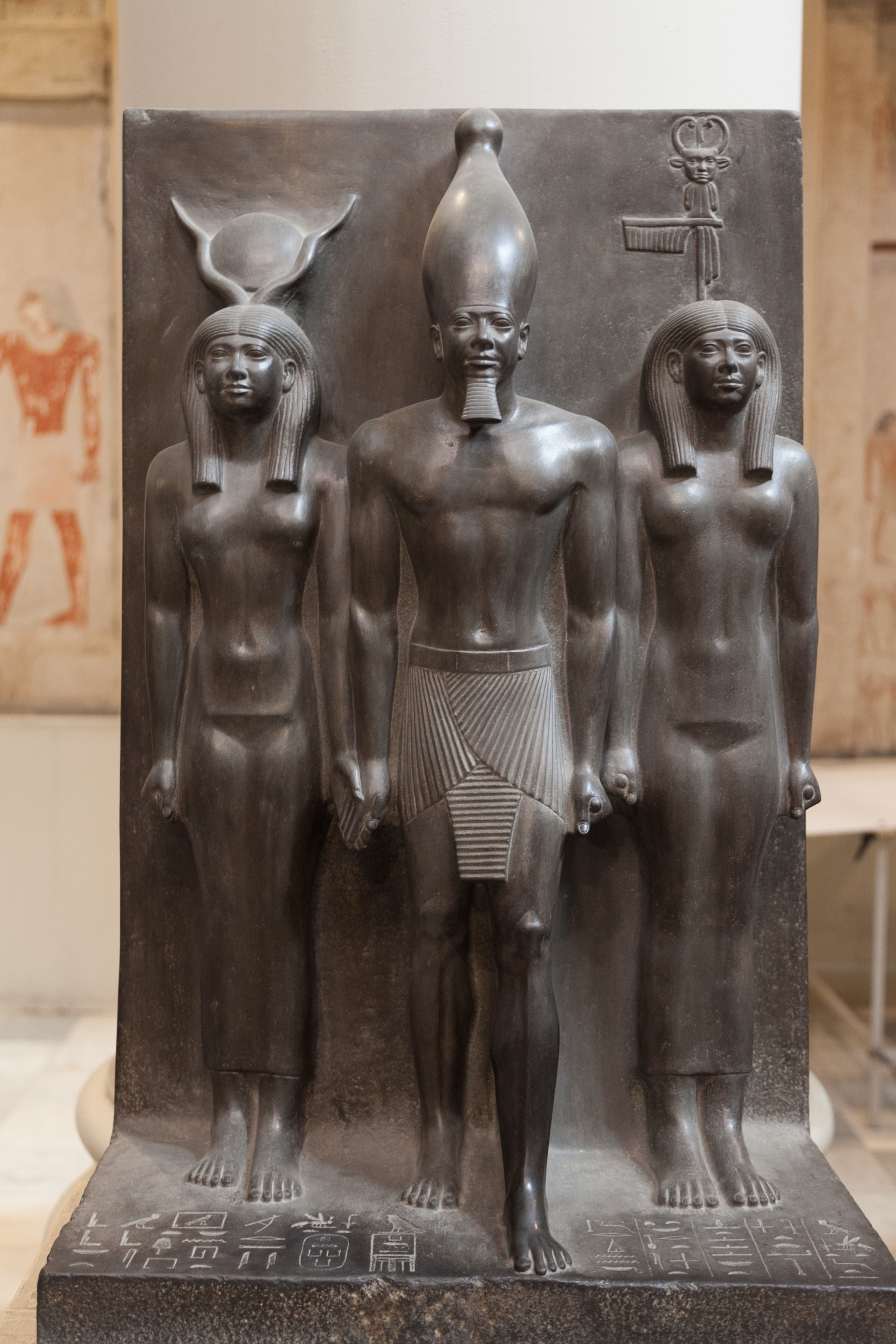
Menkauré szoborcsoport
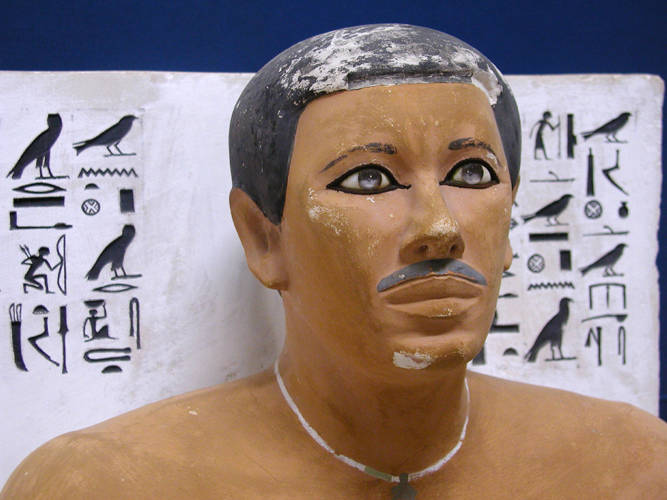
Rahotep alakja
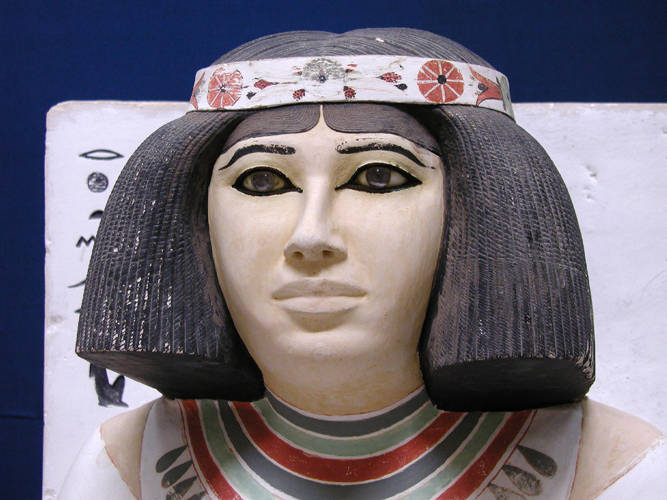
Nofret (Rahotep felesége) alakja ugyanarról a szoborról
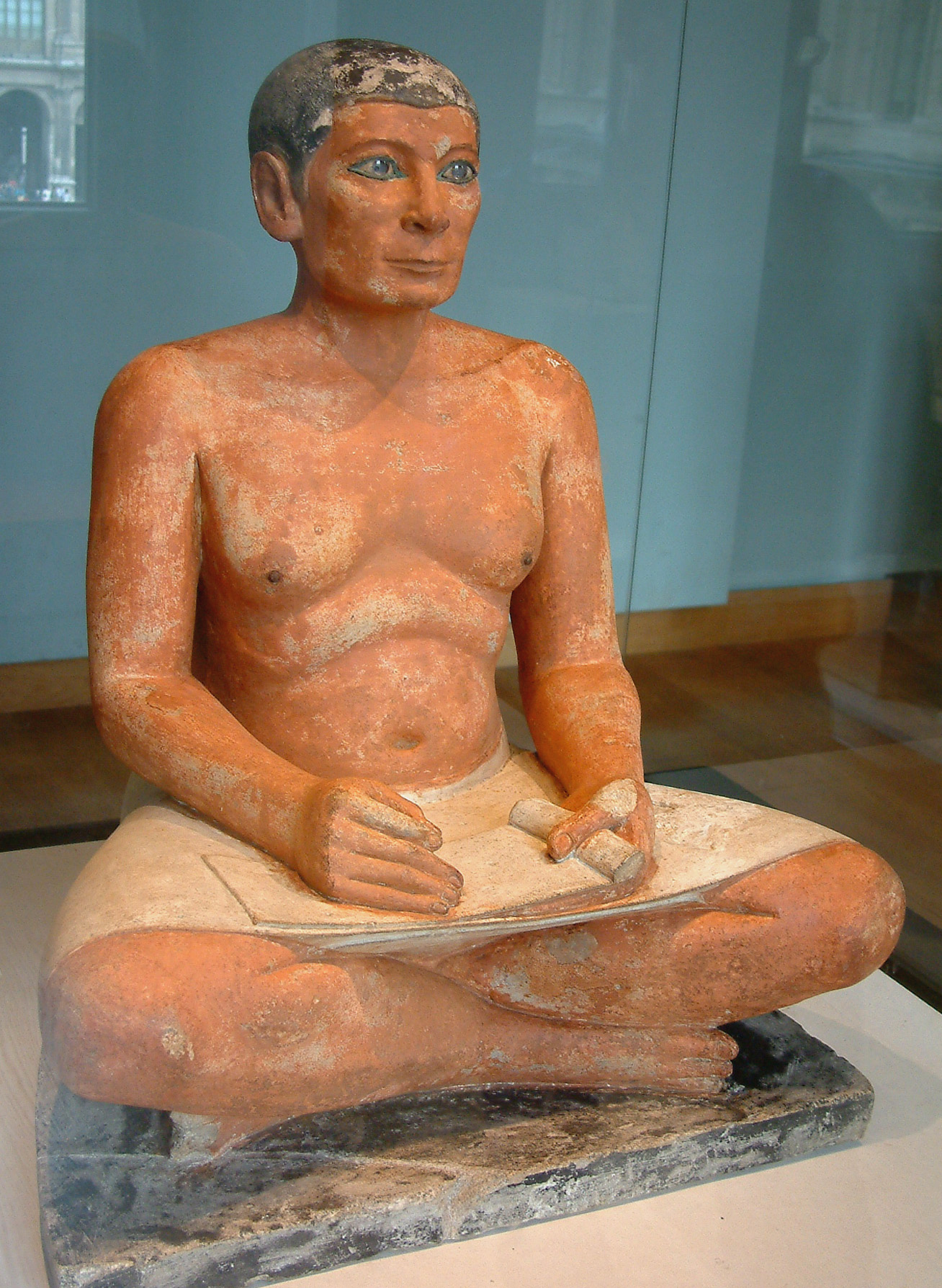
Írnok szobra (Louvre)
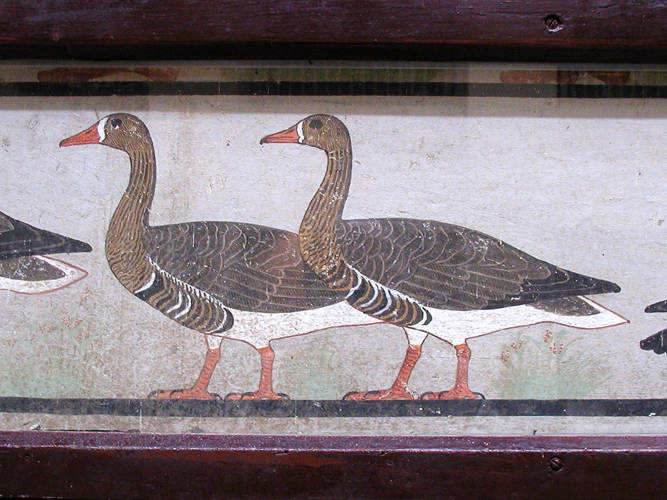
Mejdúmi ludak
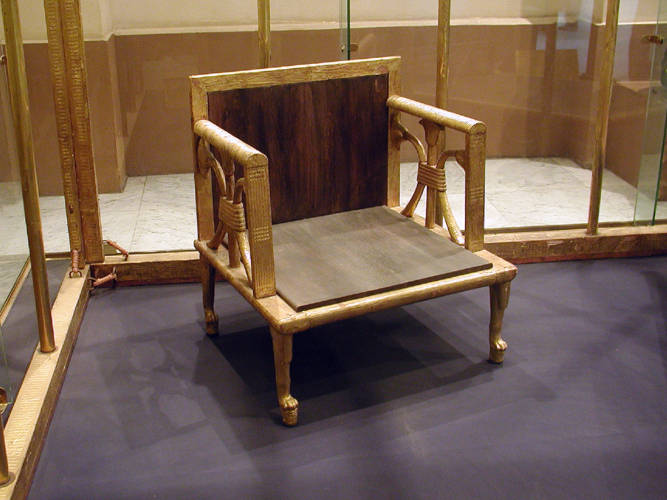
Szék Hotepheresz sírjából

### Első átmeneti kor (Kr. e. 2300-2065)
A művészet színvonala ekkor hirtelen mélyre zuhant. A sírokat a Memphisz környéki masztabákon kívül a sziklába vájták és alig díszítették. Drága sírmellékletek helyett egyszerű és olcsó agyagtárgyakat helyeztek el bennük. A korábban csak reliefen ábrázolt áldozati jeleneteket szobrokba mintázták (szolgaszobrok). A halotti szobrászat anyaga fa, nagyméretű kőszobor ritkán fordul elő.

### Középbirodalom (Kr. e. 2065-1585)
A másfél évszázados szétszakítottság után Egyiptom művészetét egyszerűség és realizmusra való törekvés jellemezte. Az építészet emlékei az egész ország területén fellelhetők, bár a későbbi idők rombolásai folytán csak kevés emlék maradt épen. Egy templom maradt fenn Fájjumban III. Amenemhat idejéből. Megvan oszlopcsarnoka, amely egy nagy kapun át előcsarnokba vezet, innen három kápolna nyílik. A falakat istenek, királyok, áldozati jelenetek színes domborművei borítják. A magánépítészet emlékei Káhúnból ismertek. Az előkelők házai téglából épültek, 50-60 helyiséget is magukba foglalhattak, hozzájuk kert tartozott.
Piramisokat még építettek, de sokkal kisebb méretben és téglából, csak a belső kamrákat borították kővel. A piramisok körüli magánsírok téglából épültek. Közép- és Felső-Egyiptomban az előkelők oszlopos sírokat vájattak sziklába és falfestményekkel díszíttették.
A szobrászatban két tendencia különíthető el. Az északra, Memphiszbe tehető műhely az óbirodalmi példákat utánozta, e szobrokból azonban hiányzik az a monumentalitás, ami az óbirodalmi szobrokat jellemezte (I. Szeszósztrisz, III. Amenemhat szobra). Ezzel ellentétes törekvésű volt a déli, thébai csoport, aminek törekvéseit nyers, szinte brutális realizmus jellemezte. A memphiszi hagyományokat lágy vonások, a thébait erőteljes arcvonások jellemezték, részleteket bámulatos erővel alakították ki (Mac Gregor-fej, III. Szeszósztrisz-fej). Jellemzők a mélyen árkolt szemek, erősen ívelő ajkak, kiálló pofacsont, bevésett ráncok. A legjellemzőbb szobrok Medamud, Dejr-el Bahri, Karnak, Tanisz lelőhelyekről kerültek elő. A magánszobrok színvonala erősen alulmarad, többnyire az uralkodói szobrok gyenge másolatai.
Az iparművészet emlékei a királyi családok sírjaiból ismeretesek: gyűrűk, láncok, amulettek, diadémák, karperecek).

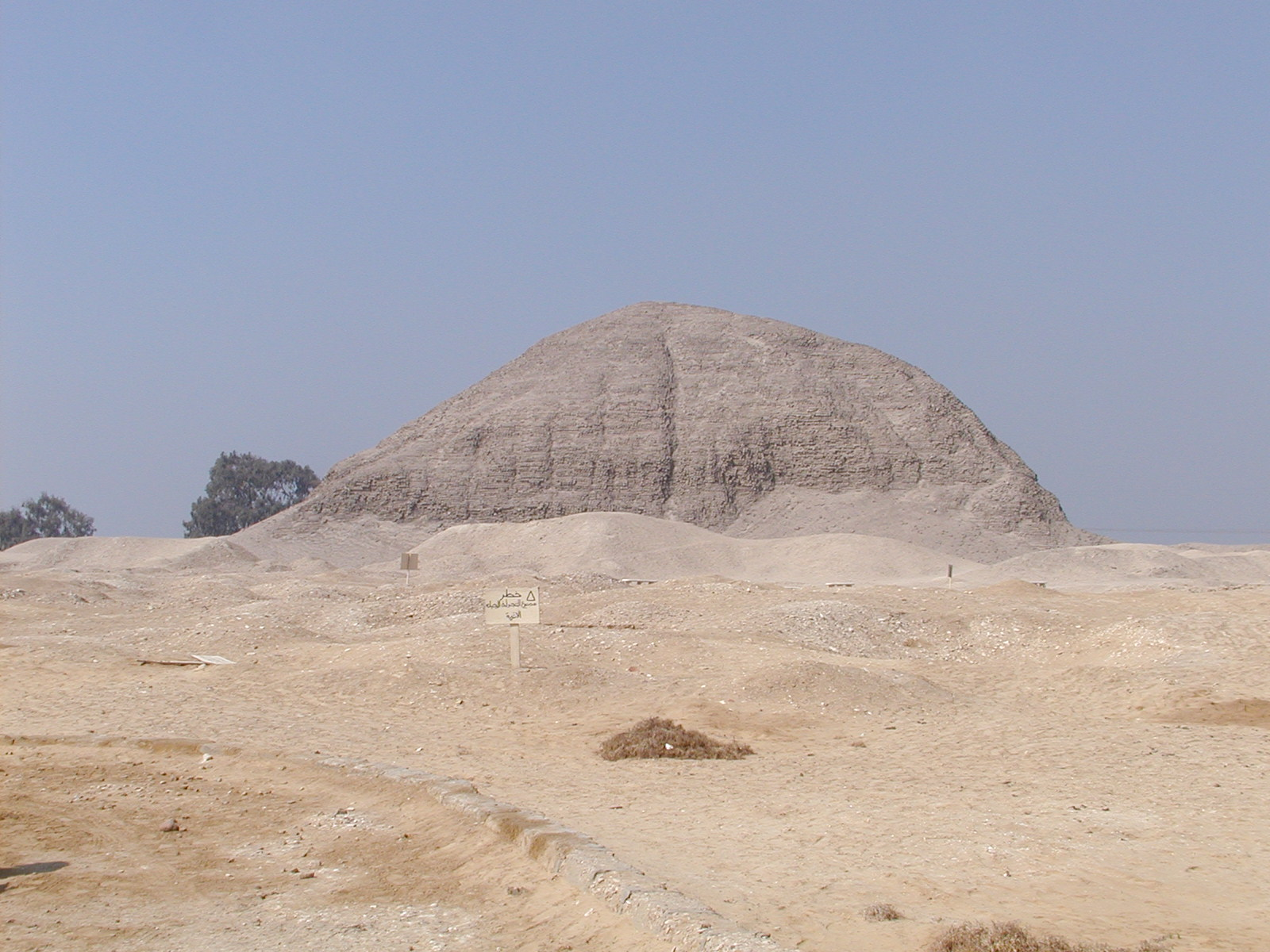
Piramis Fájjúmban
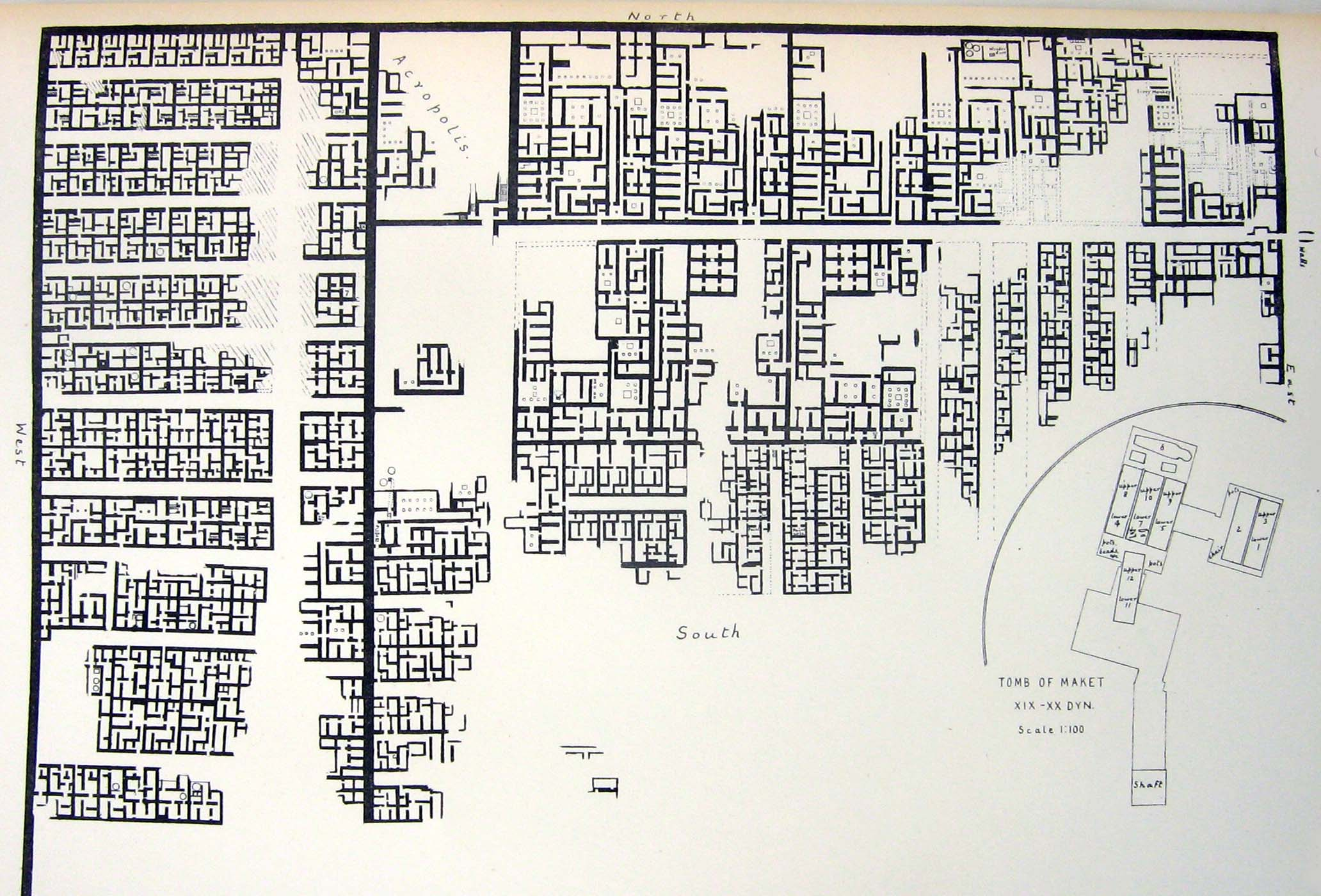
Káhún
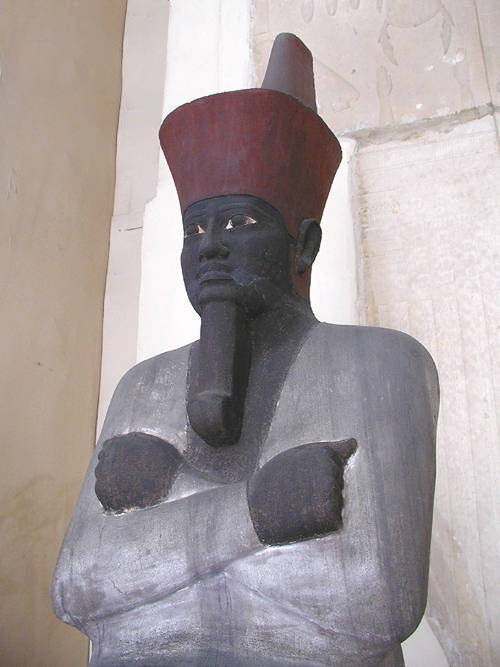
Mentuhotepet ábrázoló szobor
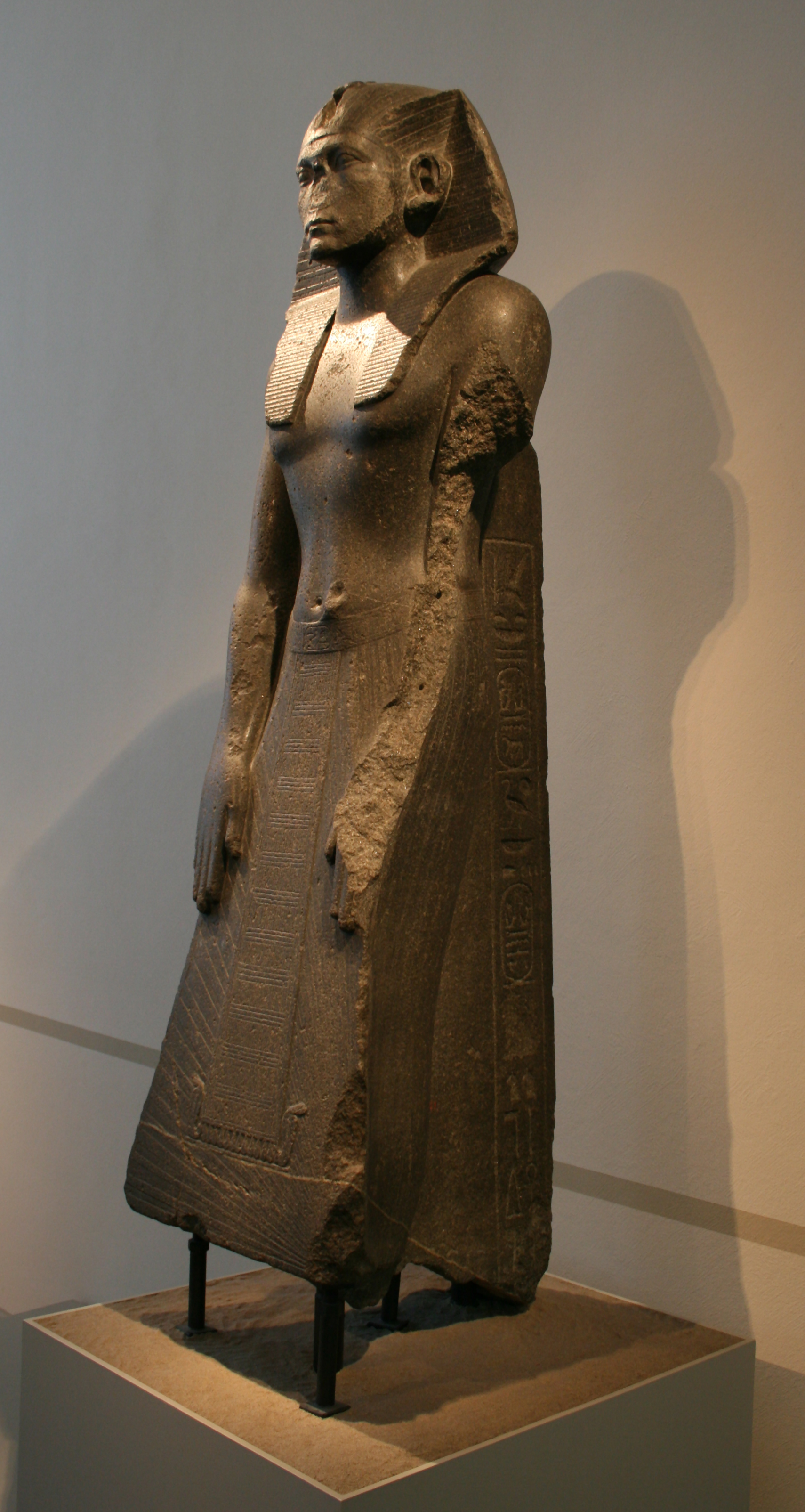
III. Amenemhat szobra
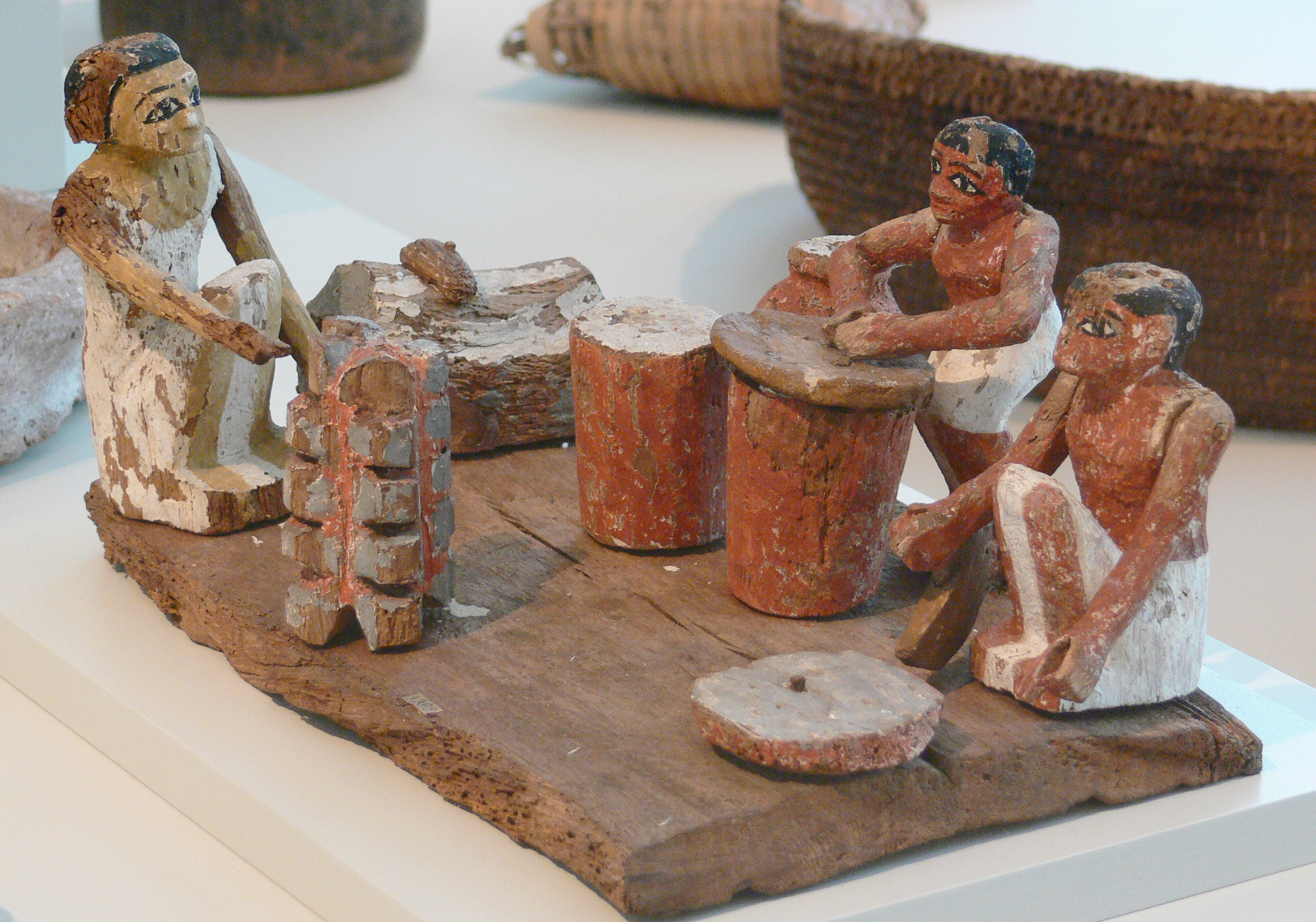
Szolgaszobrok
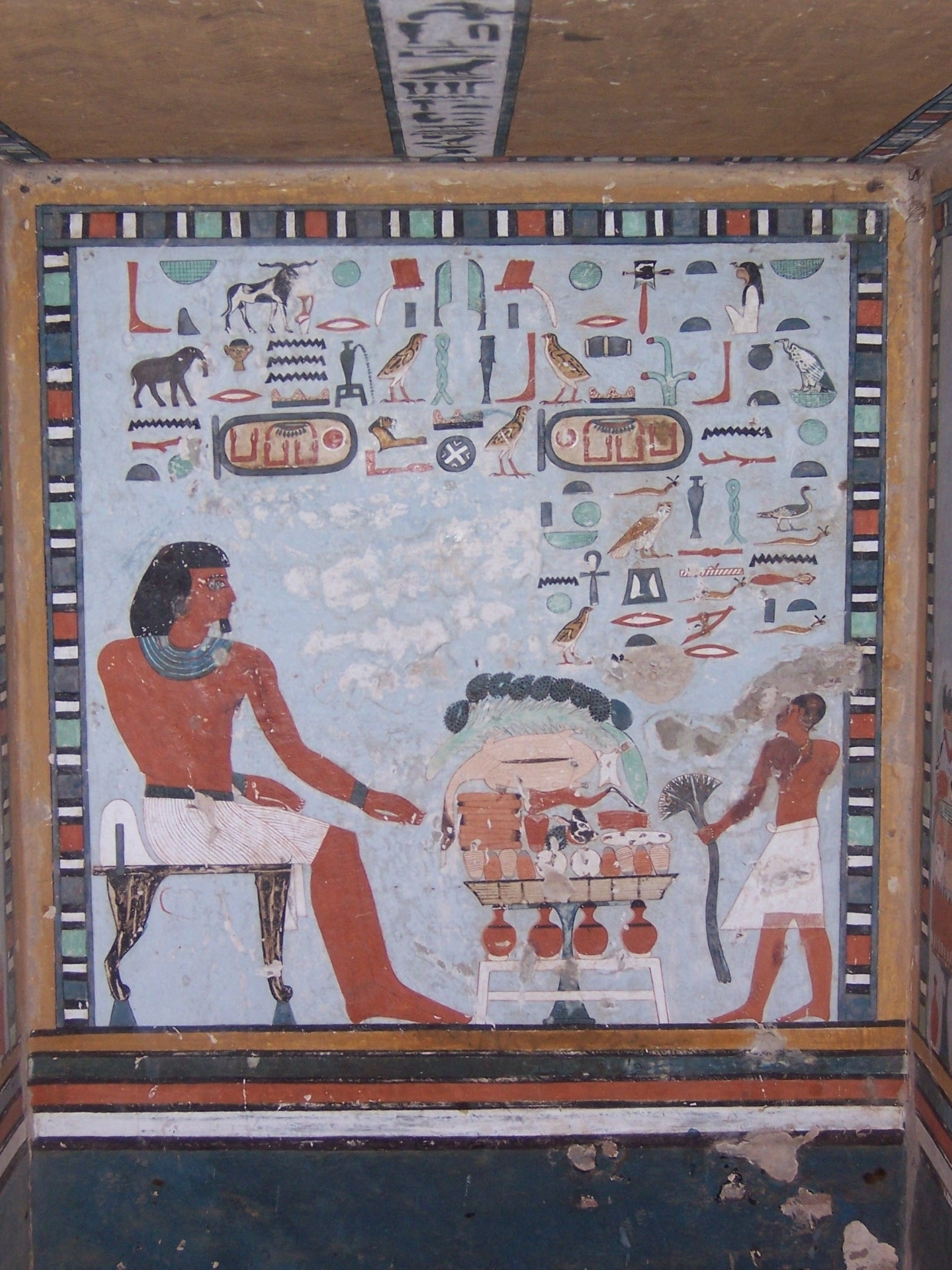
Asszuáni sír belseje

### Második átmeneti kor (Kr. e. 1585-1580)
Az országon a hükszoszok uralkodtak, kevés emlék maradt fenn. Az alkotások az előző korok alkotásait utánozzák.

### Újbirodalom (Kr. e. 1580-1085)
Az építészet emlékei az egész országban fellelhetők. Hatsepszut halotti templomát (formája terasztemplom) Szenenmut építette. A korszak templomainak felépítése a következő: felvonulási út, bejárat pülónokkal, oszlopos udvar obeliszkkel, hüposztil csarnok, egy vagy több szentély. Az oszlopokon szinte kizárólag papiruszfejezetek vannak. III. Amenhotep korában épült luxori templom oszlopcsarnoka. A XIX. dinasztia idején érvényesül a monumentalitásra való törekvés (pl. a karnaki hüposztil-csarnok). Sziklatemplomok Núbiában fordulnak elő, ilyen II. Ramszesz Abu Szimbel-i sziklatemploma. Az Amarna-kori templomok a vallásos koncepció hatására teljesen nyitottak voltak, az udvarok és folyosók fedetlenek, mint a szentély és a főoltár is. A reform bukását követő időszakban majdnem mindent lerombolták.
A királyok többé nem piramisba, hanem sziklasírba temetkeztek (sírok Luxorral átellenben a Királyok völgyében). Egyszerű elrendezés jellemzi őket: szelíd lejtésű, hosszú folyosó visz a szikla mélyében kialakított sírkamrához. A folyosót időnként kis szentélyek szakítják meg, a sírkamrát széles pillérek tagolják. A királynék és hercegek hasonló típusú sírjai ettől délre, a Királynék völgyében találhatók. A magánsírokat nyitott udvar előzte meg, ahonnan hegyfalba vágott szentélyhez, másrészt a sírt rejtő aknába nyílt bejárat. A kamra egy vagy több helyiségből áll. A szentély bejáratánál kisméretű téglapiramis áll, csúcsán kisméretű piramidionnal. Itt állt a halott sztéléje is a Nap előtt imádkozó alakjával. A kor legnagyobb kiterjedésű temetője Thébában volt.
A lakóházak nagy része elpusztult, Amarnában és Dejr el-Medináben maradt néhány. Amarnában az előkelők házait téglafal vette körül, belül kert és gazdasági épületek között állt a ház, aminek közepén nagy terem volt, ezt pedig minden oldalról a családtagok szobái öveztek. Dejr el-Medináben kézművestelepet tártak fel, szűk, egymást keresztező utcák között. A házak kicsik és általában négy helyiségből állnak, lépcső vezetett fel a tetőre.
A szobrászatban a középbirodalom hagyományai uralkodtak, ennek köszönhetően a hivatalos szobrászat gyorsabban fejlődött, mint a magáncélú. A korszak kezdetén a memphiszi műhely stílusa uralkodott. Finomabb, elegánsabb stílus III. Amenhotep udvarában alakult ki, ami az egyéniséget is szándékozott kifejezni. A magáncélú szobrászatban az Amarna-kor művészetének számos eleme jelentkezett. A kockaszobroktól eltekintve a művészek szép példáit adták a lelki élet kifejezésének (Hapu fia, Amenhotep szobra, firenzei női büszt).

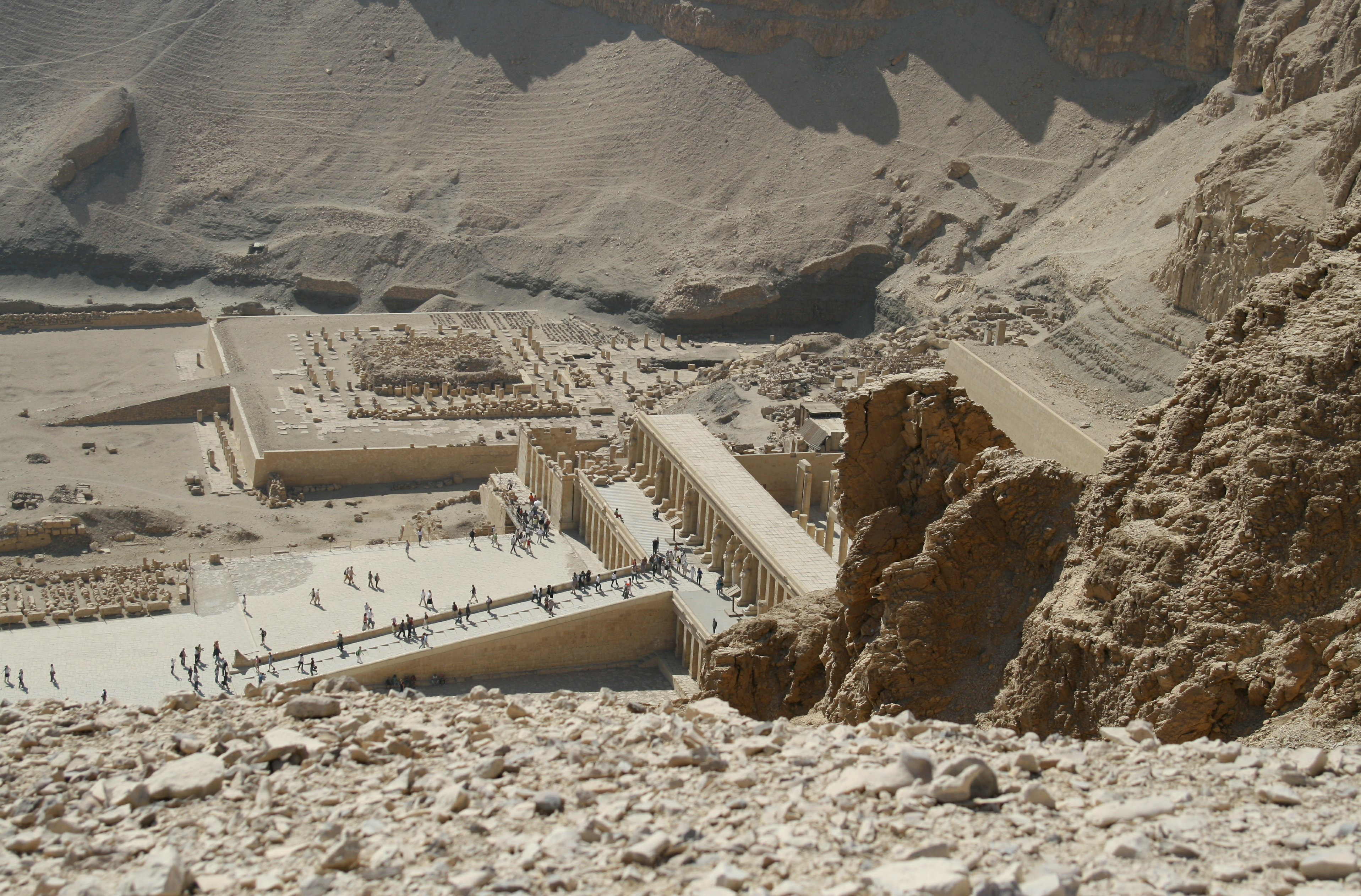
Dejr-el-Bahari, Hatsepszut terasztemploma
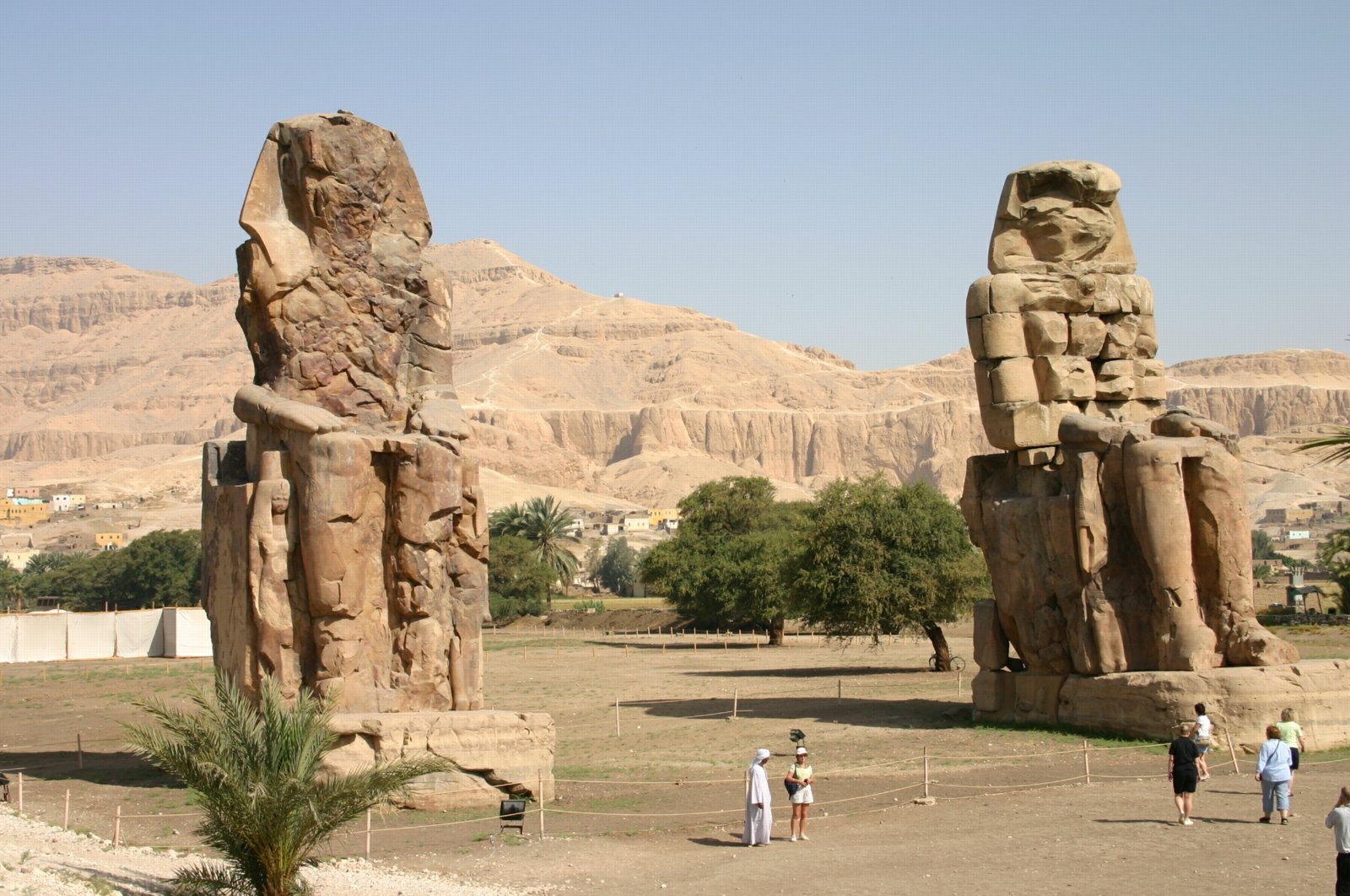
Memnón-kolosszusok
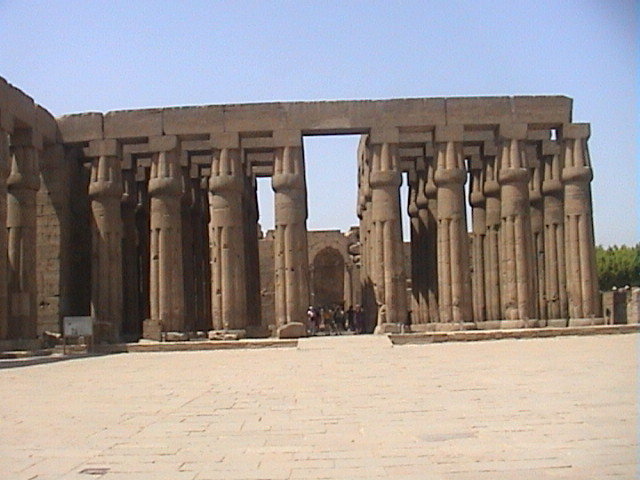
Luxori templom részlete
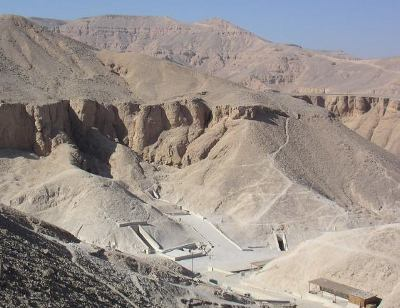
Királyok völgye
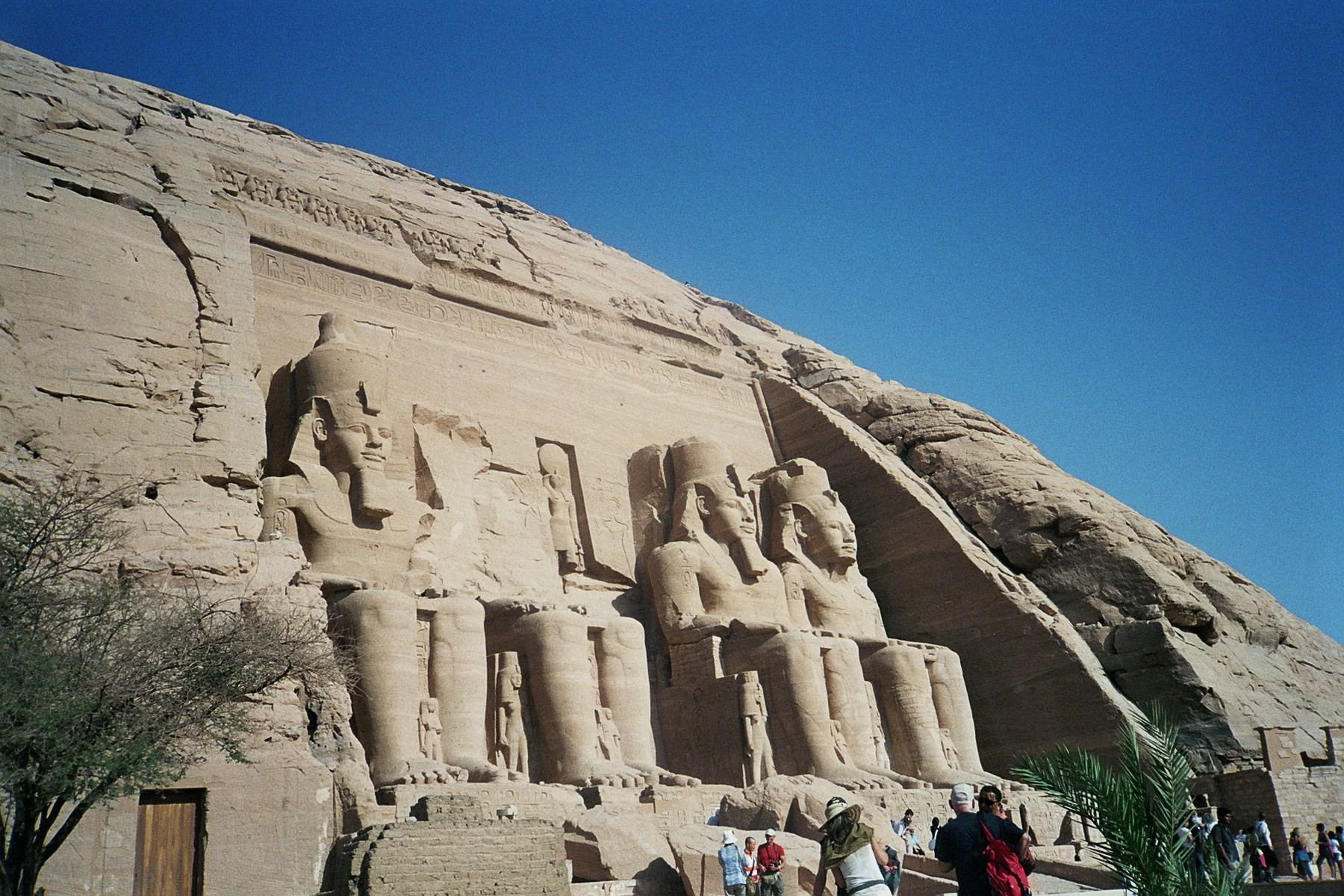
Abu Szimbel, sziklatemplom
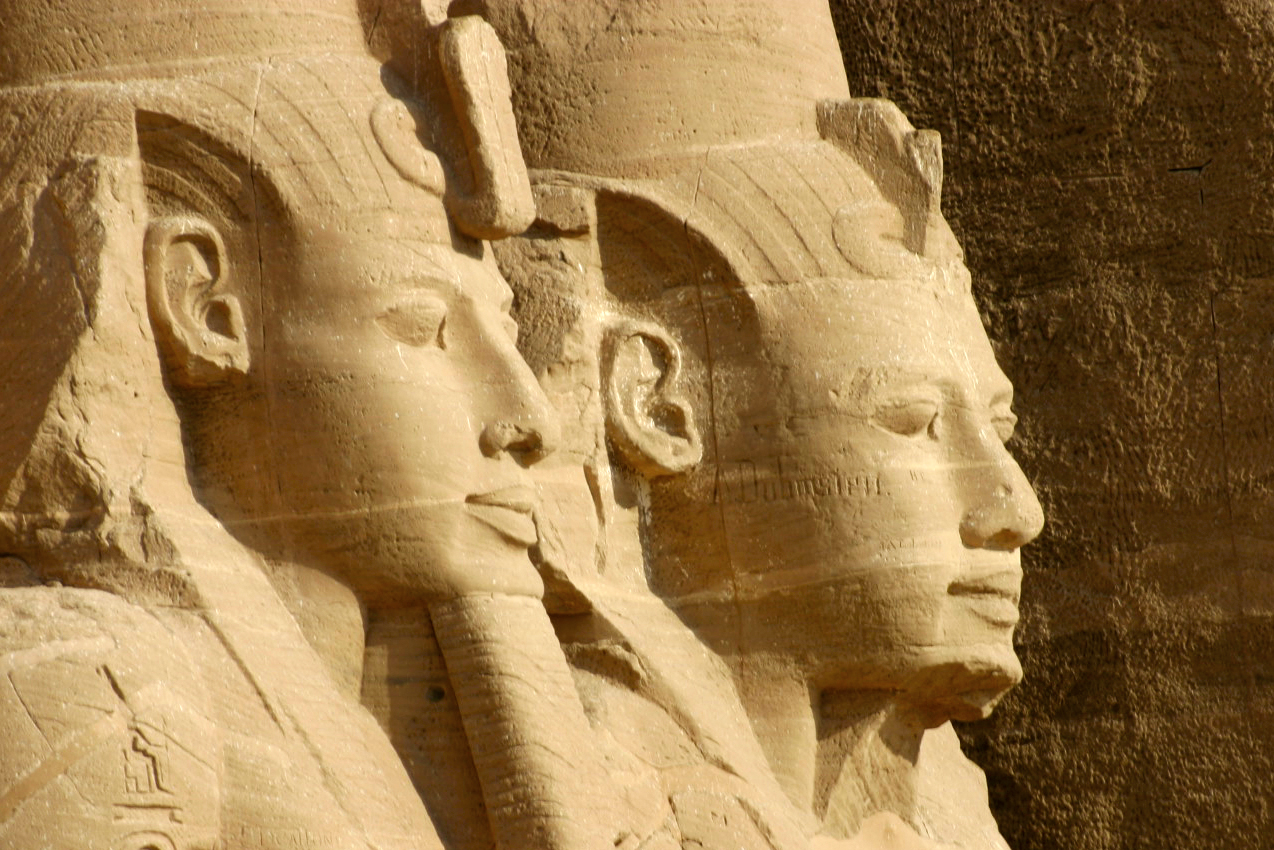
A sziklatemplom részlete
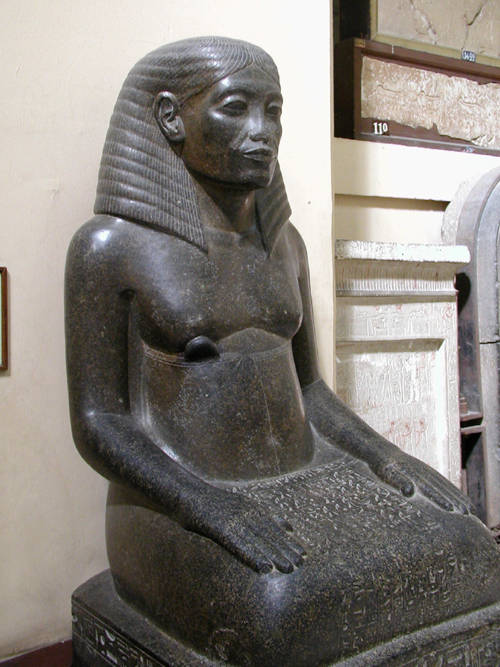
Hapu fia, Amenhotep szobra

A képzőművészet stílusa már I. Amenhotep korától változni kezdett. Az alakok nyúlánkabbak, az arcok idealizáltabbak lettek. A művészet színvonala III. Amenhotep idején volt legmagasabb. Ezzel fordult szembe az Amarna-reform. Az idealizmusra szinte brutális realizmussal válaszoltak, az emberi alakot előszeretettel torzították. Ebben egyformán megjelent humor, naturalizmus és életszeretet. A stílus Amarnán kívül Thébában és Memphiszben is érvényesült. Itt azonban mellőzték a főváros művészeinek túlzását, a reliefművészet igazi remekművei születtek (Ramosze és Horemheb sztéléi). Az amarnai festészetben két fő téma dominált, az új vallás és a királyi család ábrázolása. Az uralkodót egészen szokatlan módon legintimebb környezetében mutatták be (Ehnaton és felesége Aton korongja alatt; Nofertiti portréja Thotmesz műhelyéből). A sírokat a mindennapi élet eseményeit ábrázoló festmények borították. Nagyon kevés magánszobor került elő.
Az amarnai reform Ehnaton bukása után is éreztette hatalmát (Tutanhamon halotti maszkja és trónszékének hátoldala).
A művészektől azonban hamarosan a klasszikus stílushoz való visszatérést követelték meg. A síkművészet III. Amenhotep korának hagyományaihoz tért vissza, de az alkotásokat már nem tudták erővel megtölteni. Ez lett érvényes a Ramszeszek korára is, amikor a birodalom hanyatlása is megkezdődött. A templomok és sírok reliefjei ekkor rengeteg történeti eseményt ábrázoltak, a pülónokat és falakat háborús eseményekkel és hosszú feliratokkal látták el (Dejr el-Bahari: punti expedíció; Ramesszeum: II. Ramszesz hadjárata; Medinet Habu: III. Ramszesz hadjáratai). Az oszlopokra és a belső helyiségek falaira vallásos jelenetek kerültek. A sírok ábrázolásai között szigorúan csak vallási jelenetek láthatók.

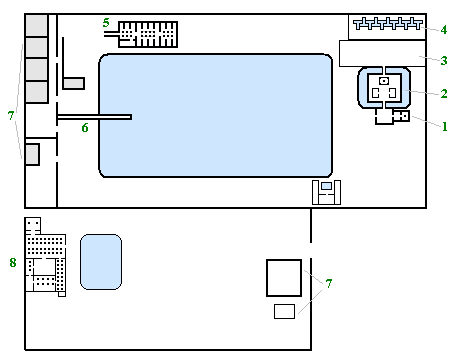
Az amarnai Maru-Aton komplexum alaprajza
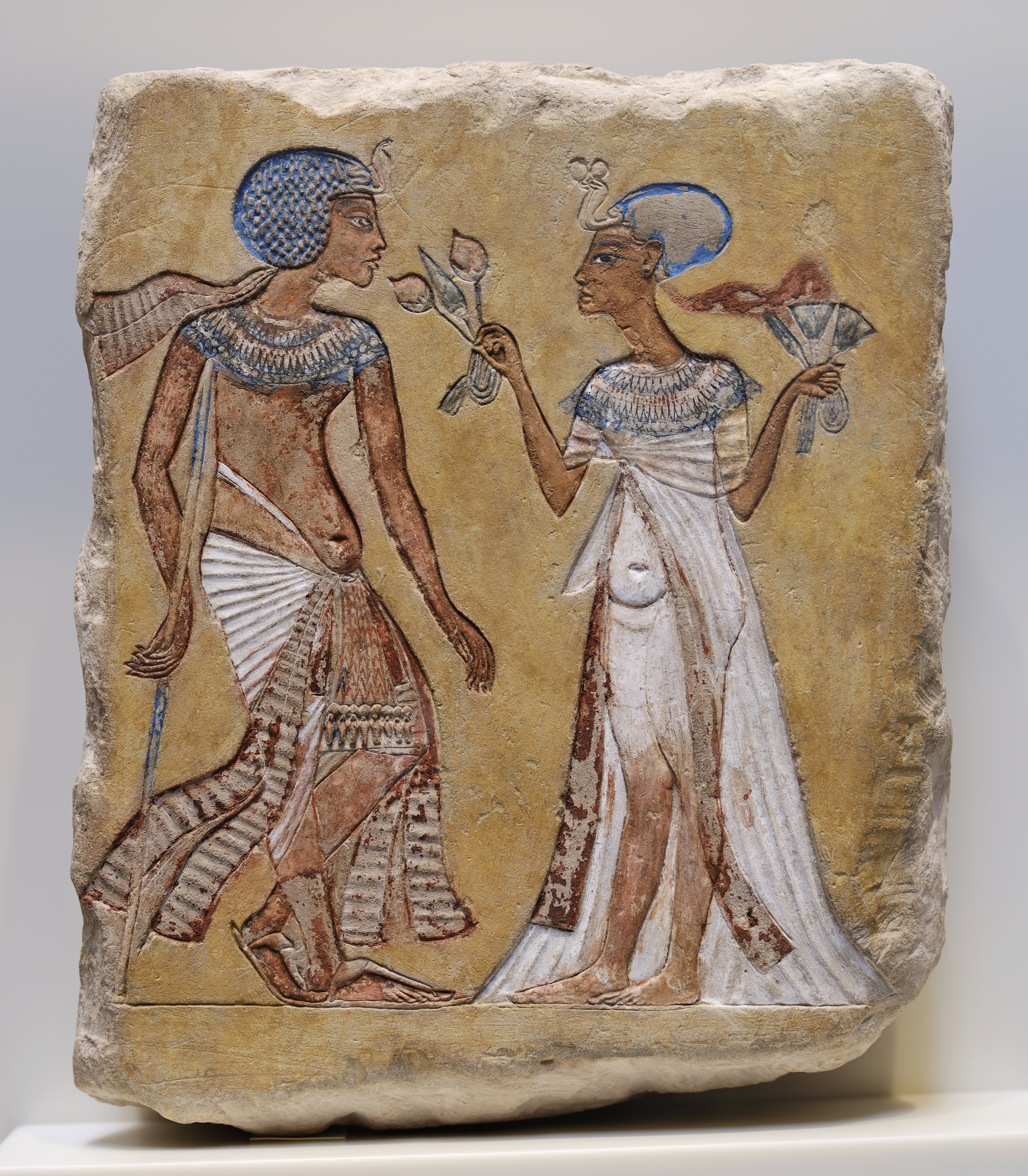
Amarnai kerti jelenet
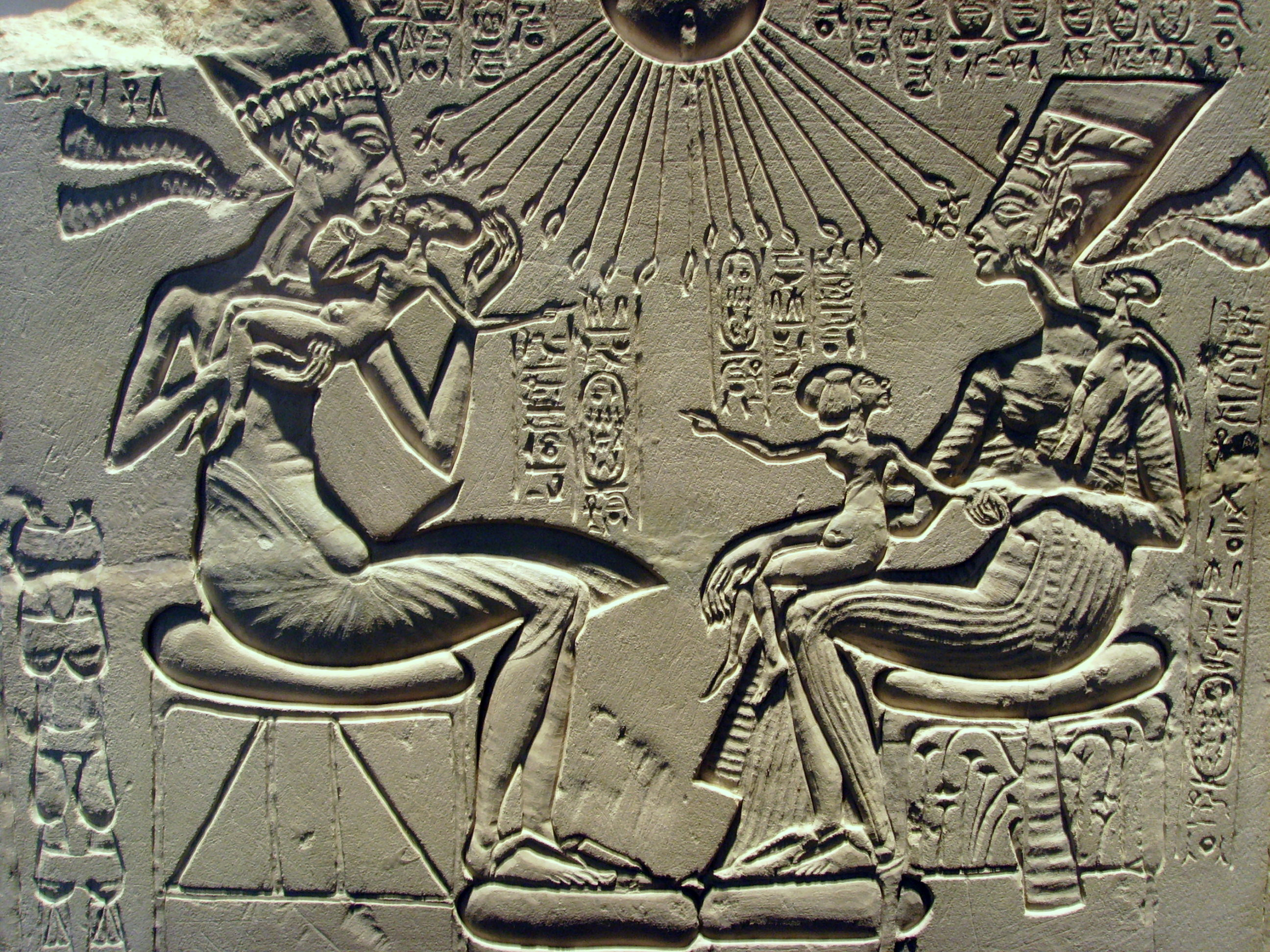
Ehnaton és családja Aton korongja alatt
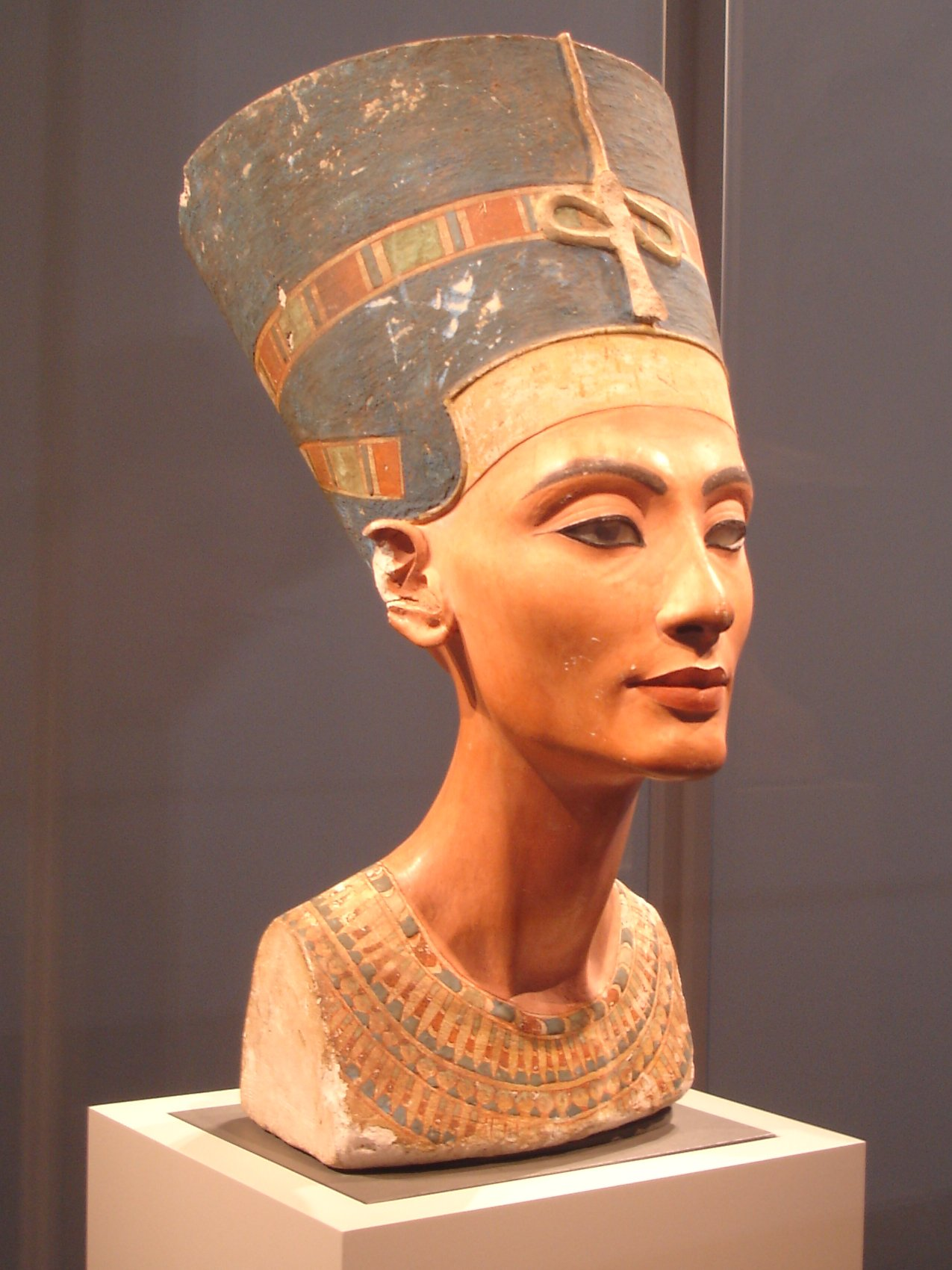
Nofertiti büsztje (Berlin)
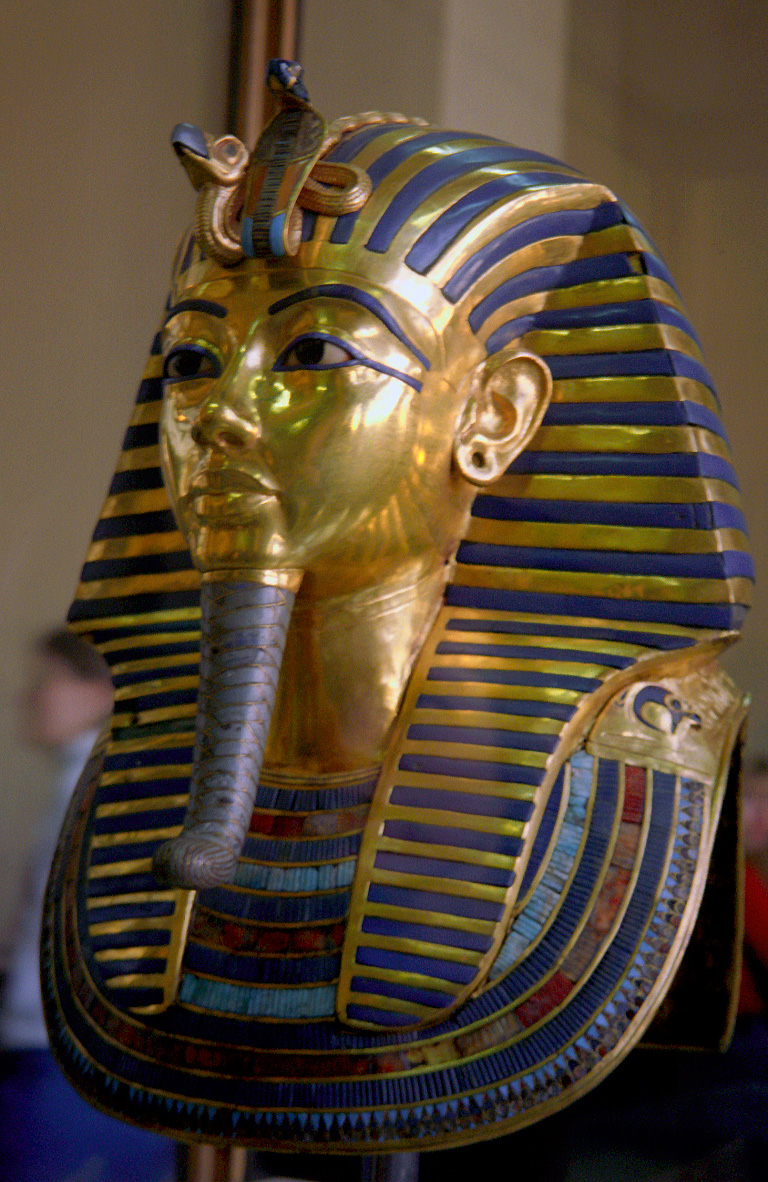
Tutanhamon halotti maszkja
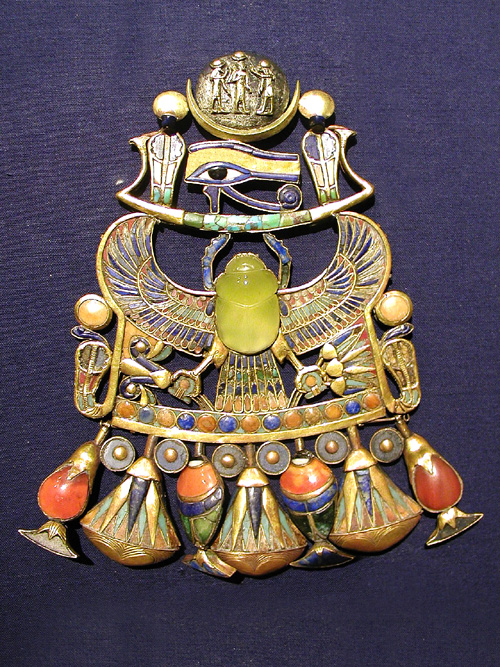
Függő Tutanhamon sírjából
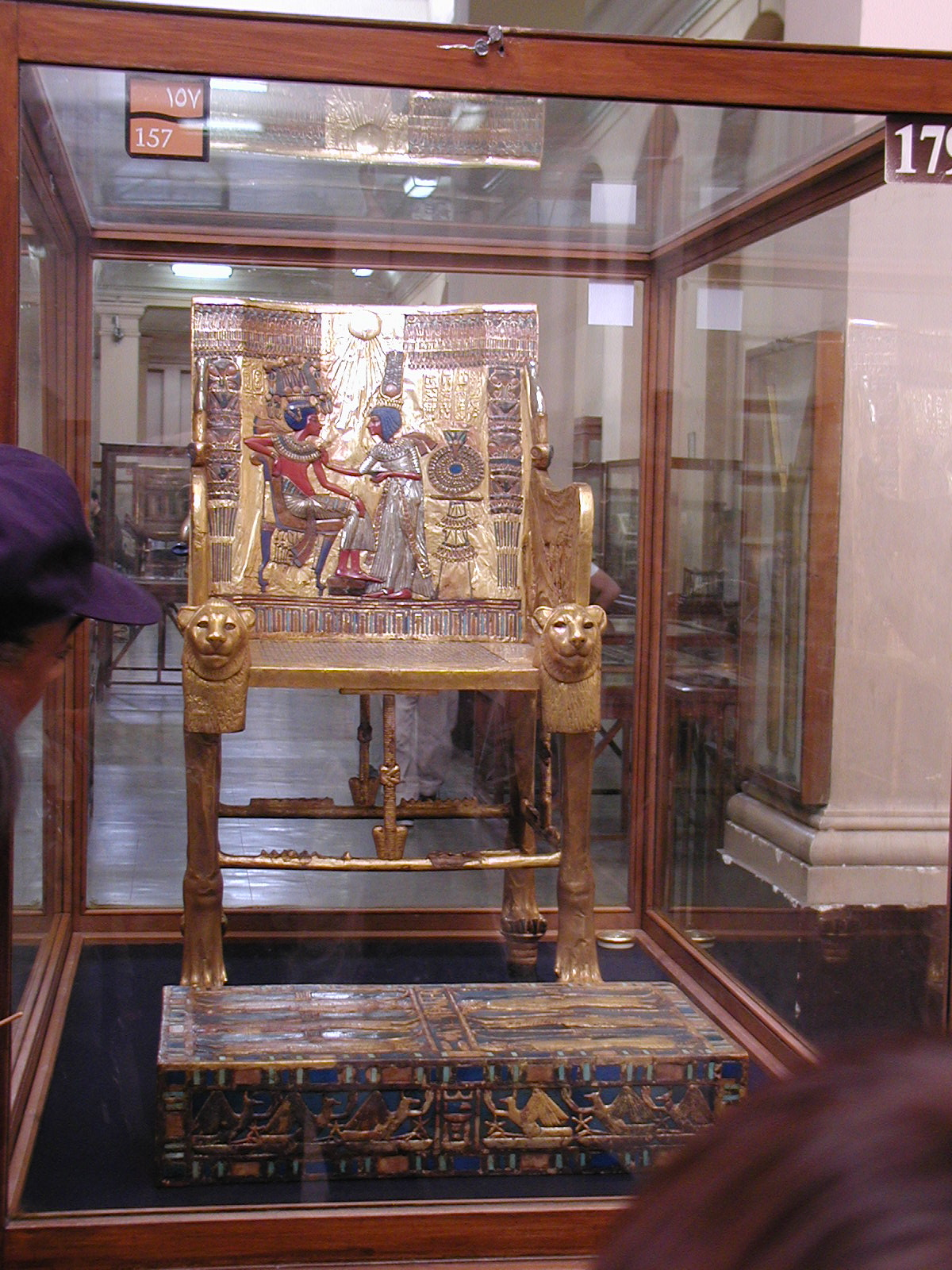
Trón a sírleletből
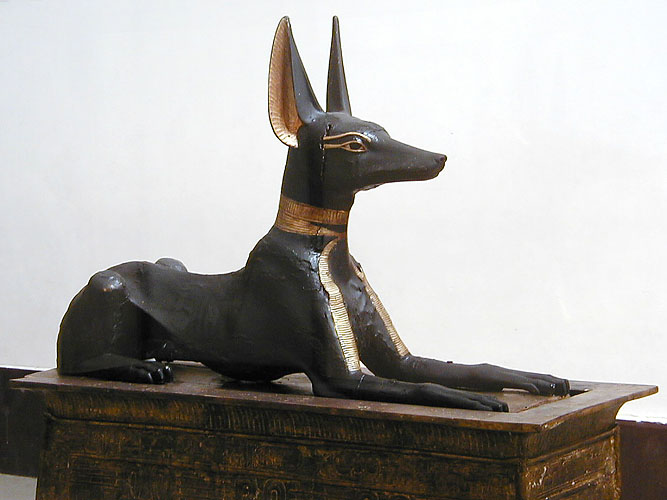
Anubisz szobra a sírleletből
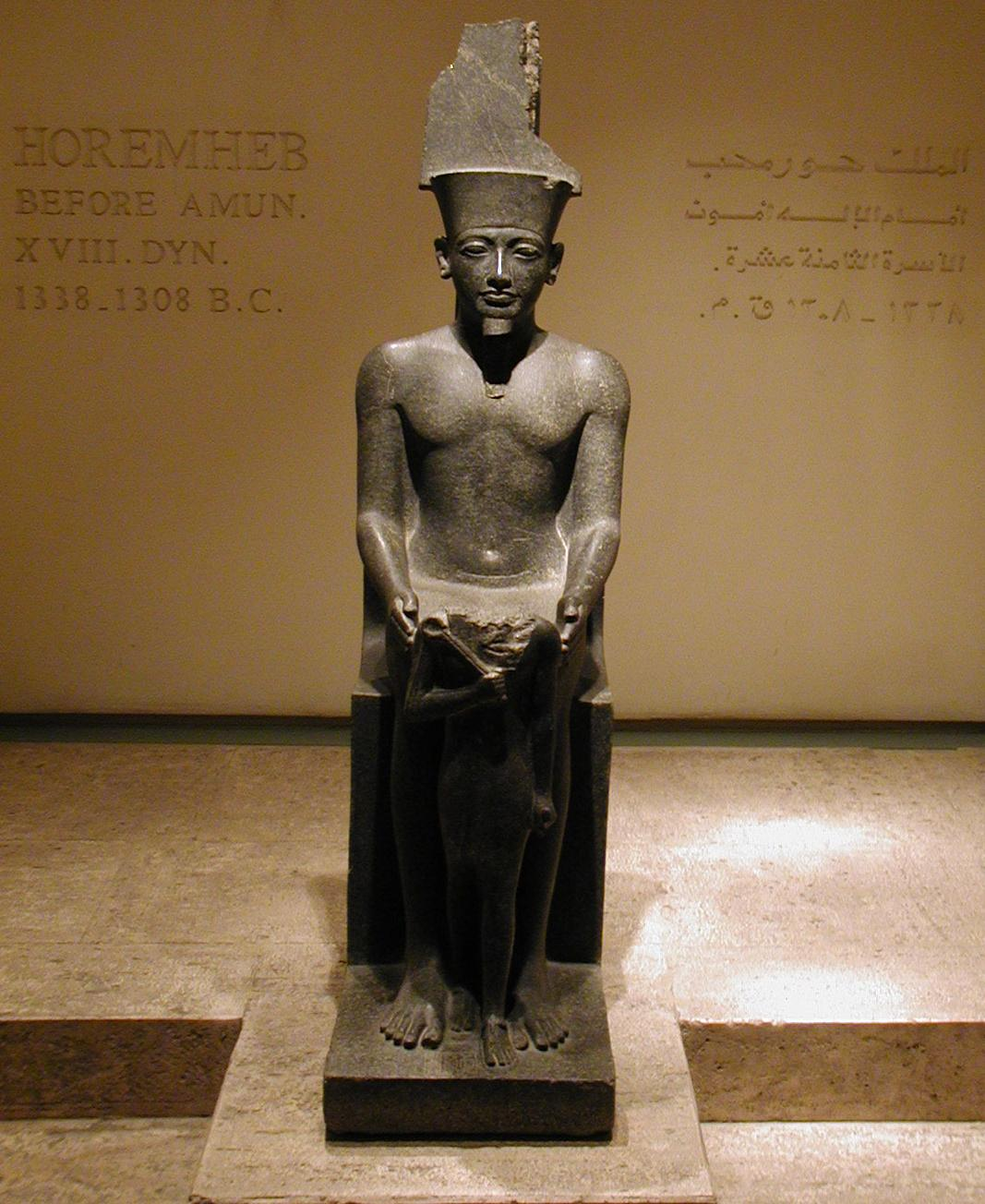
Horemheb szobra (Louvre)

A XIX. dinasztiától a hivatalos szobrászat hanyatlani kezdett. A művek többsége nehézkesnek hat, a monumentalitás érdekében elhanyagolták a kifejező erőt. Néhány kivételtől eltekintve (II. Ramszesz torinói ülő szobra és Ramesszeumból származó kolosszusának feje) az erőteljesség hiánya jellemző.
Érdekesek az osztrakonokon megörökített mindennapi jelenetek, vallásos cselekvések, szatirikus ábrázolások, amik mintegy vázlatként hatnak.

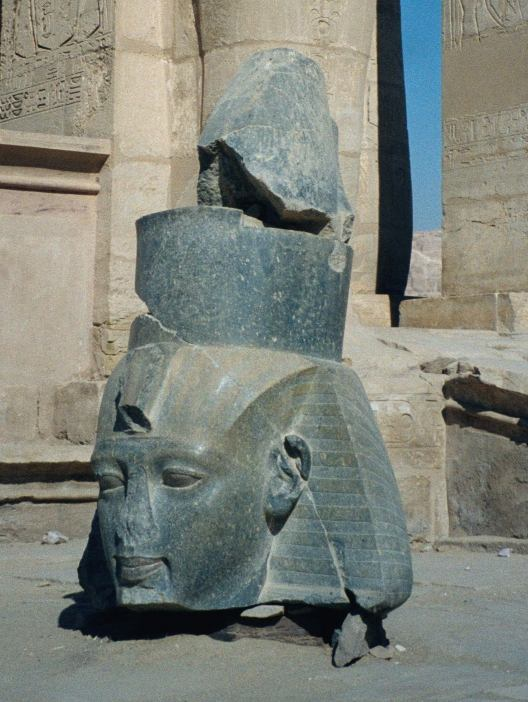
A Ramesszeum romja
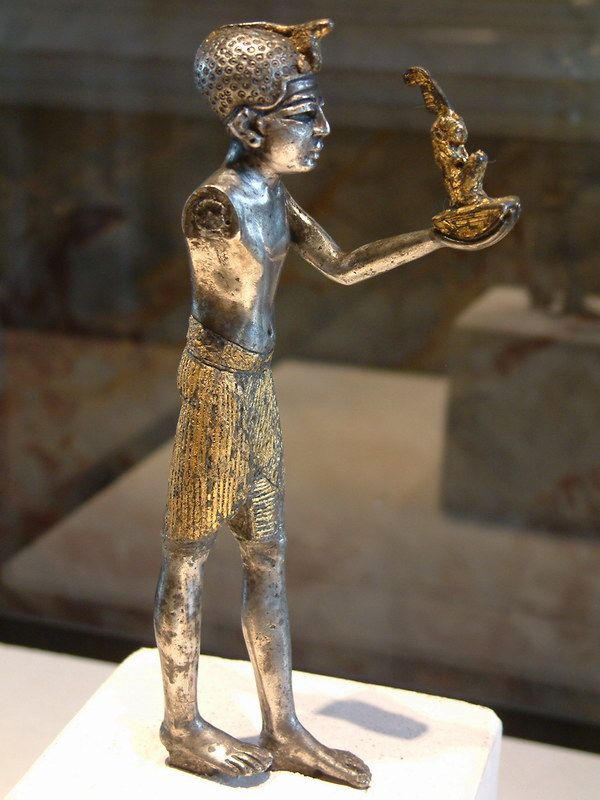
Kisbronz (Louvre)
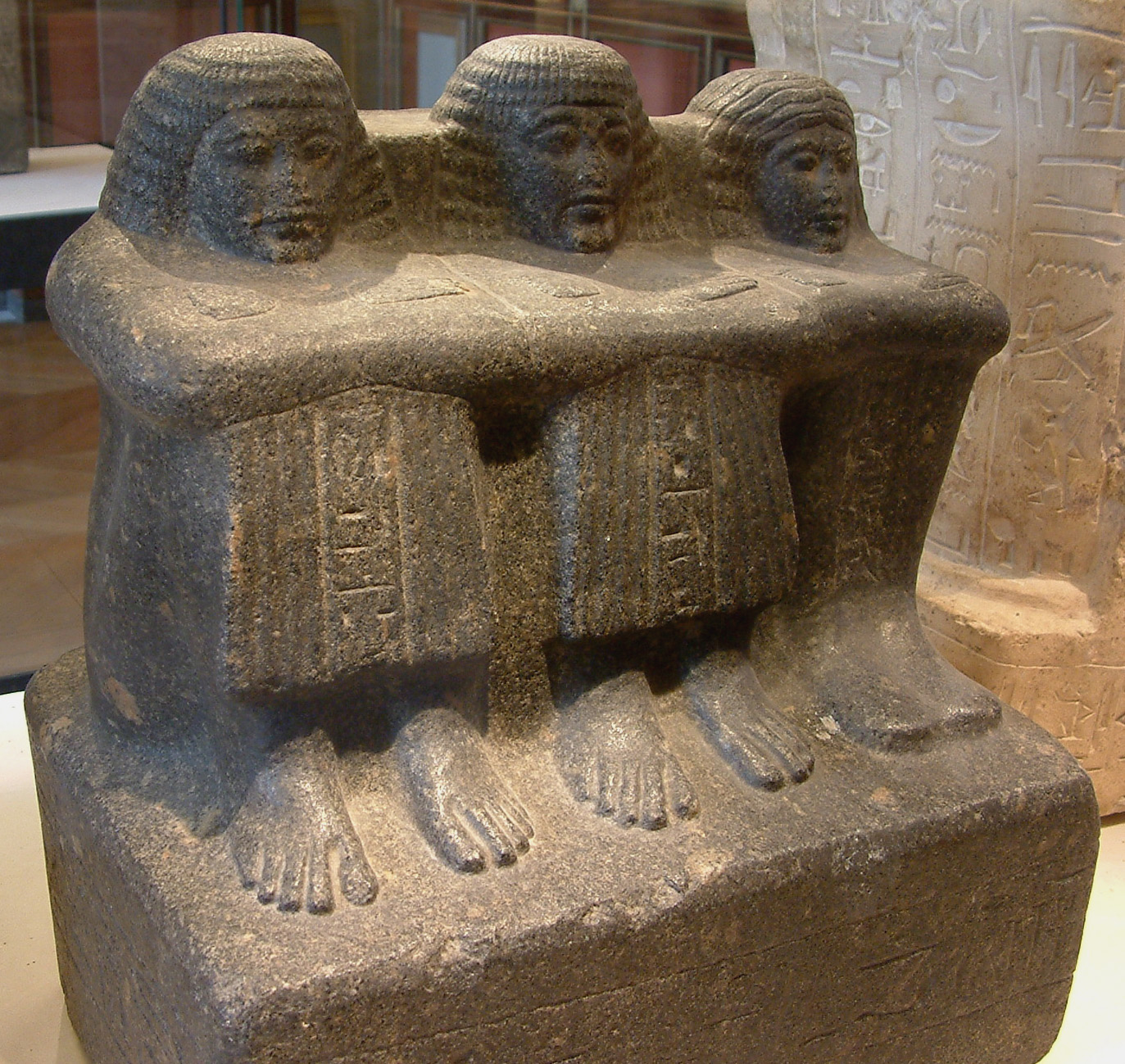
Kockaszobrok (Louvre)
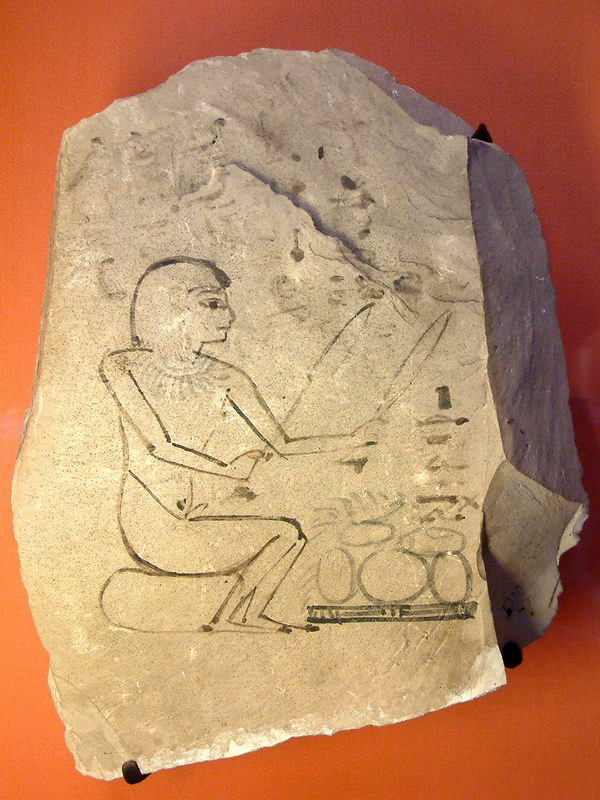
Irynefer kenyér előtt ül (Louvre)
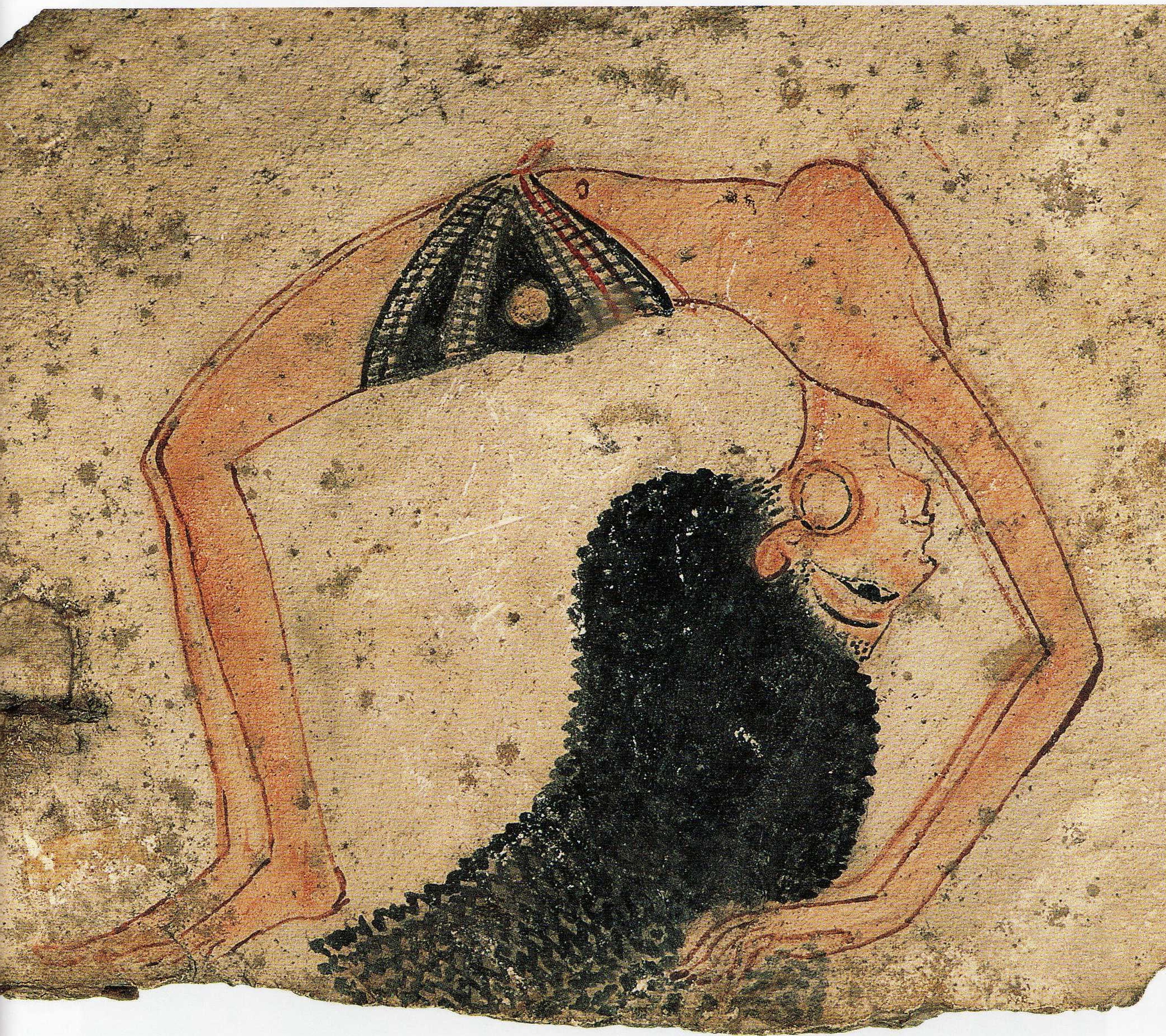
Táncosnőt ábrázoló osztrakon (Torino)
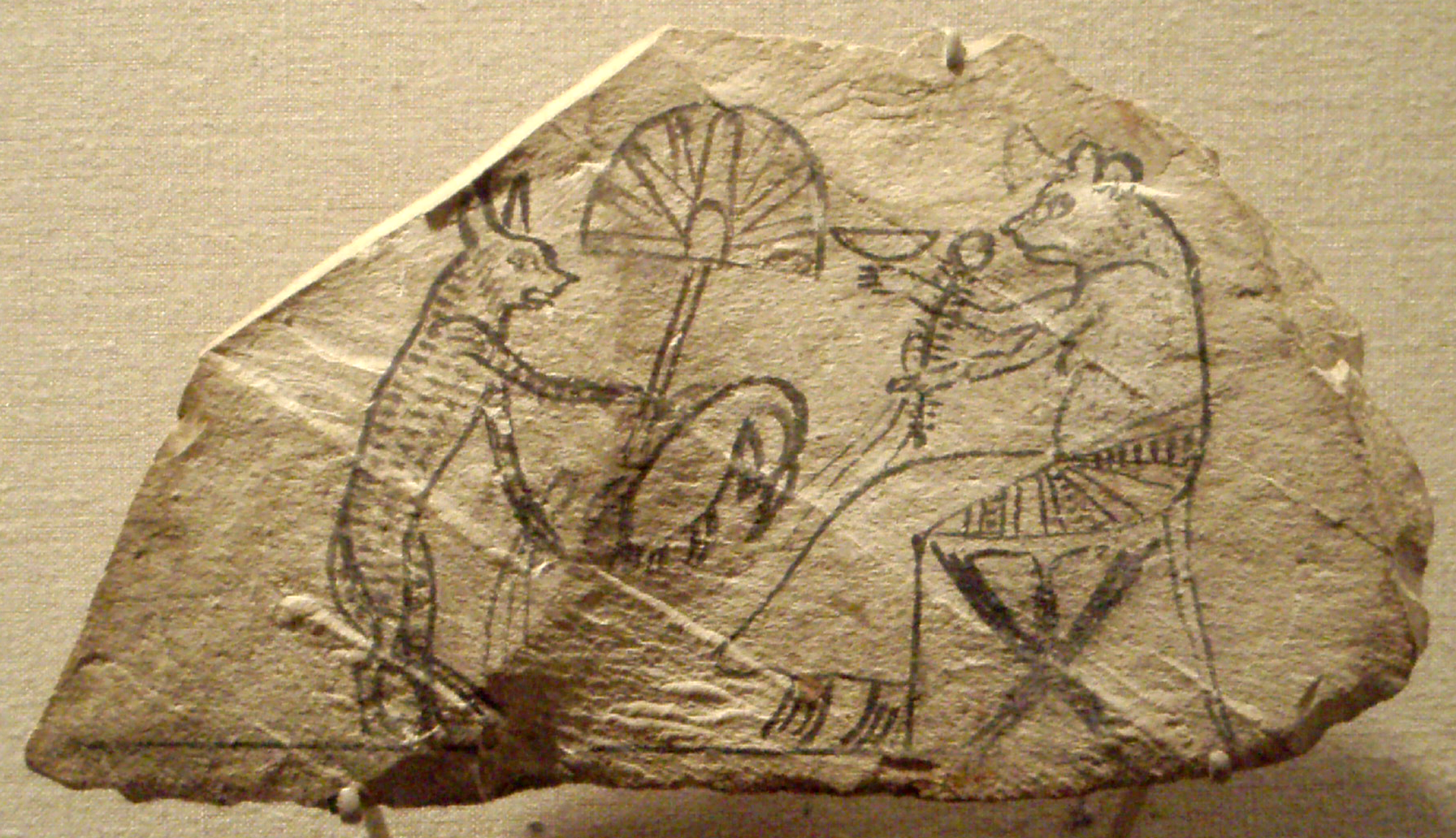
Macskák és egerek (osztrakon, Brooklyn)

### Késői kor (Kr. e. 1085-332)
Az Újbirodalom bukását követő mintegy négyszáztíz év abszolút hanyatlást mutat a művészet minden ágában. Az építészet néhány kiemelkedő emléke, néhány új templom kivételével az újbirodalmi centrumokba épült. Az uralkodók szentélyekkel és csarnokokkal bővítették a thébai és karnaki templomokat, sok esetben restauráltattak is.
Szobrászati alkotások főleg Karnakból kerültek elő. Újbirodalmi, főleg thébai műhelyek hatása alatt álltak. Közel állnak a Ramesszida-kor színvonalához (Sesonk főpap, Osorkon szobra).
A síkművészet konvencionális lett, témája vallásos ábrázolásokra szorítkozott. Csak a XXV. dinasztia idején érezhető változás. A szobrászok ekkor olyan műveket alkottak, melyek mérhetők a klasszikus egyiptomi példákhoz.
A szaiszi kor és azt követő kb. kétszáz év (Kr. e. 663-333) művészei óbirodalmi mintaképek alapján alkottak. A szobrok a régi tematikát és stílust ismételték, a művészet teremtő ereje hiányzott. Az Óbirodalomban használatos mészkő helyett kemény kőbe dolgoztak (szerpentin, diorit, bazalt). A szaiszi kor legkiemelkedőbb emlékei életteli portrék. Az öregséget, csúnyaságot idealizálás nélkül fejezték ki.
A perzsa uralom (Kr. e. 525-404) nem befolyásolta a művészet alakulását, a Dareiosz által épített kargehi Amon-templomon nem jelentkeztek a perzsa művészet formái. Folyamatos maradt az archaizálás, a reliefművészetben is. Fellendült viszont a bronzszobrászat: remekbe formált, csiszolt istenszobrok és az egyre erősödő állatkultuszt szolgáló tömegekben előállított szobrok magas technikai tudással készültek.
A múmiakötelékek közé színesen festett vagy fekete tintával rajzolt papiruszokat tettek, mágikus szöveget illusztráló vázlatos rajzokkal.

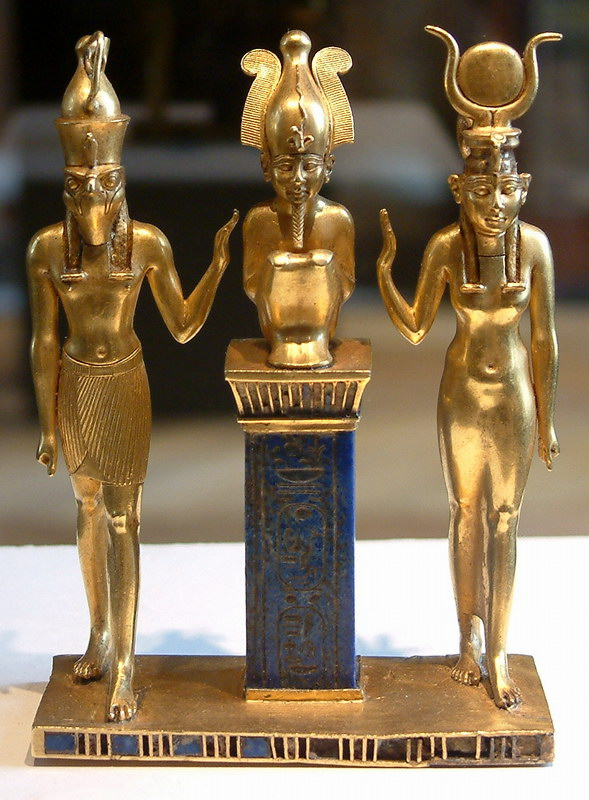
Ozirisz, Ízisz és Hórusz a XX. dinasztia korából (Louvre)
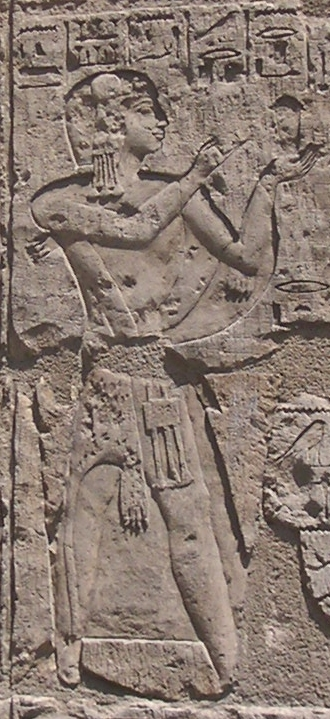
II. Sesonk ábrázolása domborművön (Kairói Múzeum)
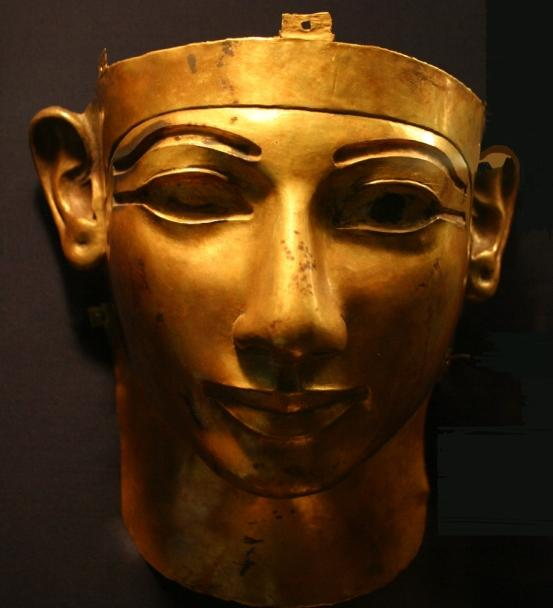
II. Sesonk halotti maszkja (Kairói Múzeum)
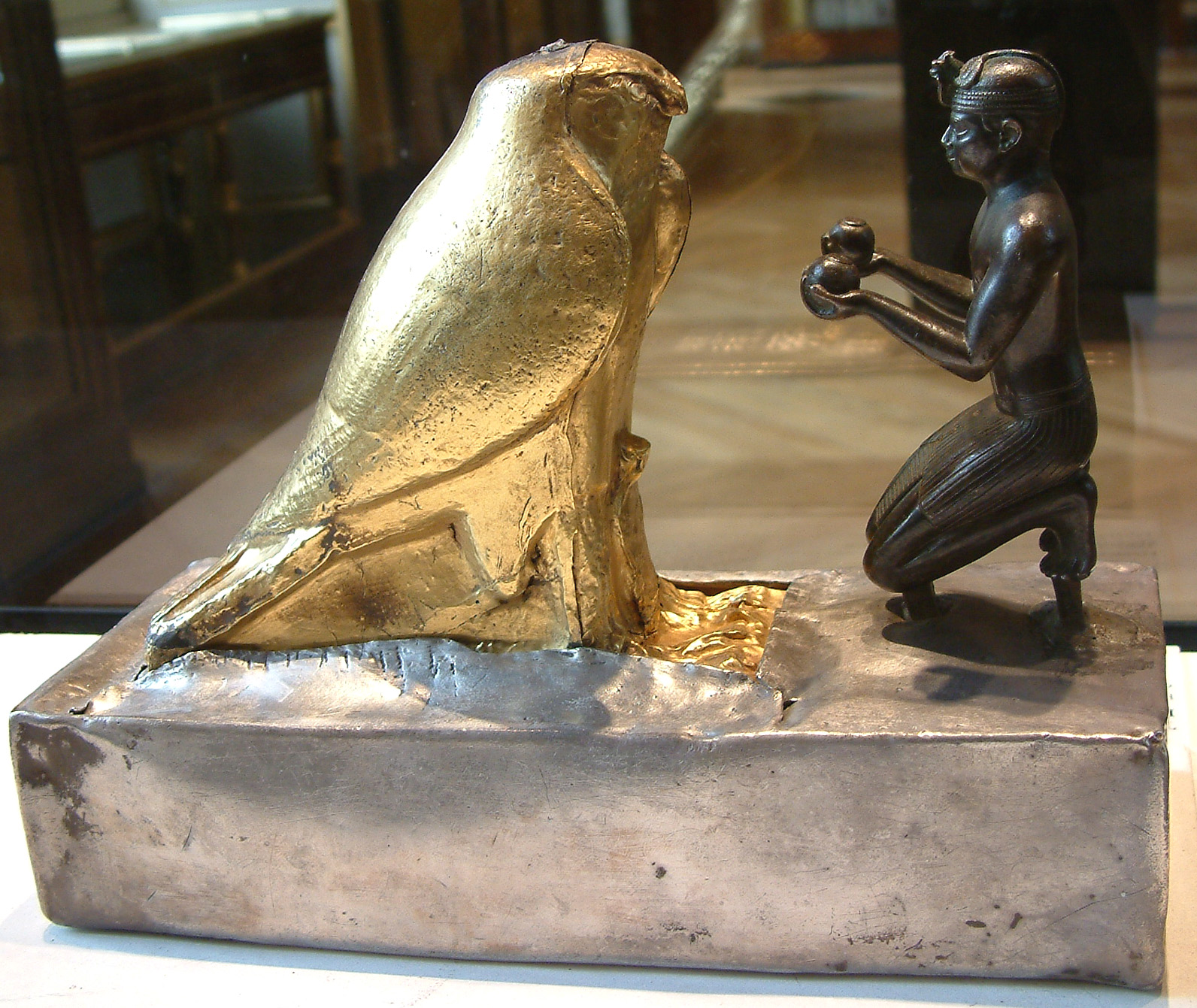
Taharka fogadalmi ajándéka (Louvre)
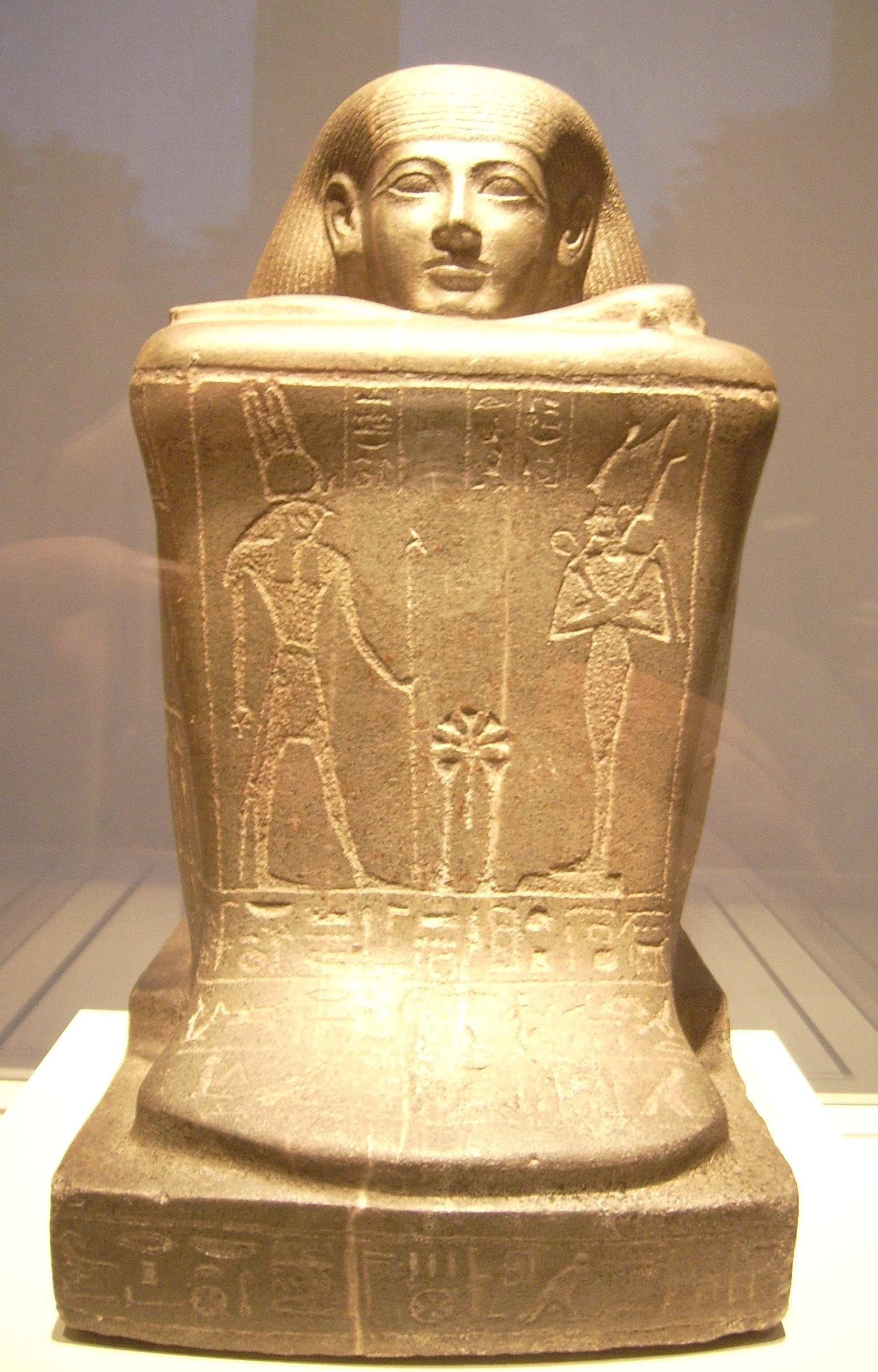
Kockaszobor (Berlin)
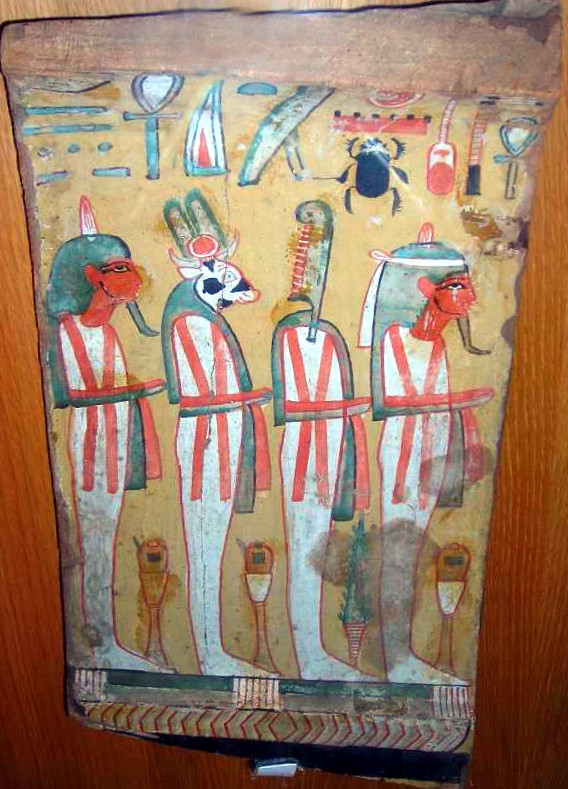
Szarkofág belseje a XXI. dinasztia korából

### Ptolemaiosz-kor (Kr. e. 332-30)
A művészet kettős arculatot öltött. A klasszikus hagyományokat őrző irányzat csak templomokban és vallási célt szolgáló emlékeken uralkodott, míg a mindennapi életben erőteljes lett a görög művészet hatása. Az Egyiptomban készült alkotások jelentős része az ókori görög művészet témaköréhez tartozik. Kiemelkedő építészeti emlékek főleg templomok. A régi templomokhoz új szentélyeket csatoltak, de építettek újakat is, melyek körül egész település alakult ki (Edfu, Dendera). A templom elrendezése hagyományos: pülón, ahonnan oszlopos udvarba nyílt bejárat, ezt fedett oszlopcsarnok követte számos oldalsó kamrával vagy szentéllyel, innen sötét út vezetett a főszentélybe, ahol a kultuszszobor állt. Az oszlopok törzseit és falakat mélyen bevésett és körülárkolt reliefek díszítették. Körülötte raktárak, papi lakások, távolabb téglából épült magánházak álltak. Ezek közül a gazdagabbakéi kőből épültek és falaikat domborművek tagolták.
A síkművészetben általánossá vált a vájt relief (relief en creux). Témájuk kizárólag vallásos cselekmények. Az egyiptomi és görög művészet együttes megjelenésének legszebb példája a Hermoupoliszban álló Petozirisz-sír reliefdísze.
A kerekszobrászat hagyományos kánona főként kultuszszobrokon érvényesült. A portréműfajt – erős görög hatásokat mutat – főleg konvencionális alkotások szemléltetik. Kialakult az ún. ptolemaioszi arctípus, amit telt, kerek arc, húsos, mosolygó ajkak jellemeznek. Király- és magánszobrokon egyaránt megjelent.
A kisplasztikára erőteljes befolyással volt a görög művészet, a formák fellazultak.
Lásd még: Alexandriai művészet

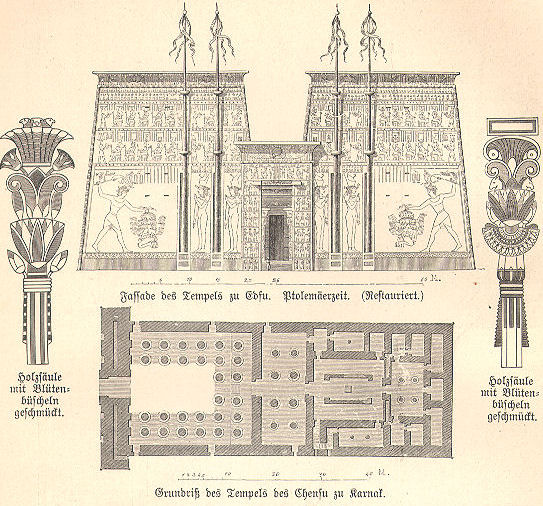
Edfui Hórusz-templom
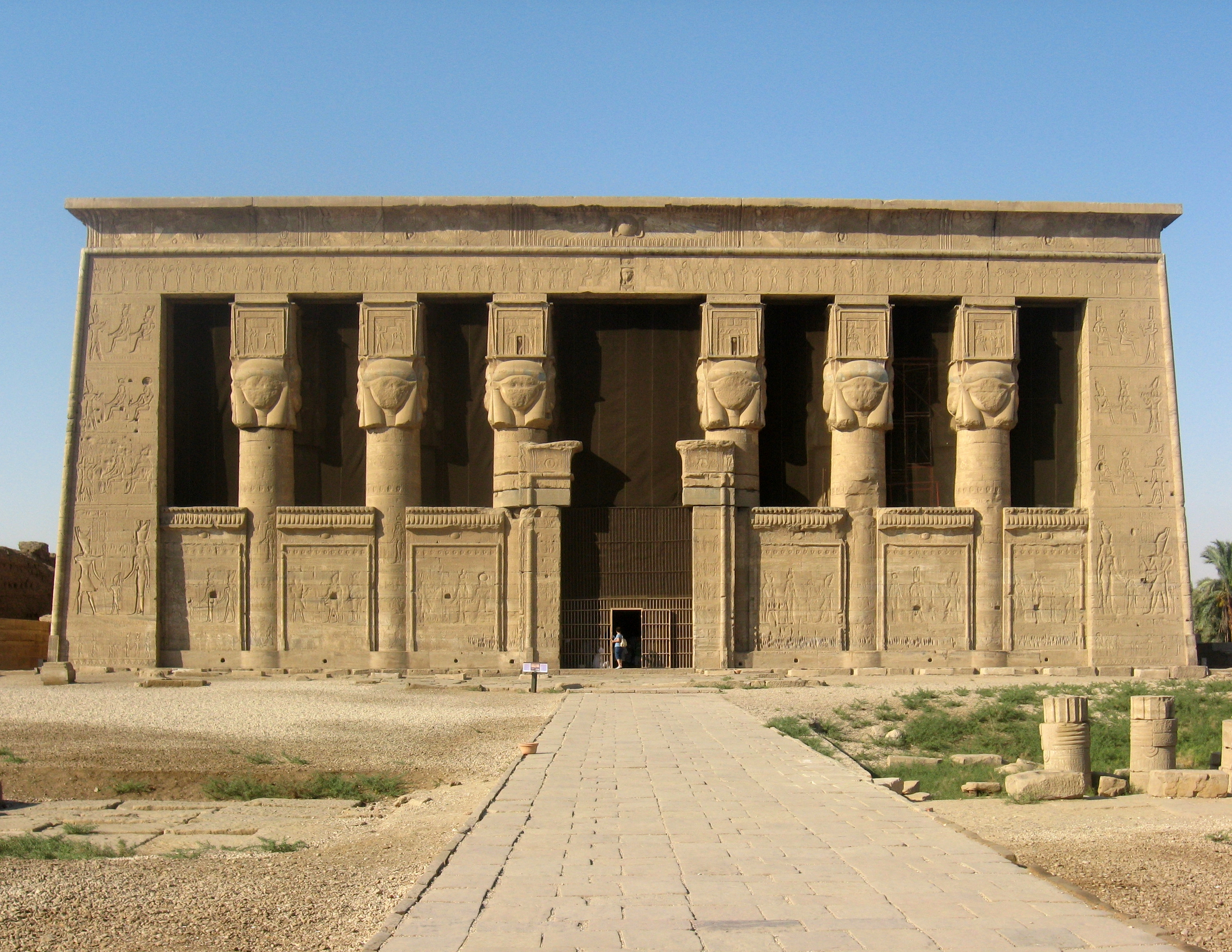
Denderai Hathor-templom
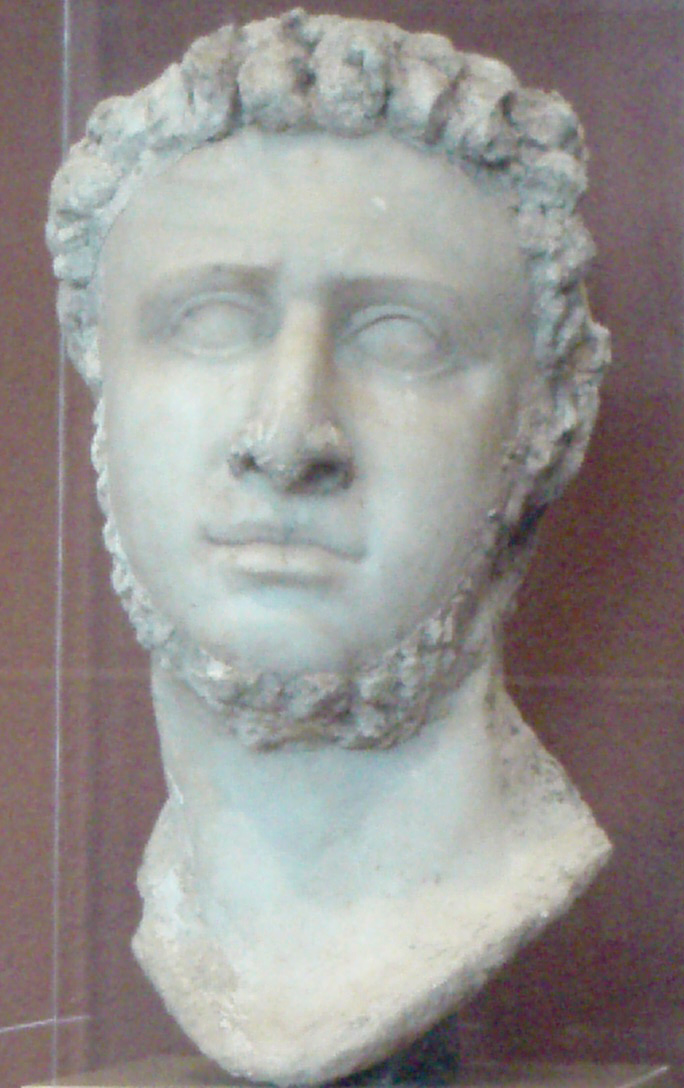
IX. Ptolemaiosz portré (Boston, Museum of Fine Arts)
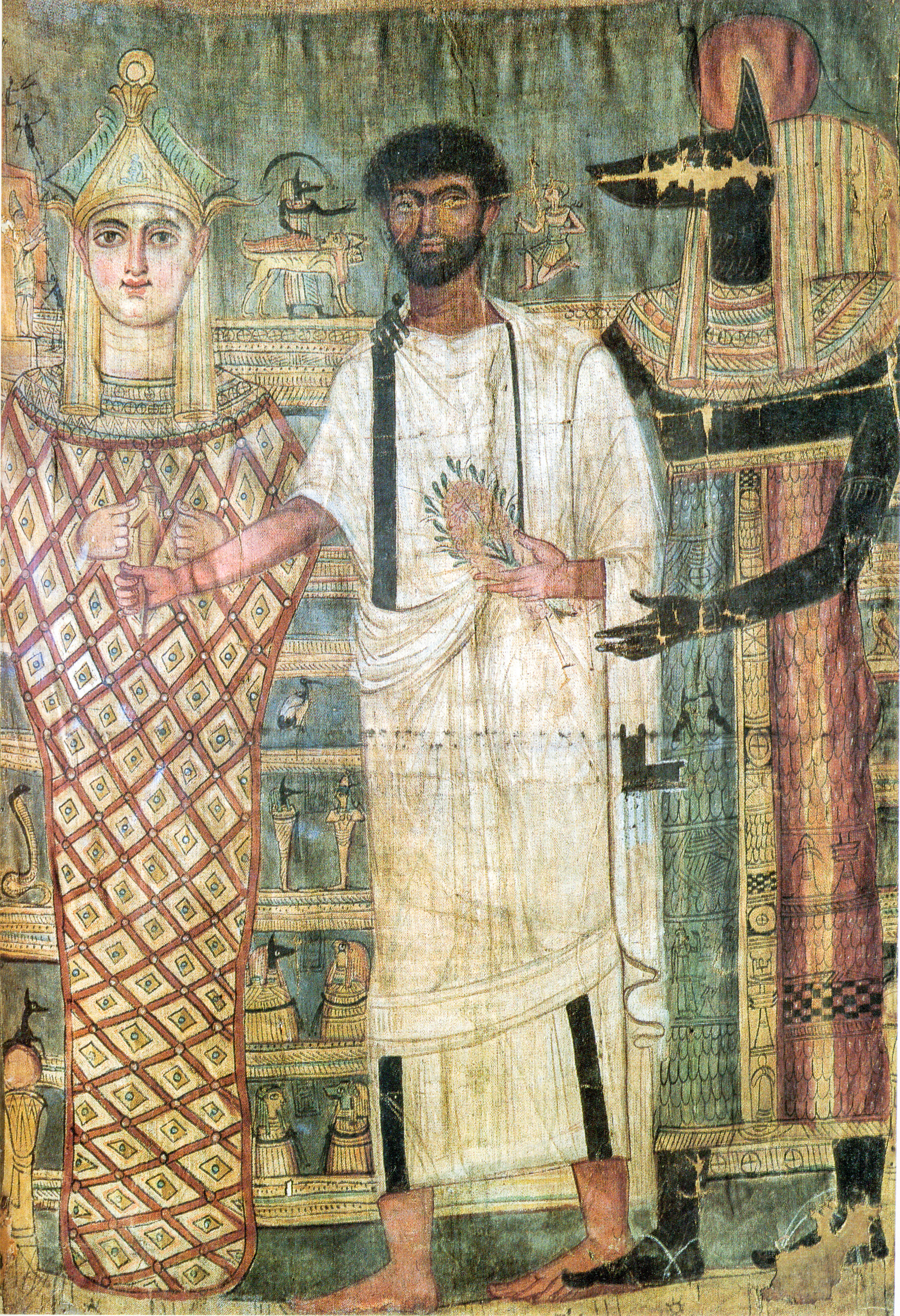
Halotti lepel a Ptolemaiosz-dinasztia korából Ozirisz és Anubisz ábrázolásával

### Római uralom kora (Kr. e. 30 – Kr. u. 640)
Római uralom kora alatt a Római Birodalom és a Keletrómai Birodalom uralma alatt álló Egyiptomot tárgyaljuk.
A hagyományos egyiptomi művészet mindinkább a templomok falai közé szorult. A korban épült templomok hagyományos alaprajzokat mutatnak (Esna, Philé, Kom Ombo). Körzetükben települések létesültek. A templomok oszlopai változatos kiképzésűek, a lótusz- és papiruszfejezeteket sűrűn variálták kinyíló virágtípusokkal. A szentélyben felállított istenszobrok hagyományosak; a papi portrék viszont erőteljes görög hatást mutatnak. A templomi reliefek változatlanul követték a Ptolemaiosz-kor stílusát.
Görög-római hatásra módosultak a temetkezési szokások. A hagyományos temetkezési tárgyak mellett megjelent a fatáblára festett, enkausztikus múmiaportré (főleg Fájjúmból kerültek elő), amelyet a bepólyázott múmia arca fölé helyeztek. Ugyancsak újonnan jelent meg a színes festésű, stukkóból formált múmiamaszk, ami már semmit nem őrzött meg a régi egyiptomi maszkok formáiból. A kereszténység hatására a régi isteneket részben elfeledték, részben átértelmezték. Ez vezetett a kopt művészet kialakulásához.

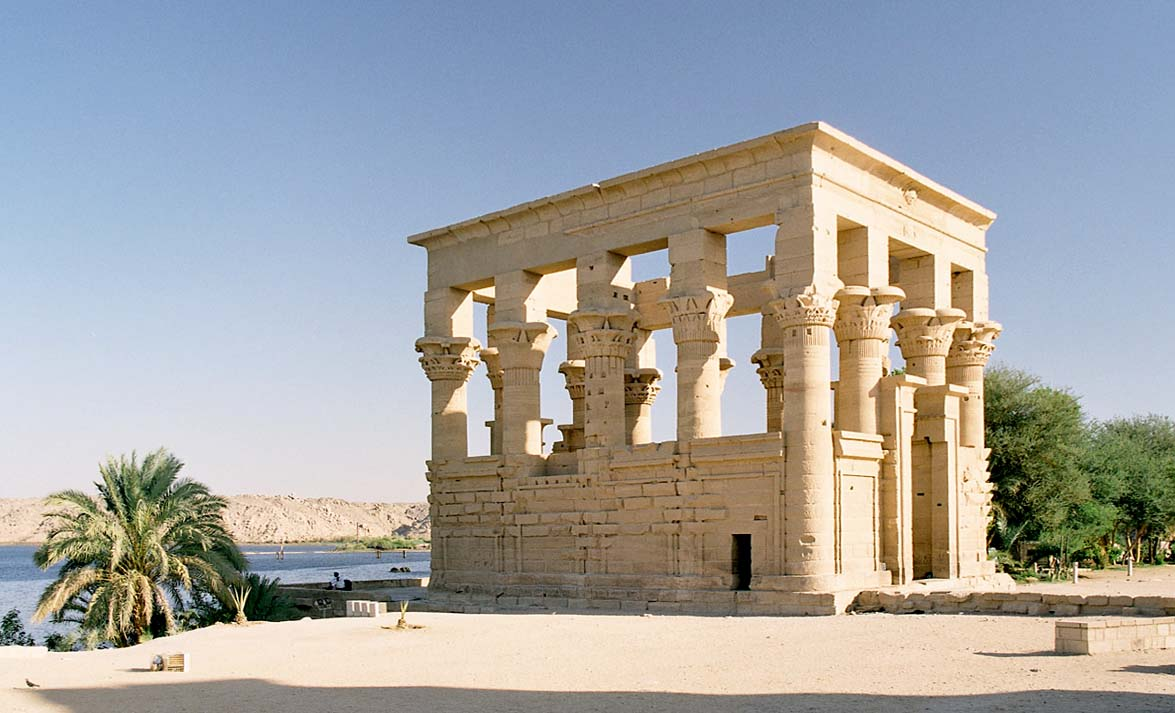
Traianus által építtetett kioszk
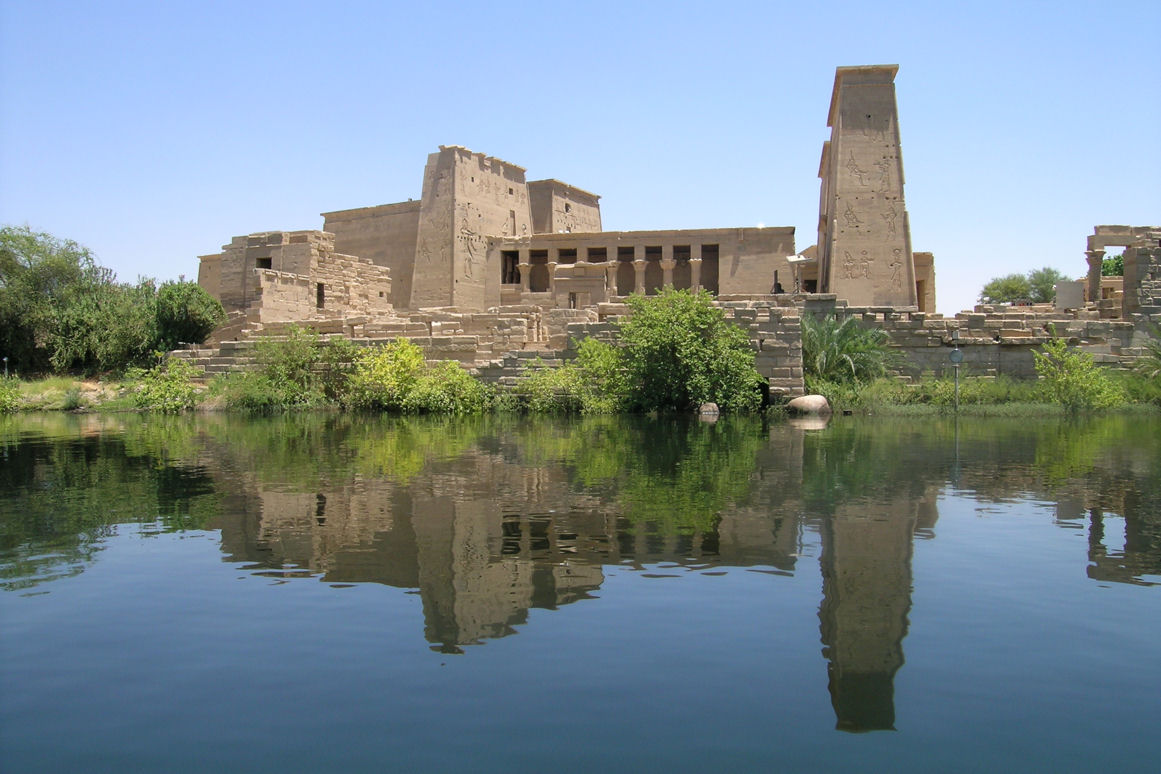
Philae
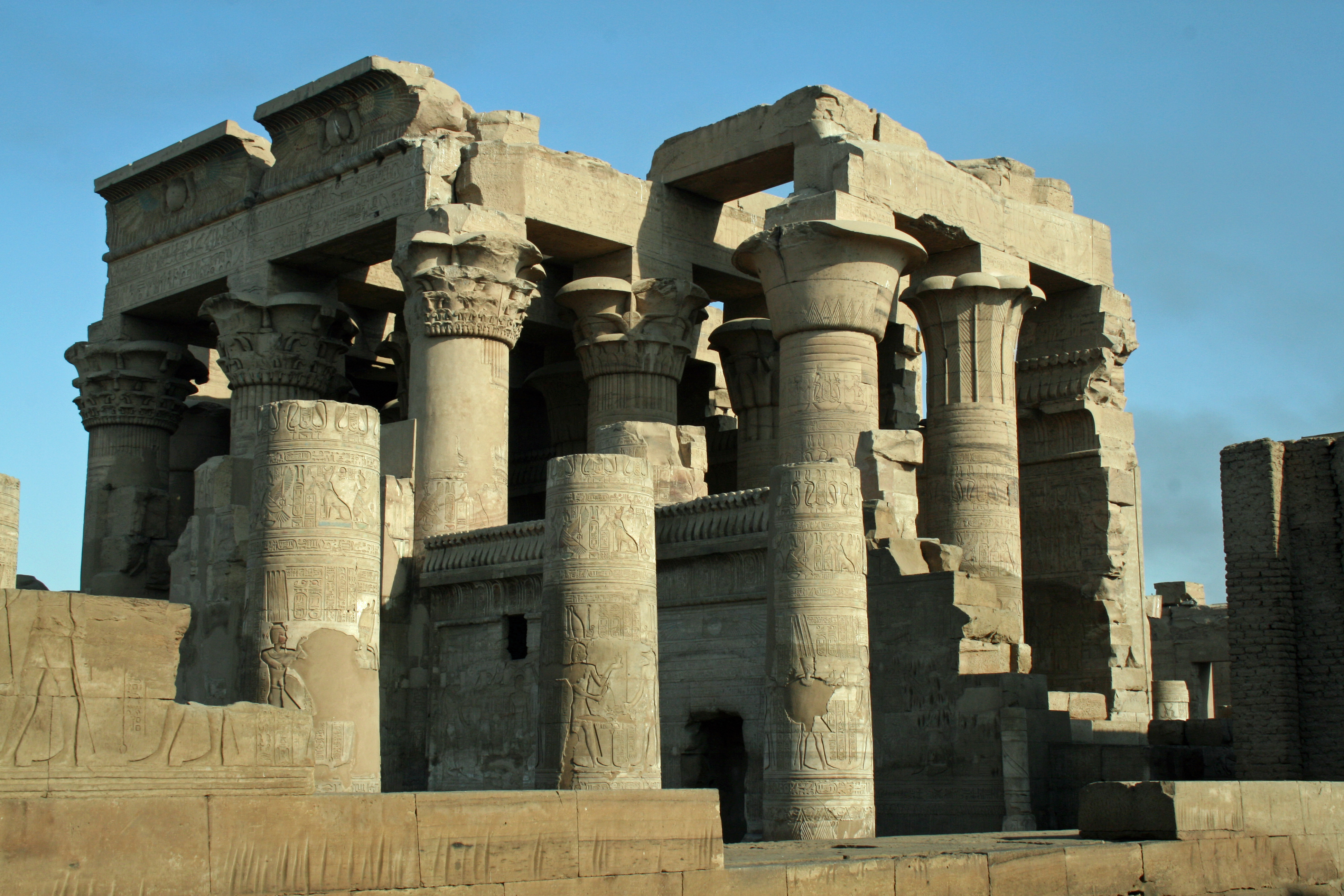
Kom Ombo
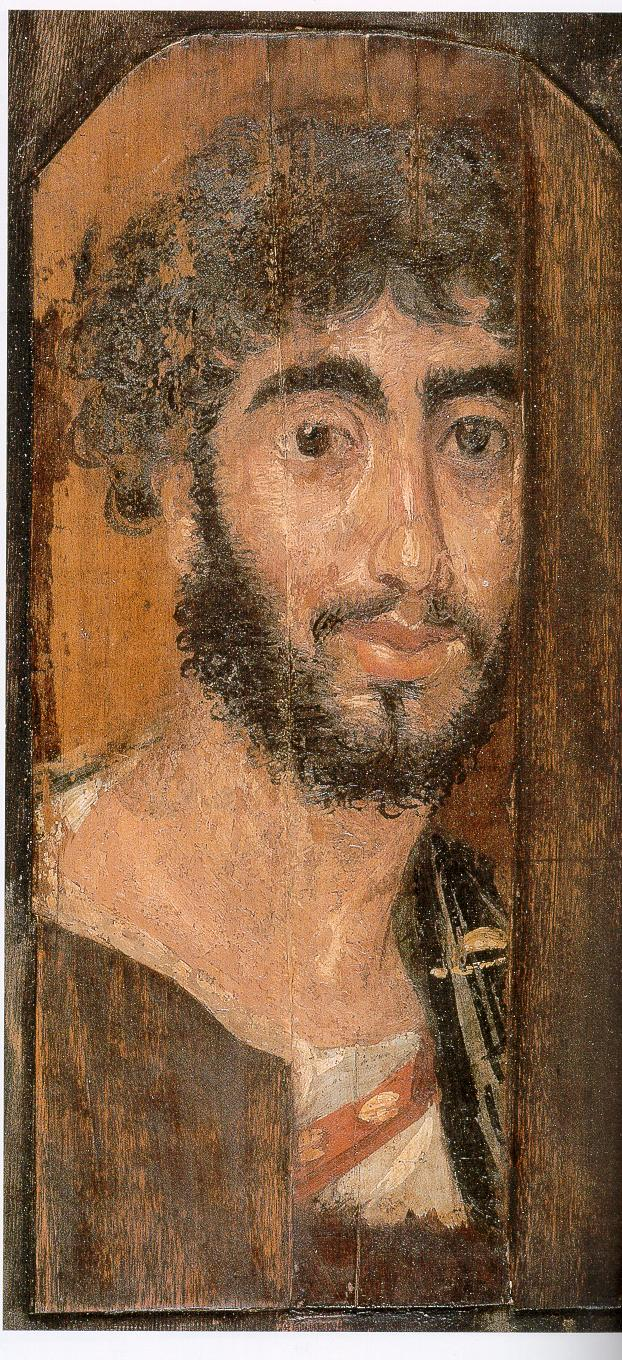
Fájjúmi múmiaportrék
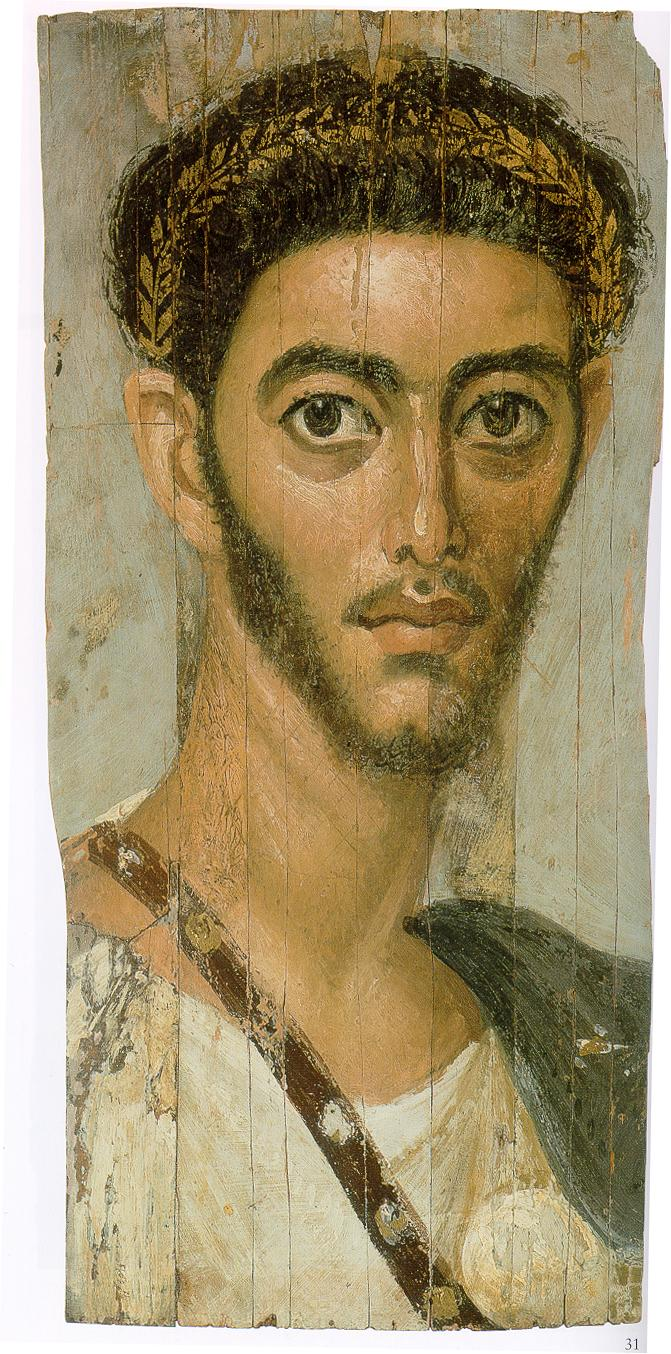
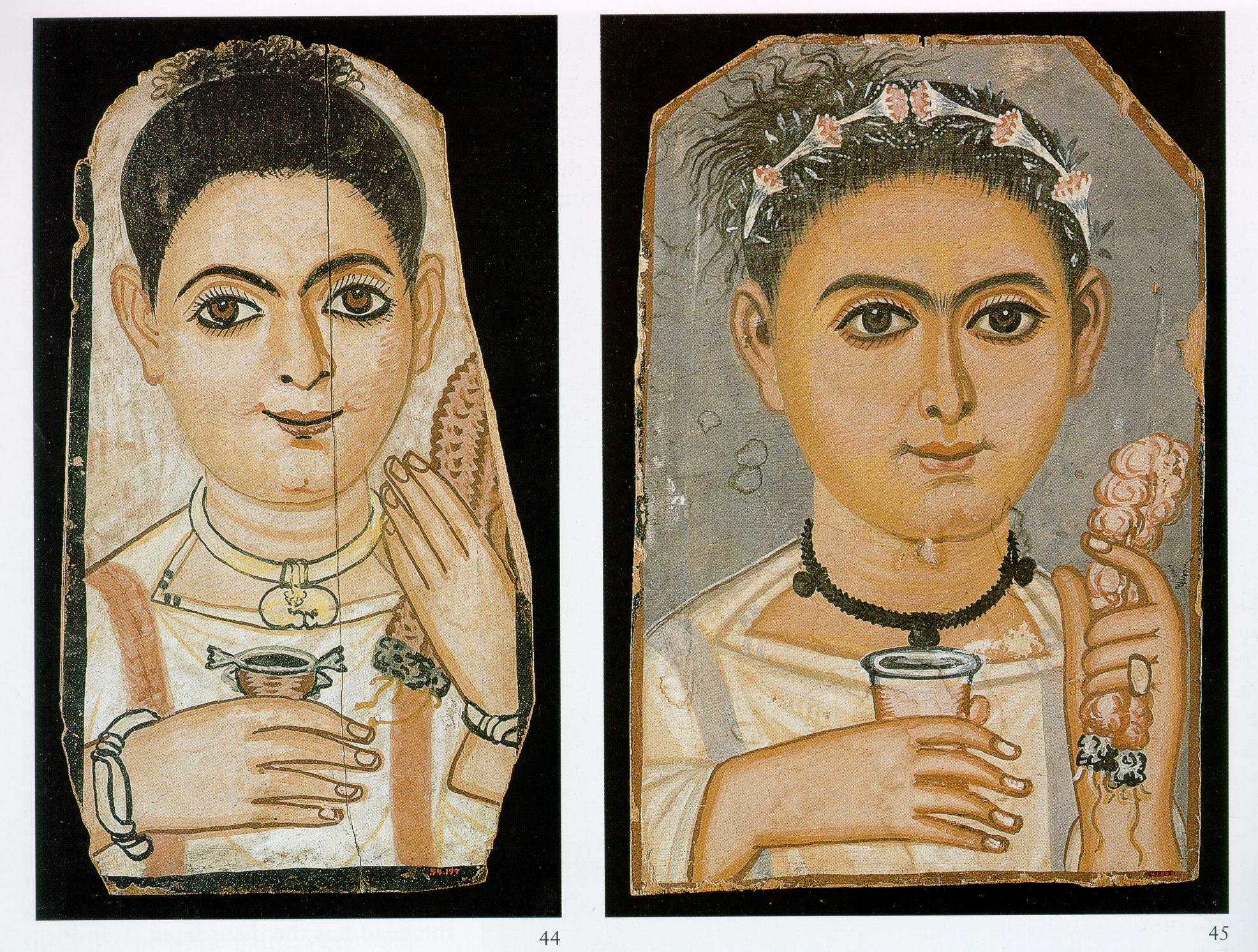
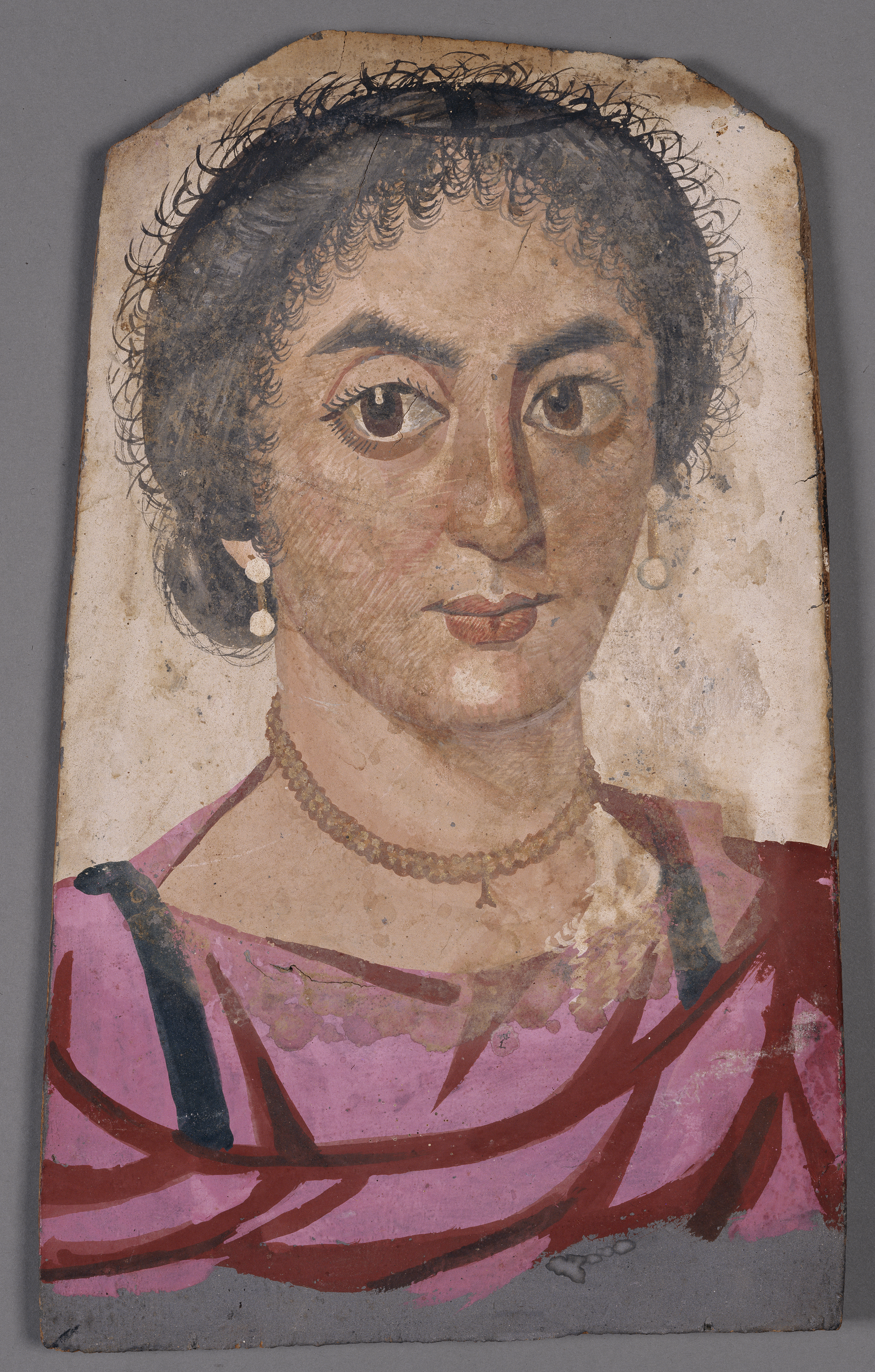

A koptok művészete erőteljesen őrizte a hellenisztikus tradíciót. Nemcsak a formákban, hanem jó ideig a témaválasztásban is (oszlopfőkön és faragványokon antik mitológiai jelenetek). A kopt művészetet nem tartják önállónak, hanem a bizánci művészet helyi változataként értelmezik. Ezt az építészet, szobrászat és festészet vizsgálata egyaránt megerősíti.
A kopt építési tevékenység régebbi templomok átalakításával kezdődött meg: módosították a beosztásokat, falfestményekkel látták el őket. (Még a luxorit és karnaki templomokat is.) Az építészet az 5. századtól kezdett kiteljesedni, szíriai és bizánci hatások formálták. Kialakult a sajátos, T-formájú bazilika, többek között a római bazilikából (Arcadius császár bazilikája), a rendkívül fejlett szerzetesi kultúra kolostorokat és templomerősöket építtetett. A leghíresebb emlékek a hermoupoliszi bazilika (5. sz., egy Szent Ménász tiszteletére épült zarándokhely, ami cella trichora fölé épült, ennek köszönheti különleges alaprajzi formáját); a denderai bazilika; A Vörös- és a Fehér-kolostor; a bawiti kolostor; az asszuáni Szent Simeon-kolostor. Korai kopt település nyomait tárták fel Abdallah Nirqiben. Ezt folyamatosan lakták a 12. századig, mert Núbiát csak később hódította meg az iszlám. Núbiában a kései kopt idők építészeti hagyománya évszázadokra megkövesedett.
A koptok maradandót alkottak az ikonfestészet történetében is, aminek egyik közvetlen előzményeiként a fájjúmi múmiaportrékat említik. A kopt festményeket, táblaképeket és falfestményeket egyaránt, erőteljes kontúrok jellemzik, mellőzik a testiséget, erős sötét (nem fekete) kontúrokat húznak. Szent Ménász ikonográfiája különösen fejlett és differenciált.
A mai könyv első formája, a kódex a koptoktól származik (kopt kötés). Pergamenre vagy papiruszra írtak, a lapokat ívfüzetekké fűzték össze, és bőrrel bevont, több rétegben összeragasztott papirusztáblákkal látták el. Ezek a mai értelemben vett könyvkötés első emlékei. Kopt szerkönyvek a 20. században kerültek elő Fájjúmban, homokkal betemetett ciszternákból. Kezdetben csak egy ív (76 lap) volt egy könyv, aztán több ívet fűztek össze. (Pl.: négy evangéliumot tartalmazó 7-8. századi kopt kódex a New York-i Pierpont Morgan Library-ben) A könyvkötészet bőrfelhasználásból következtetni lehet a bőrdíszművességre is, hasonló stílusban díszített papucsot is találtak már.
A koptok az iszlám alatt megtűrt kisebbséggé váltak, művészetük átalakult geometrikus-ornamentikus művészetté.

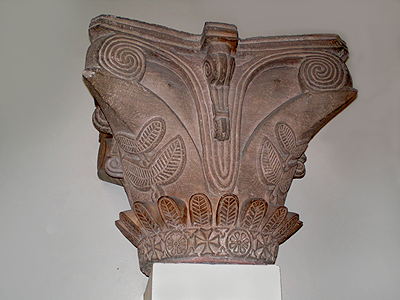
Kopt oszlopfő
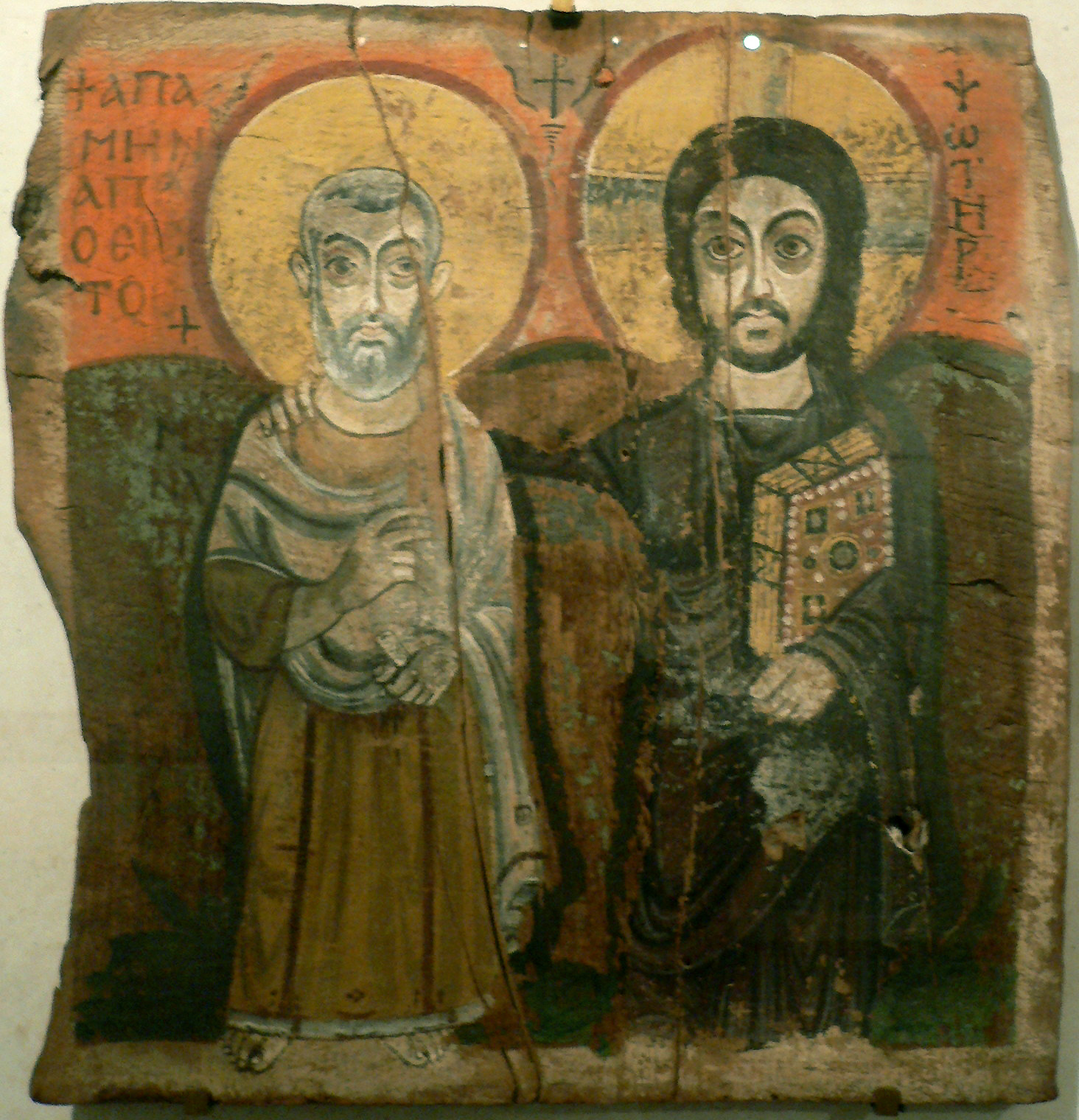
Krisztust és Szent Ménászt ábrázoló ikon (Louvre)

### Újkori művészet
Egyiptom művészetét folytonosan érték európai hatások, de jellege iszlám maradt, hiszen az iszlám civilizáció egyik központja volt. A török uralom alatti hatások szervesen beolvadtak a művészetbe.
bővebben lejjebb

## Az ókori Egyiptom művészete
Az ókori Egyiptom művészetét, így az ikonográfiát is szigorú szabályok foglalták rendszerbe. Az építészetben nagyon tudatosan matematikai ismereteket használtak fel szimbolikus mondanivalók kifejezésére, a képzőművészetekben a frontalitást és a legnagyobb felületek törvényét alkalmazták. A művészeknek sok szabályt kellett megtanulniuk. Nem kívánták tőlük, hogy újat alkossanak, sőt, valószínűleg azt a művészt becsülték a legtöbbre, akinek munkái a leginkább hasonlítottak a régi alkotásokhoz. Ebből a felfogásból adódott, hogy 3000 év alatt művészetük alig változott. A témákat megváltoztathatták, de az előadás módja, karaktere lényegileg azonos maradt. Ennek alapján lehet ókori egyiptomi stílusról beszélni, amitől félig-meddig elszigetelt, folytatás nélküli kivétel az Amarna-stílus.

### A művészet feladata
Az egyiptomi felfogás középpontjában a vallás állt; a művészet elsősorban a halottkultuszt szolgálta. Úgy képzelték, hogy a másvilágon a sírkamrákba helyezett szobrok dolgoznak az elhunyt helyett. A legtöbb alkotás sírból került elő: festmények a sírkamra falán, a halott szarkofágján, a halottat a túlvilágon szolgáló szobrok és a neki odahelyezett edények, bútorok, a vele eltemetett ékszerek.

### Az építészet
Az ókori Egyiptom építészete négy nagy történeti szakaszra osztható:
- memphiszi szakasz (i.e. 5000–2500);
- thébai szakasz (i.e. 2500–1100);
- szaiszi szakasz (i.e. 1100–338);
- ptolemeida építészet (i.e. 338 után) (Gerő, p. 11.)

A legtöbbet használt építőanyag az agyagos iszap és a nád volt; ezekből a napon szárítottak vályogtéglát. A szerkezeti elemeket kezdetben fából ácsolták, később kőből faragták ki.

#### Építészeti műfajok
Az ókori Egyiptom művészete elsősorban a halottkultuszt szolgálta. Ennek megfelelően a fennmaradt épületek többsége az alábbi kategóriák valamelyikébe tartozik:
- temetkező helyek;
- templomok — ;
- paloták;
- a szegények lakóépületei.

A fennmaradt épületek főleg templomok, síremlékek, ritkábban paloták és lakóházak. A legfontosabbak a vallási épületek voltak, ezeket időtálló anyagból (gránit, márvány) emelték az örökkévalóságnak.

#### Tér- és tömegalakítás
Az egyiptomi építészet alapvető térrendezési elve, hogy a tereket egyetlen hosszanti tengely mentén kapcsolja össze (axiális szervezés). Ez főképp a templomokra érvényes. Egyes térrészek ismétlődhettek, ilyen például a hüposztil csarnok, amit a bazilikális elrendezés előképének tekintünk.

#### Szerkezetek, alapelemek
Az óegyiptomi építészet téráthidalása támaszgerendás, bár kisebb távolságok áthidalásánál előfordul az álboltozat is. A falak masszívak, lefelé szélesednek, a falazóköveket habarcs nélkül, fa- vagy fémkapcsokkal rögzítették.

#### Alaktan
Az egyiptomi építészet javarészt mértani formákat használt, de egyes alapelemei természeti formákat utánoznak (mint például az ajtók fölötti, kőből faragott gyékénytakarók). Az oszlop- és pillérfők motívumait a növényvilágból merítették.
Az oszlopok lábazata korong alakú; az oszloptörzs nem sudarasodik. A Középbirodalomban jelent meg a protodór oszlop.
A homlokzatok tagolatlanok. A falak lefelé szélesednek, a párkányok egyszerűek. A nyílásokat keretező tagozat általában félpálca vagy háromnegyed pálca.

#### Az építészet szervezete
A tervezők tudós papok, képzett építészek voltak, az építők általában hivatásos munkások (kőművesek, ácsok stb.), ritkábban rabszolgák. A piramisokon a fáraó szolgálatába állított parasztok dolgoztak. A kőtömböket rabszolgák bányászták ki, ezután ékkel, kalapáccsal és víz segítségével feldarabolták és megfelelő méretűre alakították őket. A tömböket szántalpakon vagy hajón vontatták, a munkaszinthez rámpát építettek. Később megjelent az állványzat és a csiga. Szögmérő eszközeik nagy pontosak voltak. Az építések munkafázisait számos síkművészeti ábrázolás örökítette meg.

### Képzőművészet
A képzőművészet szorosan kapcsolódott az építészethez, az alkotásoknak főleg a falfelületek, pillérek, oszlopok adtak helyet. Ezért az emlékek sírokban, templomokban maradtak fenn.

#### Síkművészet
Az ókori egyiptomi festészet és domborműszobrászat összefoglaló elnevezése síkművészet, mert mindkettőben ugyanazok a szabályok érvényesültek, és a domborműveket egyúttal mindig festették is. Az elnevezés leginkább azért találó, mert az egyiptomiak nem azt ábrázolták, amit láttak, hanem azt, amit tudtak. A teret ezért síkokra bontották föl, az időt nem ábrázolták. Érdekesség, hogy művészetük elbeszélő jellegű, míg írásuk, aminek az elbeszélés a feladata, képszerű.
A festéket őrölt ásványokból, koromból és tojásból állították elő, vízzel hígították, ecsettel vagy puha ronggyal vitték fel a felületre. Az írnokok íróvesszőt használtak, ez később kisebb illusztrációk készítésének eszköze is lett.

### Ikonográfia
Mint az ókori Kelet kultúráiban általában, az ábrázolás mindig magát az ábrázolás tárgyát jelentette. Elvont tartalmakra utaltak ugyan, de teljesen konkrét módon, az allegóriát, szimbólumot és hasonlókat nem ismerték. Ikonográfiájuk alapja az isten kilétét mindig egyértelműen felfedő attribútumok és rekvizitumok.
| - Anubisz: sakálfej - Básztet: macska - Hathor: tehénszarvak napkoronggal; szisztrum - Heper: szkarabeusz - Hnum: kosfej; fazekaskorong - Honszu: sólyomfej, - Hórusz: sólyomfej, gyermekhajfürt - Ízisz: fején nevének hieroglif jele, egy trón; később Hathor attribútumát, a tehénszarvakat és napkorongot is átvette - Maat: egy madártoll a fején - Mut: keselyű | - Nebethet: fején nevének hieroglif jele - Nofertum: lótusz - Ozirisz: múmiaként ábrázolták, kezében ostorral és pásztorbottal (fáraói hatalmi jelképek) - Ptah: múmiaként, kezében ankhos dzsed-oszloppal - Ré: sólyomfej, napkorong - Szahmet: oroszlán - Szelket: skorpió - Szobek: krokodilfej - Thot: íbisz vagy pávián |

A fáraókat is istennek tekintették. Az ő attribútumaik – a valós viseletben is – az álszakáll és a kettős korona voltak. Nevüket fel is írták, a fáraók és uralkodók neveit mindig kerettel (kartus). A megdicsőült fáraót állat képében is ábrázolták (szfinx). Szent állataikat is gyakran ábrázolták. A mindennapi életből vett jelenetek a túlvilági cselekvésre utalnak, nem tekinthetők egyszerűen zsánerképnek, bár sok szempontból következtethetünk belőlük az egykori mindennapokra.

### Iparművészetek

#### Viseletek
Az egyiptomi viseletekről és a textilművészet fejlettségéről csak képi források, a síkművészet emlékei állnak rendelkezésre. Az éghajlatnak megfelelően lenge öltözéket hordtak. Kedvelték a különféle ékszereket és díszeket. Ezek egy része egyúttal mágikus funkcióval is bírt, és az ékszerművesség virágzásához vezetett.

#### Fémművesség
Fémművességük fejlett volt, bár a vasat csak az ókor második szakaszában ismerték meg. Készítettek fegyvereket, harci kocsikat, mindennapi használati tárgyakat, ezen belül főleg ékszereket. Az arany és az ezüst szerepe kiemelt jelentőséggel bírt. Az ékszereket (függők, nyakékek, karperecek, gyűrűk) és amuletteket páratlanul gazdagon díszítették drága- és féldrágakövekkel. A legszebb tárgyakat Tutanhamon sírjából ismerjük.

#### Kerámia
Az agyagművesség már a kezdetektől fontos szerepet játszott (Nagada I és II kultúrák). A Nílus kiváló alapanyagot biztosított, ennek kiégetve különlegesen szép színe lett. Az Óbirodalomban ismerték meg a fazekaskorongot, így az áruk szebbek, tartósabbak lettek. A későbbiekben megismerték a fajansztechnikát is. Az edényeket mindennapi célokra használták, festéssel látták el őket. A kék festés csak az Újbirodalomban jelent meg.

#### Üvegművesség
Az üvegművesség feltehetően Egyiptomból származik, innen vették át a föníciaiak, akik tökéletesítették a technikát. (lásd: Fönícia művészete)

#### Bútorművesség
A sírok gazdag bútorzatot tartalmaztak. Ezek alapján az egyiptomi bútorművességről viszonylag széles kép alakítható ki: fekvőbútorok, ülőbútorok, ládák, társasjáték Tutanhamon sírjából (szenet). Egy részük összecsukható (pl. Tutanhamon tábori ágya) vagy könnyen szétszerelhető a szállításhoz (pl. Hotepheresz bútorai).
A bútorok illesztésére csapszegeket használtak. A felületeket simára csiszolták, élénk színekkel és figurális díszítéssel látták el (elefántcsont-, fajansz- és fémberakás). Mindebből asztalos és ötvös gyakori együttműködésére lehet következtetni. Készítettek párnázott bútorokat is, ez pedig a kárpitosmesterség magas szintjére utal.

### Hatása más művészetekre
Egyiptom ókori kultúrája egyidős Mezopotámiáéval. E kettő kölcsönhatását tárgyi emlékek is alátámasztják (pl. egy sumér tőr, ami a Nílus mentén élt víziló csontjából készült). Az egyiptomi művészet hatott szinte minden korabeli kultúrára, köztük a minószi Krétára, Núbiára és az Arab-félsziget preiszlám kultúráira. A Kr. e. 1. évezredben az archaikus görög művészetre is nagy hatással volt (archaikus kori szobrok és vázák).
A rómaiak az egyiptomiakat példának tekintő görögök mellett az óegyiptomiak művészetéből is vettek át. Főként a sírépítészet reprezentatív formája, a piramis hatott (pl. Cestius piramisa Rómában).
A rómaiak művészetéért rajongó humanisták felfedezték maguknak a hieroglifákat, de szabadon értelmezték őket, eredeti értelmüket nem is sejtették. Az egyiptomi írást csak a 18. század végén fejtették meg a rosette-i kő megtalálásával. Ez a korszak, a klasszicizmus, elsősorban a görög-római formák utánzását tekintette a művészet fő feladatának, de a római művészet nyomán a figyelem Egyiptomra is fordult, így főleg a sírépítészetben felelevenedett a piramis (Kolozsvár, Mauksch-mauzóleum, Canova: Mária Krisztina főhercegnő síremléke, Bécs). Az Egyesült Államokban, ahol a nyugati típusú civilizáció még fiatal volt, nemzeti építészetet akartak teremteni. 1820 és 1850 között egy egész irányzat épült az egyiptomi formák felélesztésére, ez a klasszicista stílus alternatívájaként értelmezhető. A 19. század második felében elszórtan épültek egyiptomi formákat alkalmazó historizáló, eklektikus épületek (pl. Les Amis Philantrophes nagytemploma, Brüsszel, 1880 körül).
A 20. században az art deco stílusára hatottak az óegyiptomi formák, nagy szerepe volt ebben Tutanhamon sírja felfedezésének (Zsolnai Teréz vázája egyiptomi stílusban, 1922, Pécs, Zsolnai Múzeum).

## A késő ókor és középkor
A fáraók kora után a több ezer éves hagyomány nem hirtelen szűnt meg. A régi istenek egy része eltűnt, másokat keresztény szentekkel azonosítottak. A koptok (vallási, etnikai és nyelvi közösség) művészete már a kereszténység felvétele előtt is jelentős volt. Eleinte római forrásból alkottak (épületdíszítő motívumaik egy része római épületszerkezeti elemekről származik). A 395-ös bizánci hódítás után bizánci orientáció uralkodott. A keresztény kopt művészet tulajdonképp a bizánci művészet helyi változataként is értelmezhető.
Bizánctól a Szászánidák foglalták el 616-ban. 
Egyiptom 639-40-ben a bagdadi kalifátus része lett; művészete innentől az iszlám művészet része. A koptok az iszlám alatt megtűrt kisebbséggé lettek. Művészetük eltávolodott a figurális ábrázolástól, ornamentikus jelleget öltött (kopt textilek, faragványok).
A muszlim művészetet dinasztiánként szokás tárgyalni. A térségben a Fátimidák (969—1171) tettek szert egyeduralomra. Megalapították Kairót, ami az egyiptomi központú Fátimida Kalifátus fővárosa, az iszlám és arab világ központja lett. 1171—1250 között az Ajjúbida-dinasztia művészeti törekvései hatottak, majd 1250—1517 között a mamelukokéi. Egyiptom a muszlim kultúra egyik központjává vált. 1517-ben oszmán fennhatóság alá került. A 19. század elején önállóságra törekedett, de a század közepére angol félgyarmattá vált. Iszlám művészet alatt tárgyalandó kultúrája ennek megfelelően alakult.
Az európaiakban kialakult „misztikus kelet” képe részben Egyiptom képéből származik. Ebből merítettek a romantikus festők, napjainkban pedig a turizmust kiszolgáló iparágak élnek ebből a képből.
Az iszlám művészetet Egyiptomban is dinasztiák szerint szokás tárgyalni. Bár az egyes dinasztiák önállóságra törekedtek, teljesen önállóak nem voltak. A korai iszlám művészet (abbászida művészet) emlékei mellett még nagy arányban találunk kopt emlékeket. Ezután következett a túlúnida, a fátimida, az ajjúbida művészet, végül a török fennhatóság alatt a mamlúk művészet korszaka.
Kiemelkedő emlékek: a Fátimidák által épített kairói Al-Azhar mecset (10. század), an-Nászir Muhammad ibn Kalávún mecset (14. századi, érződik rajta az európai romanika hatása), Szultán Haszan mecsete és síremléke (14. század), valamint Alexandriában Al-Asraf Kájitbáj erődje (15. század).

## Az újkor

### Építészet
Az európai barokk a török művészetre tett hatásával ellentétben itt nem nagyon hagyott nyomot, a klasszicizmusnak azonban már volt tiszta európai szellemű arab képviselője. A 19. században az angolok hatása volt erőteljes, Egyiptom a gyarmatukká vált, építeni kezdték a Szuezi-csatornát. A 19. századi európai neostílusok legjelentősebb emléke a kairói Egyiptomi Múzeum épülete (1897-1902), melynek neoreneszánsz külseje óegyiptomi formákat felélesztő enteriőrt takar. A neostílusok hatására kialakult egy jellegzetesen helyi stílusforma, ami napjainkig él az építészetben. A 20. században a nyugati építészet teljesen meghonosodott. A két forma egymás mellett él és virágzik. Kairó városképe a nyugati hatások ellenére is keleti maradt, jól mutatják ezt a Citadella környékének beépítései.
Egyiptom jelentősebb újkori épületei:
- Abu l-Abbász mecsete (Alexandria, 18. század);
- Muhammad Ali mecsete és síremléke (Kairó, 1824-1857);
- Aga Kán síremléke (Asszuán, 1957);
- Fuád király nyaralója (Alexandria, Montaza);
- Szaad Zaglúl pasa síremléke (Kairó, 1922 körül);
- Szűz Mária kopt temploma (Kairó, Zamálek, 1940 körül);
- el-Burg szálloda (Kairó, 1963);
- a televízió épülete (Kairó, 1964);
- Várostorony (Kairó, 1961);
- Abu Szimbel sziklatemplomának mentési munkálatai (1963-68).

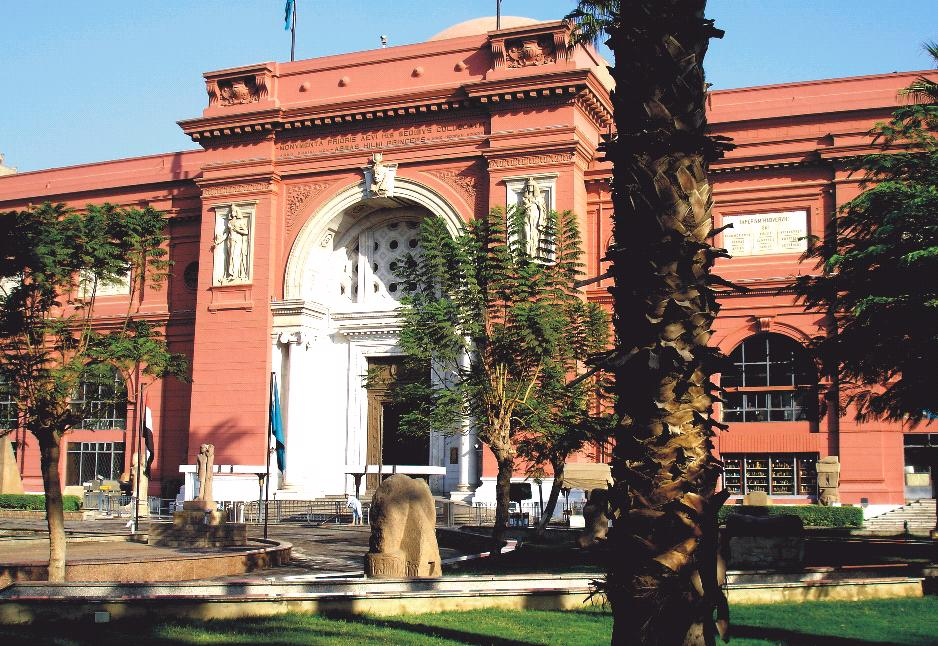
Egyiptomi Múzeum
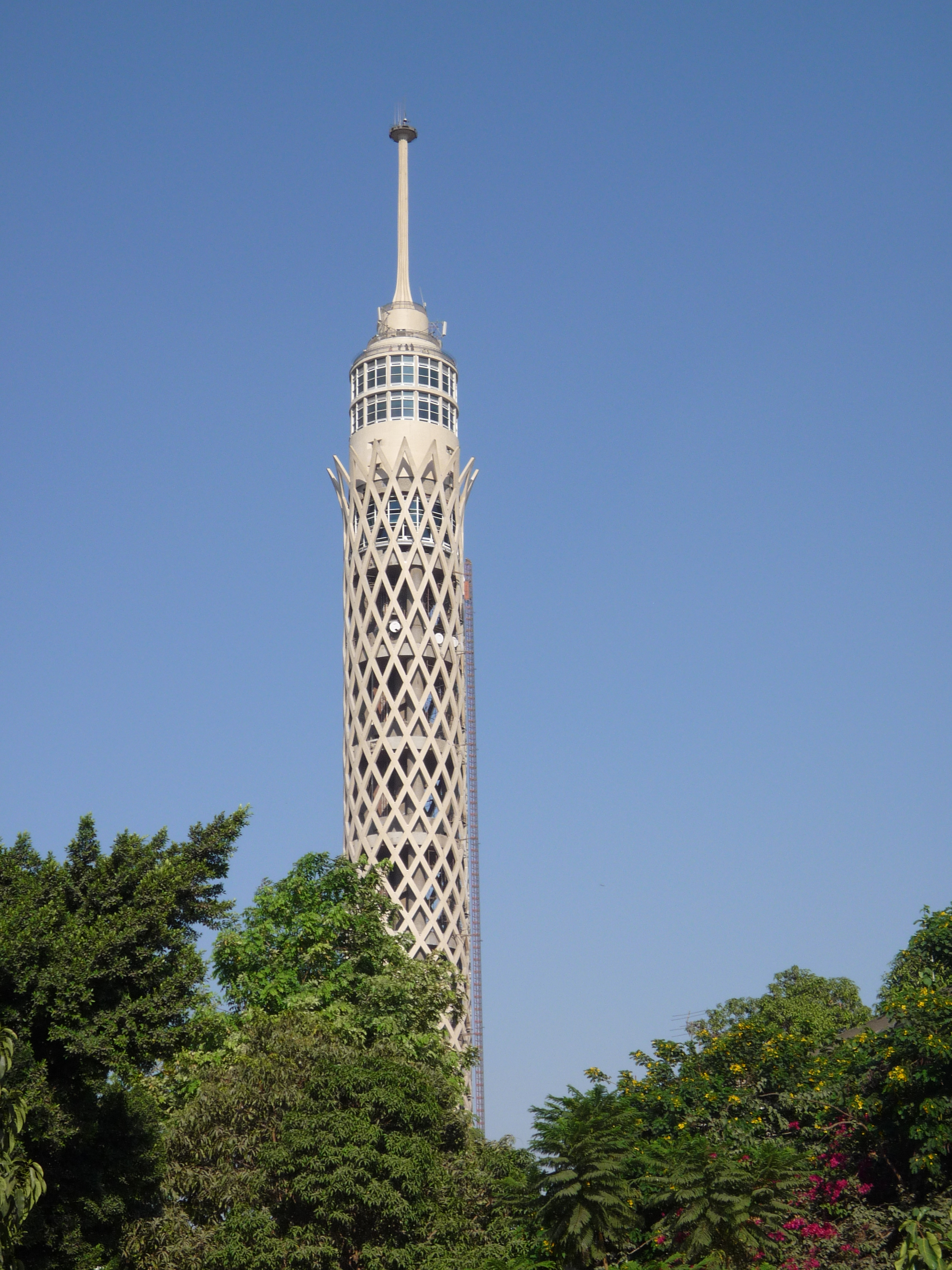
Várostorony, Kairó

#### Alsó-Núbia népi építészete
Alsó-Núbia a nyugati hatásoktól érintetlen maradt, de az itteni falvak így is valami urbánus hangulatot árasztanak: a házak mértani formák szerint épültek, a zsúfoltság miatt emeletesek. A települések formáit a Nílus határozta meg, a folyó tengelyével párhuzamos a ház tengelye. A nappali tartózkodásra szánt helyeket északnak tájolták, az északi falat többször el is hagyták, helyette ívános tér alakult ki. Az alaprajz a belső udvar köré központosul, innen nyílnak a központi szobák. A Gerf Huszejn és Kalabse között fekvő falvak lakóházai az óegyiptomi korból származó lakhelytípus továbbéléseként értelmezhetők, ezekhez jönnek még az iszlám építészetből vett formák, a pártázat és a magasan elhelyezett nyílások. A házak külső felületét nyersen hagyták, néhol azonban fehérre meszelték.
A vendégeknek létesített szállás külön épületté vált. Ez a vendégház alacsony kerítéssel körülvett előudvarral kezdődik, ennek keleti falába süllyesztették az imafülkét. Udvarára oszlopos tornác nyílt, ezt vagy kétoszlopos belső helyiség követte. Ez tornácos-oszlopos szerkezet régebbre mutat vissza, mint az iszlám, ilyen szerkezetet Amarna-kori házmodellek mutatnak.

### Képző- és iparművészet

#### Képzőművészet a második világháború előtt
1930-as évektől kezdve egy új formákat kereső, de a régi hagyományból induló mozgalom jelent meg, változatos témákkal, Európához igazodva. A művészeti életben fontos szerep jutott a római egyiptomi képzőművészeti akadémiának. Jelesebb festők: Ahmed Szabri, Hoszni el-Bannáni, Abd er-Rasíd Mahmúd, Abd el-Karím Szaláh (absztrakt modorban festett), Abdalláh Hámed (a primitivizmus képviselője), Gázbijja Szirri (szecessziós hangulatú művek).
Szobrászat is fejlődésnek indult, leginkább a kisplasztika jelentős, a monumentális szobrászat nem annyira. Mára erőteljesen dívik az emberábrázolás. A reliefnek számos képviselője van, népéletből vett jelenet kedves téma. Erősen hajlanak az absztrakt felé, a reliefplasztikára az óegyiptomi példa nagy mértékben hatott. Ez az ábrázolást főleg a koptok művelik. Gamál esz-Szaghini, Haszan el-Agáti, Szaláh Abd el-Karím absztraktak. Népies alakok Haszan Hesmat. Óegyiptomi falképek hatása Gamál esz-Szaghini, Jehja és Szajjeda domborművein.
Iparművészetek közül szőnyegszövés, rézmegmunkálás, fafaragás, bőrdíszművesség. Faliszőnyeg témái a mindennapi élet realisztikus ábrázolása. Rézművesség az iszlám klasszikus növényornamentikája mellett az óegyiptomi formákat is felhasználja. bőrdíszműt viszont kizárólag az óegyiptomira támaszkodik. fafaragás és intarziakészítés hagyományos.
A 20. század elején nemzeti művészet megteremtését tűzték ki célul az évszázados függés után. Az ókori előzmények a kezdeti törekvésekre erősen rányomták bélyegüket, összességben elmondható, hogy számos hatást ötvöztek (ókori egyiptomi, arab, vallási, népműveszeti és kulturális hagyományok). Ezt a sajátos stílust fáraói stílusnak (Neopharaonic style) nevezik, arab én nem arab alkotók egyaránt hívei voltak.
A rendszeres és megszervezett művészetoktatás (Szépművészeti Iskola – School of Fine Arts) új technikákat honosított meg.
A fáraói stílus (Neopharaonic style) felélesztése után avantgárd hatások (absztrakt művészet, kubizmus, dadaizmus, szürrealizmus) visszhangjai jelentkeztek. Kiadták az első művészeti folyóiratokat. 1939-ben megalapították a Művészet és Szabadság elnevezésű csoportot, ami a kifejezés szabadságát hirdette. Kortárs eredményeket egyeztettek össze tradícióval, széles teret engedtek az individualizmusnak.
A nemzetközi és regionális kategóriák közti különbséget a Huszajn Júszuf Amín körül csoportosuló művészek oldották föl az 1940-es években. Szabadjára engedett művészetet hirdettek. Amín tanítványai számos csoportot alkottak. A nyugati akadémikus művészet hagyományait a mindennapi életből, szegények életéből vett jelenetekkel tágították.

#### Képzőművészet a második világháború után
1946-ban megalakult a Kortárs Művészet Csoport, ami célul tűzte ki az egyiptomi lélek keresését. Népi szimbólumokat használtak, de hamarosan átcsaptak a szocialista realizmus sajátos fajtájába. Képviselők: Abd al-Hádi al-Gazzár, Hamid Nada. Hamar megjelent az absztrakt expresszionizmus, a kollázs, az asszamblázs; a fémszobrászat modernizációja az 1950-es évek végén következett be.
A Művészet és Élet csoport az arts and crafts tradíció fenntartását tartotta szem előtt, sürgették a művészeket, hogy fedezzék fel a kézműveshagyományokat, hogy új, innovatív utakat adjanak azoknak.
Az 1952-es forradalom után a művészek megfosztattak a kormányzati támogatástól, a csoportokat a pártok feloszlatták. A hivatalos művészet a Szovjetunió által befolyásolt ország propagandájának részévé vált.
Az 1967-es háború után a művészek új esztétikai nyelvet kerestek, amit iszlám tradícióban találtak meg. A célra tökéletesen megfelelt a kalligráfia, amivel geometrikus tervezés mellett spirituális és politikai üzeneteket fogalmaztak meg. Dekoratív és absztrakt megnyilvánulásai egyaránt voltak/vannak.
A fő irányvonalon kívül dolgozó művészek vitatott témákat kedveltek vagy a szokványostól eltérő technikákat műveltek. Sokan emigráltak is. A vizuális nyelvet a bürokrácia által megrakott Ifjúság Szalon az 1980-as években alakult. Meghonosodott az installáció és videóművészet, ez intézményes támogatás nélkül nem lehetett volna lehetséges. Az 1995-ös velencei biennálén három egyiptomi művész nyert. Az 1990-es években nagy számban rendeztek kortárs egyiptomi művészeknek kiállítást külföldön. Közvetlen módon szociális és politikai környezetben szólalnak meg, specikfikusabbak és az egyetemes humanizmust képviselik. Képviselők: Moataz Naszr, Mona Marzúk.